# Bernstein
Bernstein bezeichnet einen seit Jahrtausenden bekannten und insbesondere im Ostseeraum verbreiteten klaren bis undurchsichtigen gelben oder gelbbraunen Schmuckstein aus fossilem Harz.
Damit ist überwiegend ein bestimmtes fossiles Harz gemeint, dieser Bernstein im engeren Sinne ist die Bernsteinart mit dem wissenschaftlichen Namen Succinit. Die Bezeichnungen Succinit und Baltischer Bernstein werden oft synonym verwendet, da Succinit den weitaus überwiegenden Teil des Baltischen Bernsteins ausmacht. Die anderen fossilen Harze im Baltischen Bernstein stammen von unterschiedlichen Pflanzenarten und werden auch als „Bernstein im weiteren Sinne“ bezeichnet. Manche kommen mit dem Succinit zusammen vor, z. B. die schon lange aus den baltischen Vorkommen bekannten Bernsteinarten Gedanit, Glessit, Beckerit und Stantienit. Diese werden auch als akzessorische Harze bezeichnet. Andere fossile Harze verschiedener botanischer Herkunft bilden hingegen eigenständige Lagerstätten unterschiedlichen geologischen Alters, wie z. B. der Dominikanische Bernstein und der Libanon-Bernstein. Von der großen Gruppe der Kopale gehören nur die fossilen, aus der Erde gegrabenen Vertreter (z. B. der „Madagaskar-Kopal“) entsprechend der Definition (siehe Abschnitt Bernsteinarten) trotz ihres geologisch jungen Alters zu den Bernsteinen.
Dieser Beitrag behandelt das Thema Bernstein im Allgemeinen und wegen ihrer überragenden wissenschaftlichen, kulturellen und wirtschaftlichen Bedeutung die häufigste baltische Bernsteinart, den Succinit, im Besonderen.
Der älteste bekannte Bernstein stammt aus etwa 310 Millionen Jahre alten Steinkohlen. Seit dem Paläozoikum ist das Harz damaliger Bäume als feste, amorphe (nicht kristalline) Substanz erhalten geblieben.
Von der International Mineralogical Association (IMA) ist Bernstein aufgrund seiner nicht eindeutig definierbaren Zusammensetzung nicht als eigenständige Mineralart anerkannt. Er bildet aber in der Systematik der Minerale innerhalb der Klasse der Organischen Verbindungen eine eigene Mineralgruppe, die in der 9. Auflage der Systematik nach Strunz unter der System-Nr. 10.C (Diverse organische Mineralien) zu finden ist (8. Auflage: IX/C.01)
Bereits seit vorgeschichtlichen Zeiten wird Bernstein als Schmuck und für Kunstgegenstände genutzt. Einige in Ägypten gefundene Objekte sind z. B. mehr als 6000 Jahre alt. Das berühmteste Kunstobjekt aus Bernstein war das Bernsteinzimmer, das seit dem Zweiten Weltkrieg verschollen ist. In den Jahren 1979 bis 2003 haben russische Spezialisten im Katharinenpalast bei Puschkin das für die Öffentlichkeit wieder zugängliche Bernsteinzimmer mit Bernstein aus Jantarny detailgetreu rekonstruiert, nachdem bis dahin unbekannte Fotografien gefunden worden waren, die dieses einzigartige Projekt ermöglichten.
Für die Wissenschaft, insbesondere für die Paläontologie, ist Bernstein mit Einschlüssen, den sogenannten Inklusen, von Interesse. Diese Einschlüsse sind Fossilien von kleinen Tieren oder Pflanzenteilen, deren Abdrücke, in seltenen Fällen auch Gewebereste, im Bernstein seit Jahrmillionen perfekt erhalten sind.

## Etymologie und Bezeichnungen
Die deutsche Bezeichnung Bernstein (in Preußen früher auch Börnstein genannt) ist eine frühneuhochdeutsche Entlehnung von mittelniederdeutsch bern(e)stein (von bernen „brennen“) und auf die auffällige Brennbarkeit dieses „(Edel-)Steins“ zurückzuführen. Eine Reihe von belegten Deutungsalternativen stellt Christel Hoffeins vor. Andere im deutschsprachigen Raum historisch verwendete Namen des möglicherweise oft mit Achat (als agstein vielleicht auch das Harz vom Sandarakbaum bezeichnend) verwechselten Bernsteins sind agstein, agtstein, agetstein, agatstein, augstein, ougstein, brennstein, cacabre, carabe, karabe, glaere, lynkurer, gismelzi, bernix, catabra, vetonica, aggstey, bernsteyn und amber.
Das altgriechische Wort für Bernstein ist ḗlektron (ἤλεκτρον), was mit „Hellgold“ übersetzt werden kann. Die Wurzel des Wortes ḗlektron stammt aus der indogermanischen Ursprache und hat die eigentliche Bedeutung „hell, glänzend, strahlend“. In vornehmen antiken Haushalten diente ein größerer Bernstein als Kleiderbürste; durch das Gleiten am Stoff lud er sich elektrostatisch auf und zog dann die Staubteilchen an sich. Das Phänomen der statischen Elektrizität beim Reiben von Bernstein mit bestimmten Materialien war bereits dem griechischen Philosophen Thales bekannt. Damit konnte das griechische Wort für Bernstein zum modernen Namensgeber des Elementarteilchens Elektron und der Elektrizität werden. Dieses einfache elektrostatische Aufladen von Bernstein wurde auch für frühe Versuche zur Elektrizität benutzt.
In der griechischen Antike wurde Bernstein auch als Lyncirium („Luchsstein“) bezeichnet, möglicherweise weil man annahm, er sei aus dem Urin des Luchses entstanden, der bei starker Sonneneinstrahlung hart geworden sei. Allerdings wird in der Literatur auch die Ansicht vertreten, dass diese Bezeichnung lediglich eine Verballhornung des Wortes ligurium darstellt, mit dem in der Antike Bernstein bezeichnet und zum Ausdruck gebracht wurde, dass es sich um ein ligurisches Produkt handelt. Es wurde für wahrscheinlich gehalten, dass die mit Bernstein Handel treibenden Phönizier ihre Ware von den Ligurern erhielten, die während des ersten vorchristlichen Jahrtausends lange Zeit am südlichen Endpunkt (Rhonedelta) einer der antiken Bernsteinstraßen siedelten.
Die Römer bezeichneten den Bernstein mit dem griechischen Fremdwort electrum oder nannten ihn (wie auch die spätere Fachsprache) succinum (wohl nach succus „dicke Flüssigkeit, Saft“) in der richtigen Vermutung, er sei aus Baumsaft entstanden. Weitere (mittellateinische) Bezeichnungen sind lapis ardens („brennender Stein“) und ligurius.
Die germanische Bezeichnung des Bernsteins lautete nach Tacitus glesum, in dem das Wort Glas seinen Ursprung hat.
Im Arabischen wird Bernstein als anbar bezeichnet; hieraus leitet sich die heutige Bezeichnung für Bernstein in einigen Sprachen ab (z. B. englisch amber, französisch ambre jaune, spanisch el ámbar, italienisch ambra).

## Bernsteinarten und -varietäten, Naturformen und Sorten

### Allgemeine Definitionen

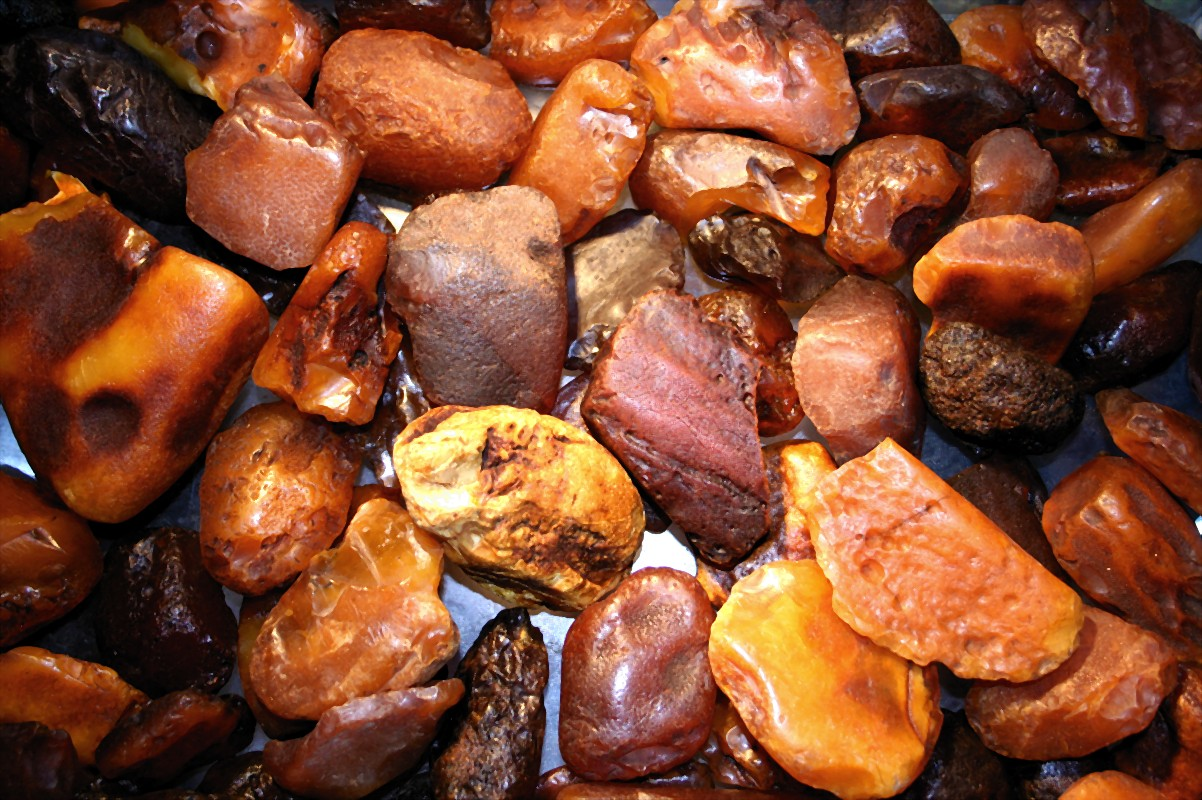
Rohbernstein mit Verwitterungskruste

In der rezenten Pflanzenwelt, besonders häufig in den Tropen und Subtropen, sind hunderte Pflanzenarten bekannt, die Harz absondern. Von einigen, häufig inzwischen ausgestorbenen Arten ist das Harz fossil erhalten geblieben. Im wissenschaftlichen Sprachgebrauch wird seit langem der Name Bernstein als Sammelbegriff für alle feste Partikel bildenden fossilen Harze verwendet. Für das von einer bestimmten Pflanzenart stammende fossile Harz hat sich der Begriff Bernsteinart eingebürgert. Obwohl Bernsteine keine Minerale sind, wird in Anlehnung an die häufige Namensgebung der Minerale für die Bernsteinarten die Endsilbe -it verwendet. Bereits seit 1820 trägt die häufigste baltische Bernsteinart, der Bernstein im engeren Sinne, den Namen Succinit. Gebräuchlich ist auch die Verbindung mit Namen von Regionen oder Orten, z. B. „Baltischer Bernstein“, „Dominikanischer Bernstein“, „Bitterfelder Bernstein“. Ursprünglich wurden damit nur ganz allgemein Fundorte von Bernsteinen bzw. Kollektive von Bernsteinarten gekennzeichnet.
In der baltischen Bernsteinlagerstätte sind andere Bernsteinarten sehr selten, so dass für die dominierende Bernsteinart Succinit umgangssprachlich der Name Bernstein verwendet wird, früher war auch der Begriff „deutscher Bernstein“ gebräuchlich. Die häufig verwendete Bezeichnung „Baltischer Bernstein“ für Succinit ist wegen der vor einiger Zeit bekannt gewordenen zahlreichen Funde in Mitteldeutschland wissenschaftlich nicht haltbar und sollte zur Vermeidung von Irrtümern nicht verwendet werden. Denn auch in der weltweit zweitgrößten Bernsteinlagerstätte Bitterfeld ist der Succinit die häufigste Bernsteinart und ein sich dann ergebender Name „Baltischer Bernstein aus Bitterfeld“ würde zu Missverständnissen führen. Für die Bernsteinart Succinit ist zur Verknüpfung der umgangssprachlichen mit der wissenschaftlichen Bezeichnung der Name Bernstein (Succinit) am besten geeignet. Da in beiden Lagerstätten auch andere Bernsteinarten vorkommen, müsste die Bezeichnung „Baltischer Bernstein“ auf die regionale Herkunft beschränkt werden. Gleichermaßen ist der „Ukrainische Bernstein“ (auch „Rovno-Bernstein“) ein Kollektiv von Bernsteinarten, und auch dieser Begriff sollte nur zur Kennzeichnung des regionalen Vorkommens Anwendung finden.
Bernsteinarten werden wie Minerale nach ihrer Farbe, Transparenz und anderen Merkmalen Varietäten unterschieden. Sie sind substanziell identisch und stammen von derselben Erzeugerpflanze ab.
Nach der äußeren Erscheinung sind Naturformen zu unterscheiden: Ihre Gestalt geht auf die unmittelbare Absonderung des Harzes sowie die Veränderung der Gestalt beim Transport vom Erzeugerbaum bis in die Lagerstätte zurück.
Zur Kennzeichnung bei der technischen Gewinnung und Verarbeitung des Succinit werden Sorten und Handelssorten unterschieden.

### Bernsteinarten
Weltweit sind mehr als 80 Bernsteinarten bekannt, die zumeist aber nur in geringer Menge vorkommen. Eine Auswahl findet sich im Artikel Bernsteinvorkommen. Die häufigste Bernsteinart ist der Succinit, allein im Baltikum sollen es nach einer Schätzung noch mehr als 640.000 t sein. Von den baltischen Vorkommen sind schon seit dem 19. Jahrhundert die akzessorischen Bernsteinarten Gedanit, Glessit, Beckerit und Stantienit bekannt.
Über die im Abfall (Brack) bei der Bernsteingewinnung in Bitterfeld gefundenen akzessorischen fossilen Harze gab es langjährige und auch konträr geführte Diskussionen, z. B. Inzwischen wurden die durch die große Seltenheit verursachten Irrtümer revidiert. In der Bitterfelder Bernsteinlagerstätte kommen neben dem mit 99,9 % dominierenden Succinit die Bernsteinarten Gedanit, Glessit, Beckerit, Stantienit, Goitschit, Bitterfeldit, Durglessit und Pseudostantienit sowie weitere elf noch nicht namentlich gekennzeichnete fossile Harze vor.
Die Kopale, soweit nicht auch von Bäumen gesammeltes rezentes Harz einbezogen wird, sind junge fossile Harze der Tropen und Subtropen in West- und Ostafrika, Madagaskar, dem Malaiischen Archipel, Neuseeland und Kolumbien. Sie werden von manchen Autoren trotz ihres geringen Alters ebenfalls als Bernsteinart angesehen. Ihre gegenüber älteren Bernsteinarten geringere Härte und größere Löslichkeit sind nicht, wie häufig angenommen wird, eine Folge der „Unreife“, sondern wie bei den ähnlich weichen älteren Bernsteinarten Goitschit und Bitterfeldit aus Bitterfeld eine Eigenschaft des Ausgangsharzes.

### Bernsteinvarietäten

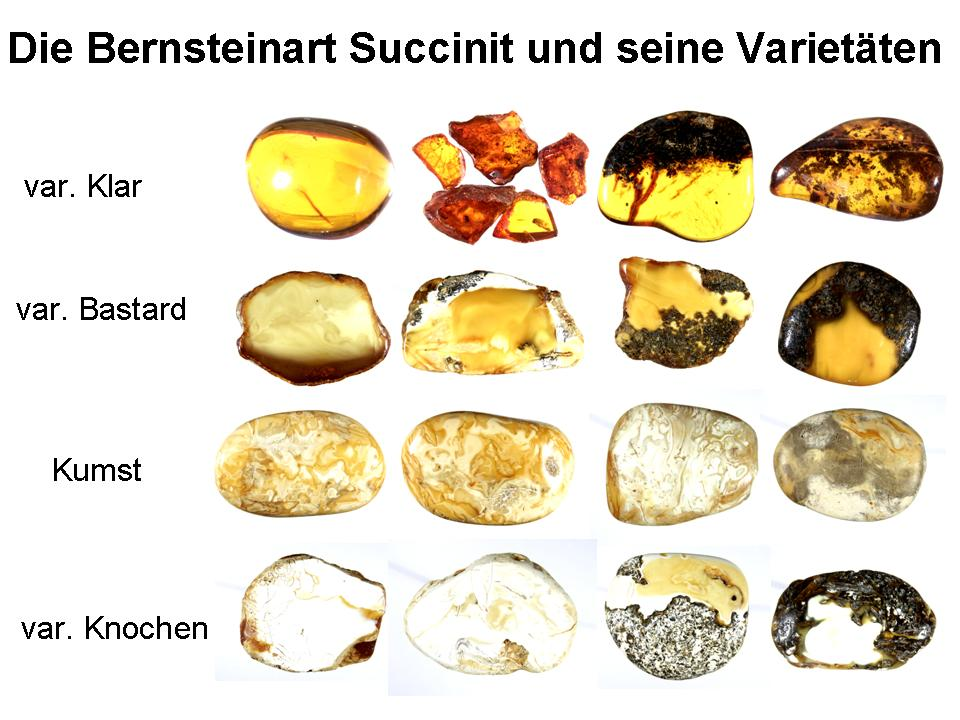
Varietäten des Succinit aus der Bitterfelder Lagerstätte

Von der Bernsteinart Succinit werden Varietäten insbesondere nach dem Grad einer Trübung unterschieden, charakteristisch sind die fließenden Übergänge und Vermischungen in den einzelnen Stücken:
- Klar oder Schierklar, völlig durchsichtig wie Glas, Färbung sehr schwach hellgelb (Eisklar) bis bräunlichgelb (Braunschweiger Klar).
- Flom oder Matt, halbdurchsichtig trüb durch mikroskopisch kleine Bläschen.
- Bastard, völlig undurchsichtig satt-trüb, homogen bis wolkig oder gefleckt (sogenannter Kumst nach der ostpreußischen Bezeichnung für Sauerkraut) mit unterschiedlich starker Färbung.
- Knochen, völlig undurchsichtig elfenbeinfarben bis reinweiß (Weißharz).
- Schaum, völlig undurchsichtig gelblichweiß, leichter als Süßwasser (Verwitterungsform der Varietät Knochen).
- Schwarzfirnis, grauschwarz bis marmoriert, Holzmulm und Erde mit Harz als Bindemittel.
- Bunt, Mischung der Varietäten Klar bis Knochen, häufig scharf abgegrenzt und mit Spalten (siehe Abschnitt Entstehung).
- Antik, Varietäten Klar bis Bastard durch Verwitterung unterschiedlich stark rot bis rotbraun gefärbt.

Auch von selteneren Bernsteinarten, z. B. Glessit und Bitterfeldit, sind Varietäten bekannt.

### Naturformen
Bei den Naturformen sind die primären von den sekundären zu unterscheiden. Die primären Naturformen entstanden beim Ausfluss des Harzes, sie werden deshalb häufig als Flussformen bezeichnet:
- Schlauben entstanden, wenn das Harz schubweise austrat und mehr flächig die vorangegangenen Harzausflüsse überdeckte. Sie sind meist klar, auf den Trennflächen sind Verschmutzungen (zum Beispiel Staub) nicht selten, sie enthalten die meisten Fossileinschlüsse (Inklusen).
- Zapfen entstanden aus mehr punktuellen Harzflüssen, die vor dem Herunterfallen am eigenen Tropfenfaden erstarrten. Längerdauernde Harzflüsse können zu dickeren Harz-Stalaktiten führen. Sie enthalten auch Fossileinschlüsse.
- Tropfen entstanden aus abgetropftem Harz, vorwiegend abgeflacht und diskusförmig, aber auch kugelrund bis birnenförmig.
- Fliese (Platten) entstanden durch Harzansammlungen der Varietäten Bastard und Knochen hinter der Rinde oder in Spalten, ohne Inklusen.
- Knollen sind klumpenförmige Harzansammlungen in sekundären Hohlräumen des Holzkörpers (zum Beispiel durch Schädlingsbefall oder Windbruch), ganz überwiegend Varietät Bastard, ohne Inklusen.

Sekundäre Naturformen entstanden durch Verwitterungsprozesse und die Beanspruchung beim Transport vom Entstehungsort bis in die Lagerstätte:
- Erdstein ist die häufigste Form in den Lagerstätten, die typische Verwitterungsrinde entstand durch eine längere Lagerung an der Luft vor der endgültigen Einbettung.
- Seestein ist die typische Form der an den Ost- und Nordseeküsten angespülten und wie poliert wirkenden Stücke, die Verwitterungsrinde ist durch das Schleifen über Sand abgetragen.
- Gerölle treten insbesondere bei weicheren Bernsteinarten auf, die gut gerundeten Stücke weisen auf einen längeren Transportweg hin.

### Sorten und Handelssorten
Der industriell gewonnene Bernstein (Succinit) kommt insbesondere nach der Größe und den Varietäten sortiert in den Handel. Nicht für die Schmuckherstellung, sondern allenfalls für die Bernsteindestillation geeigneter, verunreinigter oder zu feinkörniger Bernstein wird als Brack, Schlack oder Firnis bezeichnet.
Rohbernstein trägt in der Regel noch eine Verwitterungskruste, sofern diese nicht durch längeres Treiben am Meeresgrund abgeschliffen wurde. Dieser und geschliffener und polierter Bernstein, dessen innere Struktur oder Farbe nicht künstlich verändert wurde, werden als Naturbernstein bezeichnet.
Im Handel erhältlicher Bernsteinschmuck enthält oft klargekochten Bernstein. Es handelt sich dabei um ursprünglich trüben, unansehnlichen Naturbernstein, welcher in heißem Öl gekocht wurde. Öl hat einen deutlich höheren Siedepunkt als Wasser, daher werden Temperaturen erreicht, bei denen das fossile Harz weich und durchlässiger wird und die winzigen Luftbläschen mit Öl ausgefüllt werden. Der Lichtbrechungsfaktor von Öl ist mit dem des Bernsteins nahezu identisch, somit sind die Bläschen nach der Abkühlung des Bernsteins nicht mehr sichtbar. Das Ergebnis ist ein glasklarer, einheitlich gefärbter „Stein“. Das Verfahren hat jedoch einen Schönheitsfehler: Der derart behandelte Bernstein ist während des Abkühlvorganges sehr empfindlich. Wird das Material nicht Grad für Grad behutsam abgekühlt, entstehen darin sogenannte „Sonnenflinten“, mehr oder weniger halbkreisförmige, goldglänzende Sprünge. Diese sind in unbehandeltem Bernstein nur sehr selten und allenfalls an Bruchstellen zu finden. Mitunter wird der Abkühlungsprozess aber auch ganz bewusst so gesteuert, dass sich dekorative und attraktive Flinten bilden. Zur Klärung kann anstelle des „Klarkochens“ in Öl auch eine Erhitzung des Bernsteins in einem Sandbad erfolgen. Bei diesem Verfahren füllen sich die Bläschen mit einer harzigen Masse, die der Bernstein selbst liefert. Geklärter Bernstein ist kein reines Naturprodukt mehr.
Pressbernstein wird im Handel missverständlich als Echtbernstein, echter Bernstein oder Ambroid angeboten. Damit ist jedoch nicht der natürlich entstandene Bernstein gemeint, sondern ein Produkt, das aus Schleifresten und kleinen Stücken in einem Autoklav gefertigt wurde. Pressbernstein wird hergestellt, indem gereinigte Bernsteinbröckchen erwärmt und dann unter starkem Druck zusammengepresst werden. Das geschieht unter Luftabschluss und bei einer Temperatur von 200 °C bis 250 °C. Bei einem Druck bis 3000 bar wird die Masse zu stangen- oder bogenförmigen Körpern verfestigt. Durch Variation von Hitze und Druck lassen sich unterschiedliche Farbtöne und sowohl klarer als auch trüber Pressbernstein herstellen.
Neben diesen Formen von Bernstein wird im Handel Echtbernstein extra angeboten, ein Pressbernstein, der bis auf seine unregelmäßigen Blitzer aufgrund seiner geringen und feingliedrigen Schlierenverteilung visuell kaum vom Naturbernstein zu unterscheiden ist. Er kann nur durch gemmologische Untersuchungsmethoden eindeutig bestimmt werden.

## Eigenschaften

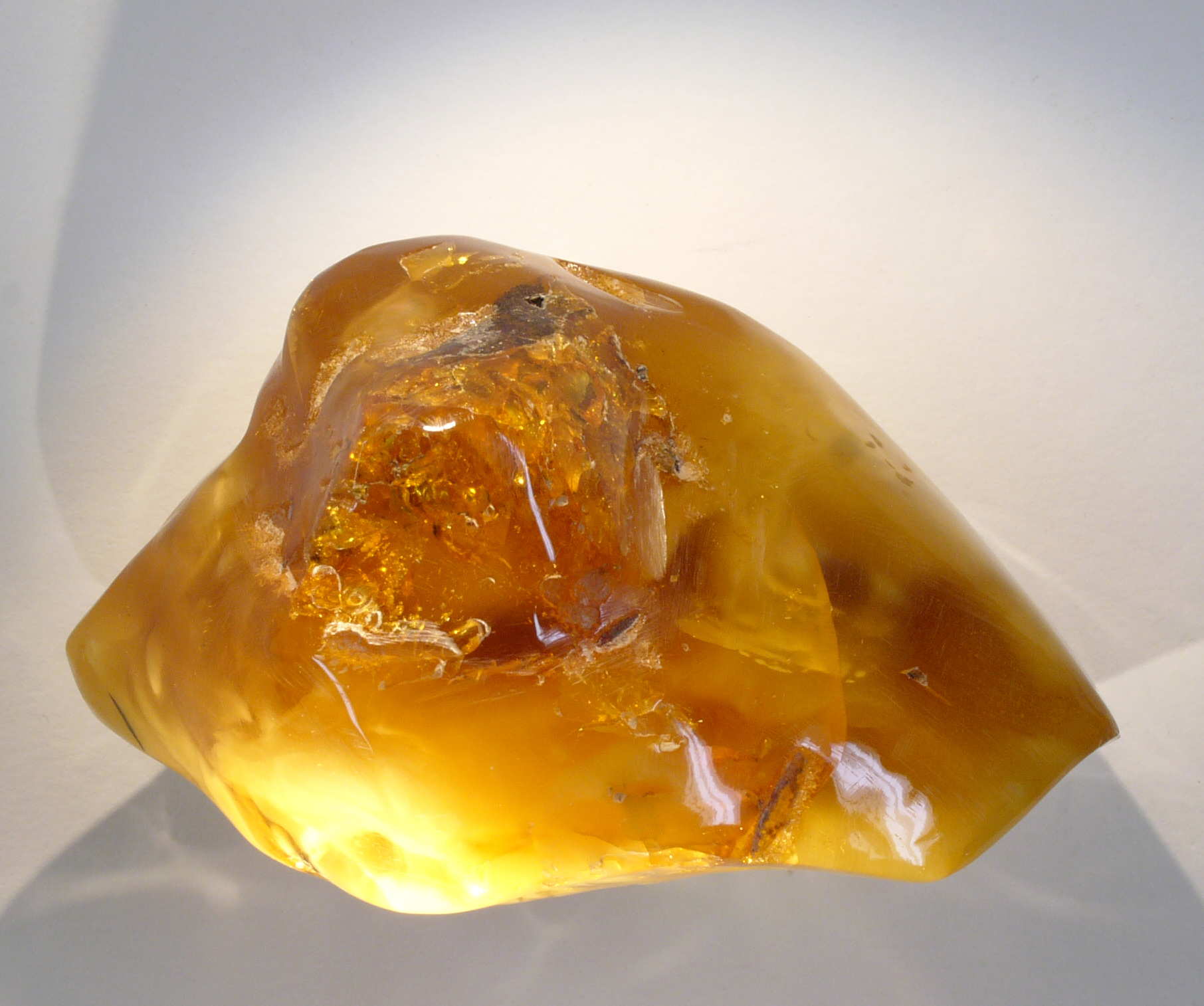
Bernstein (ca. 12 cm Ø)

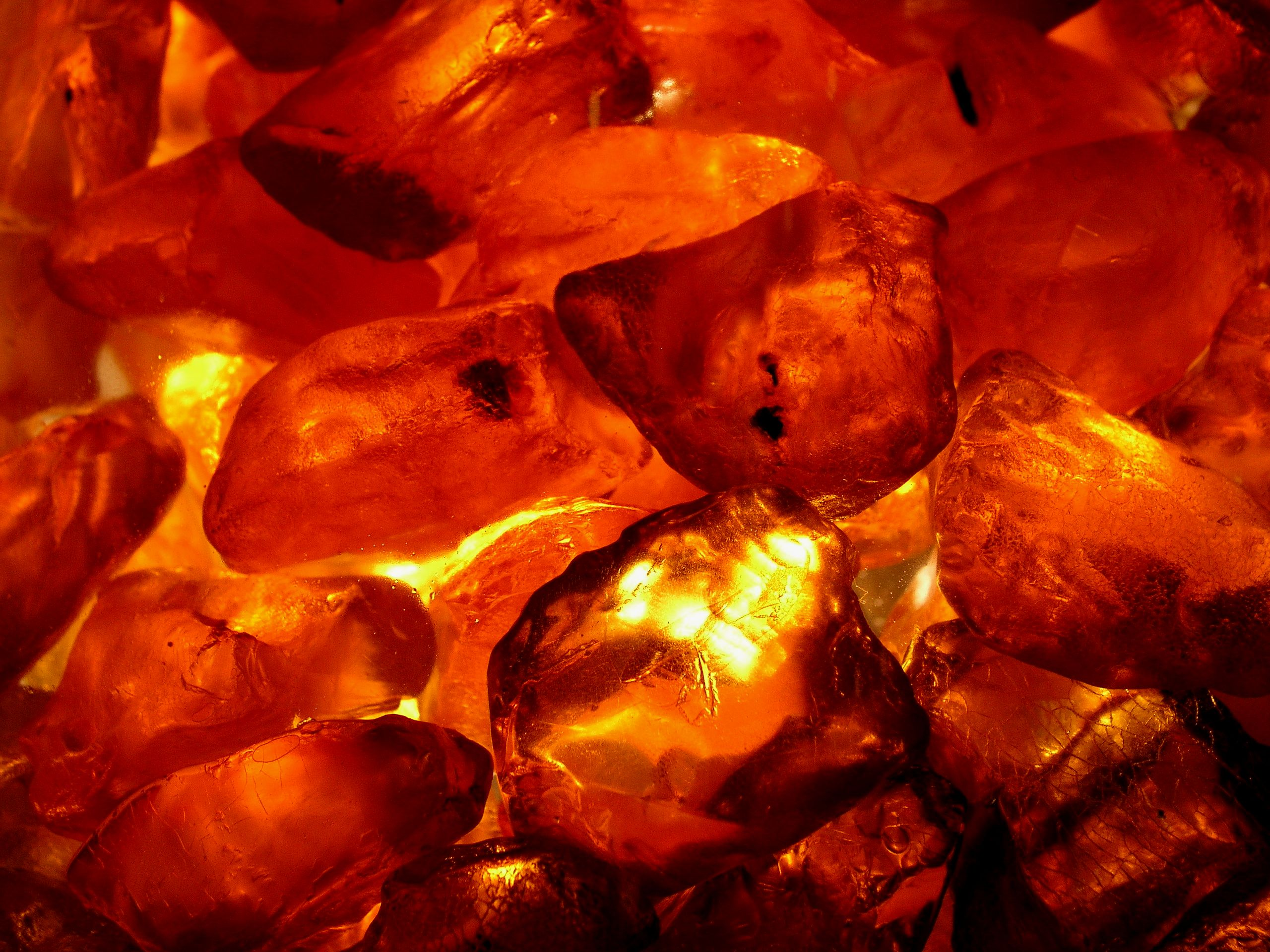
Naturbernstein-Leuchte

Die Farbe des Bernsteins (Succinit) reicht von farblos über weiß, hell- bis goldgelb und orange bis hin zu Rot- und Brauntönen, bei getrübten Stücken können durch Lichtbrechungseffekte selten auch grünliche und bläuliche Töne auftreten. Dunkelbraune bis schwarzgraue Stücke enthalten größere Mengen pflanzlicher und mineralischer Einschlüsse. Der Trübungsgrad hängt von der Anzahl der in ihm enthaltenen mikroskopisch kleinen Bläschen ab. Die Varietät Knochen (Weißharz) hat die größte Bläschendichte (Größe: 0,2 µm bis 0,8 µm, Anzahl: bis zu 900.000 pro mm3). Veraltet ist die Ansicht, dass die Bläschen mit „Wasser und terpenhaltigem Öl gefüllt“ sein sollen, also der Zellsaft der Bernsteinbäume erhalten geblieben sei. Im bergfrischen Zustand sind die Bläschen mit Wasser gefüllt. Da Bernstein nicht gasdicht ist, verdunstet das Wasser an der Luft mehr oder weniger rasch. Bei größeren Hohlräumen kann dabei zwischenzeitlich wie bei einer Wasserwaage eine Libelle entstehen.
Bei anderen Bernsteinarten ist das Farbspiel wesentlich größer, z. B. tiefschwarze (Stantienit, Pseudostantienit), dunkelblaugraue (Glessit) und auch blutrote Farben. Allseits bekannt ist der Blauschimmer, der beim Dominikanischen Bernstein häufig auftritt.
Bernstein (Succinit) kann im Gegensatz zu Imitationen aus Kunstharz leicht angezündet werden und zeigt während des Brennens eine gelbe, stark rußende Flamme. Dabei duftet er harzig-aromatisch und verläuft an der Flamme zu einer schwarzen, spröde erhärtenden Masse. Der harzige Geruch entsteht, weil flüchtige Bestandteile (ätherische Öle) des Bernsteins verbrennen. Deshalb eignet er sich zum Räuchern und wird in vielen Kulturen seit Jahrhunderten als Räuchermittel verwendet. So dient es zum Beispiel in Indien als Weihrauchersatz für sakrale Zwecke oder kommt in den traditionellen Ritualen des Sufismus zum Einsatz.

### Physikalische Eigenschaften
Bernstein (Succinit) hat eine Mohshärte von 2 bis 2,5 und ist damit ein recht weiches Material. Es ist möglich, mit einer Kupfermünze eine Furche in die Oberfläche zu ritzen. Manche andere Bernsteinarten sind viel weicher (etwa Goitschit, Bitterfeldit, Kopale) oder sehr viel härter, zum Beispiel die Braunharze, die sich kaum mit einer Stahlnadel ritzen lassen. Andere haben eine gummiartige Konsistenz (etwa Pseudostantienit) oder sind außerordentlich zäh (etwa Beckerit).
Bernsteine sind nur wenig dichter als Wasser. Wegen ihrer geringen Dichte (um 1,07 g/cm3) schwimmen sie in gesättigten Salzlösungen. Diese Eigenschaft wurde bei der Bernsteingewinnung in Bitterfeld genutzt, um im Siebrückstand >3 mm den Bernstein von Fremdbestandteilen zu trennen.
Bernstein (Succinit) hat keinen Schmelzpunkt, bei 170 °C bis 200 °C wird er weich und formbar, und oberhalb von 300 °C beginnt er sich zu zersetzen. Bei der trockenen Destillation, die früher in großem Umfang durchgeführt wurde, entstehen als Hauptprodukte Bernsteinöl und Bernstein-Kolophonium. Bernsteinöl wurde in der ersten Hälfte des 20. Jahrhunderts für die Flotation von Erz verwendet, und das Kolophonium war ein begehrter Lackrohstoff. Beide Substanzen haben ihre wirtschaftliche Bedeutung im Wesentlichen verloren und sind nur noch Nischenprodukte, Bernsteinöl z. B. als Naturheilmittel.
Bernstein (Succinit) hat einen sehr hohen elektrischen Widerstand und eine sehr niedrige Dielektrizitätskonstante von 2,9 als Naturbernstein oder 2,74 als Pressbernstein. In trockener Umgebung kann er durch Reiben an textilem Gewebe (Baumwolle, Seide) oder Wolle elektrostatisch aufgeladen werden. Dabei erhält er eine negative Ladung, das heißt, er nimmt Elektronen auf. Das Reibmaterial erhält eine positive Ladung durch Abgabe von Elektronen. Man bezeichnet diese Aufladung auch als Reibungselektrizität. Diese Eigenschaft kann als zerstörungsfreier, wenn auch – gerade bei kleineren Stücken – nicht immer einfach durchzuführender Echtheitstest verwendet werden: Der aufgeladene Bernstein zieht kleine Papierschnipsel, Stofffasern oder Wollfussel an. Dieser Effekt war bereits in der Antike bekannt und wurde durch die Werke von Plinius dem Älteren bis ins Spätmittelalter überliefert. Der englische Naturforscher William Gilbert widmete ihm in seinem im Jahr 1600 erschienenen Werk De magnete magneticisque corporibus ein eigenes Kapitel und unterschied ihn vom Magnetismus. Von Gilbert stammt auch der Begriff „Elektrizität“, den er aus dem griechischen Wort ἤλεκτρον ēlektron für Bernstein ableitete.
Bernstein (Succinit) leuchtet unter Ultraviolettstrahlung (Wellenlänge 320 bis 380 nm) in unverwittertem oder frisch angeschliffenem Zustand blau und in verwittertem Zustand in einem matten Olivgrün. Succinit glänzt, wenn er feucht oder geschliffen ist, da er bei glatter Oberfläche eine hohe Lichtbrechung aufweist. Er lässt bei Schichten bis zu 10 mm Dicke Röntgenstrahlung fast ohne Verlust passieren.
Eine Klassifizierung nach ihren physikalischen Eigenschaften haben Fuhrmann & Borsdorf vorgelegt, neben einer Succinitgruppe (Succinit, Gedanit) wird eine Glessitgruppe (Glessit, Bitterfeldit, Durglessit, Goitschit), eine Beckeritgruppe (Beckerit, Siegburgit) und eine Stantienitgruppe (Stantienit, Pseudostantienit) unterschieden. Sehr einfach durchzuführende infrarotspektrometrische Untersuchungen unterstützen diese Gliederung, die häufigste Bernsteinart Succinit zeichnet sich z. B. durch einen unverwechselbaren Abschnitt im IR-Spektrogramm, die sogenannte „Baltische Schulter“ aus.

### Chemische Eigenschaften
Die Entschlüsselung der chemischen Eigenschaften der Bernsteinart Succinit hat eine lange Geschichte. So war beispielsweise bereits im 12. Jahrhundert das Destillationsprodukt Bernsteinöl bekannt; Agricola gewann im Jahre 1546 Bernsteinsäure, und dem russischen Universalgelehrten W. Lomonossow gelang es Mitte des 18. Jahrhunderts, einen wissenschaftlichen Beweis für die Natur des Bernsteins als fossiles Baumharz zu liefern. Berzelius fand 1829 mit schon modern anmutenden chemischen Analysemethoden heraus, dass Bernstein sich aus löslichen und unlöslichen Bestandteilen zusammensetzt.
Nach der Elementaranalyse bestehen Bernsteine zu 67–81 % aus Kohlenstoff, der Rest ist Wasserstoff und Sauerstoff sowie manchmal etwas Schwefel (bis 1 %). Durch Einlagerung von mineralischen Bestandteilen können weitere Elemente vorkommen. Bernstein ist ein Gemisch verschiedener organischer Stoffe, die in langen Fadenmolekülen gebunden sind. Nachgewiesene lösliche Bestandteile sind zum Beispiel Abietinsäure, Isopimarsäure, Agathendisäure sowie Sandaracopimarsäure. Der unlösliche Bestandteil des Bernsteins ist ein Ester, der als Succinin (oder Resen, Sucinoresen→Succinate) bezeichnet wird. Bisher sind über 70 organische Verbindungen nachgewiesen, die am Aufbau des Bernsteins (Succinit) beteiligt sind.
Die meisten Bernsteinarten verwittern durch Einwirkung von Luftsauerstoff und UV-Strahlung. Dabei dunkeln beim Succinit zuerst die äußeren Schichten nach und verfärben sich rot (Varietät Antik). Von der Oberfläche und vorhandenen Hohlräumen ausgehend bilden sich kleine polygonale Risse, mit der Zeit wird die Oberfläche rau und bröckelig, und schließlich wird das gesamte Stück zersetzt. Dadurch werden auch vorhandene Einschlüsse zerstört.
Viele Bernsteinarten sind in organischen Lösungsmitteln nur wenig löslich. Bernstein (Succinit) reagiert nur an der Oberfläche mit Ether, Aceton und Schwefelsäure; bei längerer Einwirkungsdauer wird sie matt. Pressbernstein ist weniger widerstandsfähig. Bei längerem Kontakt mit den oben genannten Substanzen wird er teigig und weich. Dasselbe gilt prinzipiell auch für Kopal und Kunstharz, nur dass bei diesen schon ein wesentlich kürzerer Kontakt ausreicht.
Die Nomenklatur fossiler Harze ist unübersichtlich. Die Bezeichnung der Bernsteinarten sowohl mit regionalen Namen nach Ländern und Regionen als auch nach ihren Eigenschaften in Analogie zu den Mineralen mit der Endsilbe -it kann zu Missverständnissen führen (siehe Abschnitt Bernsteinarten).
In einem ersten veralteten Versuch zur Unterscheidung anhand der chemischen Zusammensetzung wurden Succinite mit 3 % bis 8 % Bernsteinsäure von den Retiniten mit bis 3 % Bernsteinsäure abgetrennt.
Anderson & Crelling haben 1995 die folgende Klassifizierung nach den chemischen Grundbausteinen aufgestellt: (Übersetzung eng angelehnt an Christoph Lühr)
- Klasse I: Polymere labdanoider Diterpene und Carbonsäuren, Alkoholen und Kohlenwasserstoffen. (Bernsteintypen mit einem Labdan-Gerüst weisen eine Verwandtschaft mit Harzen der Araukariengewächse auf.) Die Klasse I ist in drei Unterklassen gegliedert. Fossile Harze dieser Klasse sind am weitesten verbreitet.

- Klasse Ia: Polymere und Co-Polymere labdanoider Diterpene, wie Communinsäure, Communol und signifikante Mengen Bernsteinsäure (dazu gehören Succinit und Glessit).

- Klasse Ib: Polymere und Co-Polymere labdanoider Diterpene, wie Communinsäure, Communol und Biformen. Bernsteinsäure ist nicht enthalten (dazu gehört fossiles Harz der Kauri-Fichte).

- Klasse Ic: Polymere und Co-Polymere labdanoider Diterpene in enantiomerer Konfiguration, zum Beispiel Ozsäure, Ozol und Biforme (dazu gehören Harze der ausgestorbenen Baumart Hymenaea protera, Mexikanischer und Dominikanischer Bernstein).

- Klasse II: Makromolekulare Strukturen, die auf bizyklischen Sesquiterpenoiden basieren (insbesondere mit Cadinan-Gerüst). (Dazu gehört Bernstein aus verschiedenen Lagerstätten in Utah/USA und Indonesien).

- Klasse III: Natürliches fossiles Polystyrol (dazu werden Siegburgit, Beckerit und New-Jersey-Bernstein gerechnet).

- Klasse IV: Nicht-polymerer Aufbau, im Allgemeinen mit Sesquiterpenen mit Cedran-Gerüst (dazu gehören beispielsweise Retinite europäischer Braunkohle-Lagerstätten).

- Klasse V: Nicht-polymere diterpenoide Harzsäuren, insbesondere basierend auf Abietan, Pimaren und Iso-Pimaren (dazu gehören beispielsweise fossile Harze der Gattung Pinus).

Die Einordnung unbekannter Bernsteinarten in diese Klassifikation erfordert sehr aufwendige massenspektrometrische, gaschromatographische oder kernspinresonanzspektroskopische Untersuchungen.
Auf der Grundlage von NMR-Untersuchungen kamen Lambert et al. zu einer ähnlichen Klassifizierung.
Die Bestimmung der botanischen Herkunft anhand der chemischen Zusammensetzung ist problematisch, weil die geringe Löslichkeit der hochpolymeren Verbindungen analytisch extreme Schwierigkeiten bereitet, denn die bei der zwangsweise pyrolytischen Aufspaltung entstehenden Bruchstücke sind meist nicht identisch mit den ursprünglichen Substanzen. Die botanische Herkunft eines fossilen Harzes kann gesichert nur mit paläobotanischen Untersuchungen bestimmt werden, wie z. B. beim Gedanit.

## Weltweites Vorkommen von Bernstein

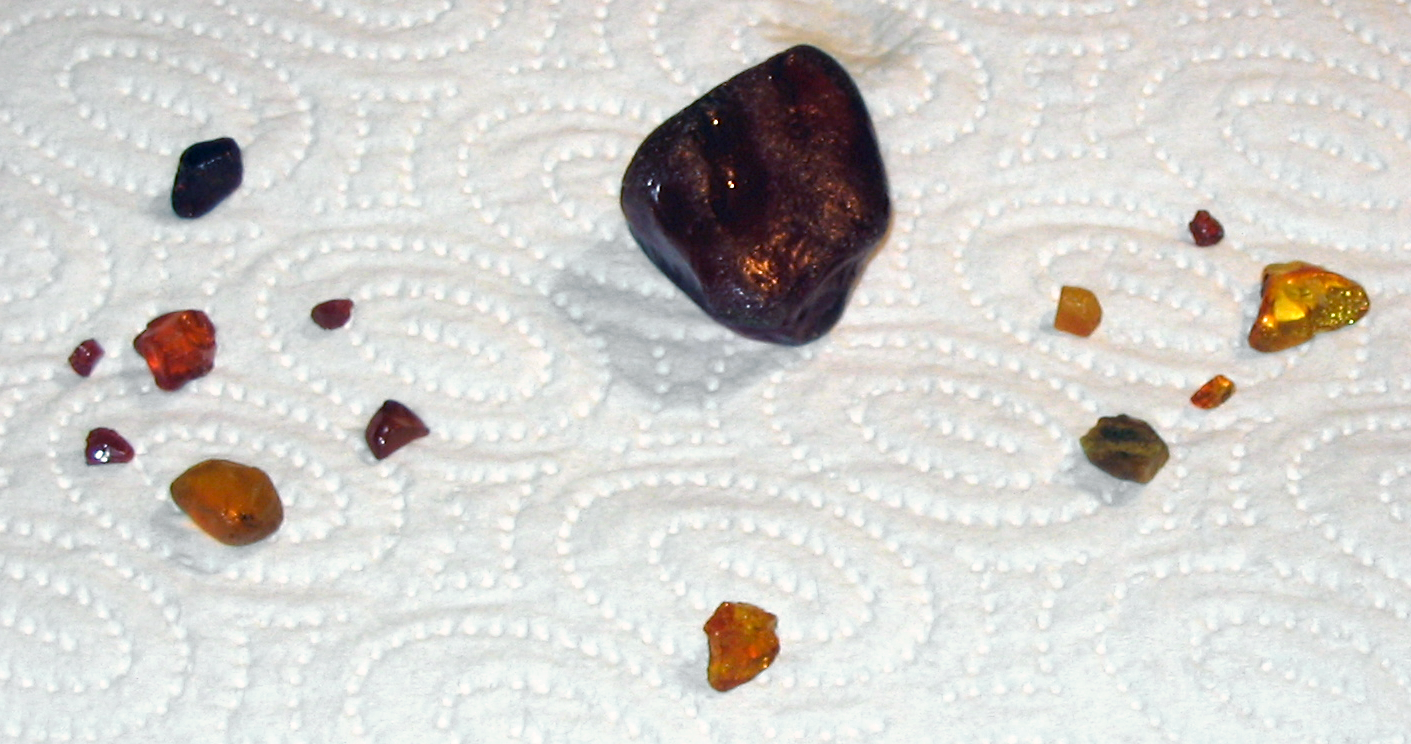
Am Ostseestrand gesammelter Bernstein

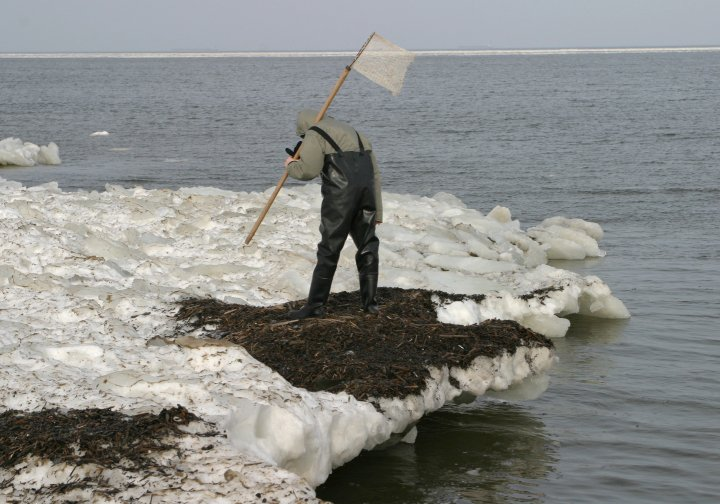
Bernsteinfischer am Ostseestrand, Danzig, Polen

Zur Kennzeichnung der weltweit verbreiteten Bernsteinvorkommen wurden vor längerer Zeit Namen nach Ländern oder ganzen Regionen eingeführt, z. B. Rumänischer Bernstein (Rumänit) oder Sibirischer Bernstein. Ursache für diese Vereinfachung war häufig die unzureichende Kenntnis der physikalisch-chemischen Eigenschaften und nicht selten auch die geringe Menge des gefundenen fossilen Harzes. Daneben gibt es schon sehr lange die wissenschaftliche Kennzeichnung von definierten Bernsteinarten anhand der substanziellen Eigenschaften, erkennbar an der Namensendsilbe -it.
Das Alter ist am Bernstein selbst nicht bestimmbar, sondern nur das Alter des ihn einschließenden Sediments. Die dazu benötigten Fossilien oder anderen Bestandteile, an denen Altersbestimmungen möglich sind, müssen aber nicht das gleiche Alter haben. Ein Beispiel dafür ist die „Blaue Erde“ der baltischen Bernsteinlagerstätte. Fossilien belegen ein obereozänes Alter von etwa 35 Millionen Jahren. Das an radioaktiven Isotopen bestimmte wesentlich höhere Alter bis 50 Millionen Jahre ist sehr wahrscheinlich durch Umlagerungen zu erklären.
Bernstein kann nur in einem Wald gebildet worden sein. Fossile Waldböden mit eingeschlossenem Bernstein sind aber nur selten erhalten, z. B. unmittelbar unter dem obereozänen Braunkohlenflöz in der Nähe von Bitterfeld oder einige Kopalvorkommen Ostafrikas. Im Gegensatz zu diesen autochthonen Vorkommen sind die meisten Vorkommen in jüngere Sedimente eingebettet, sie sind allochthon. Succinit ist gegenüber Luftsauerstoff aber wenig beständig, im belüfteten Waldboden kann er allenfalls einige Jahrtausende überdauern. Durch die erforderliche baldige Einbettung in ein für seine Erhaltung geeignetes Sediment ist der Altersunterschied zum einschließenden Sediment im geologischen Maßstab relativ unbedeutend, die Vorkommen sind deshalb parautochthon.
Die bekannteste Fundregion von Bernstein in Europa ist der südöstliche Ostseeraum, das Baltikum, insbesondere die Halbinsel Samland (Kaliningrader Gebiet, Russland) zwischen Frischem und Kurischem Haff. Die reichste und auch heute noch wirtschaftlich genutzte Fundschicht, die sogenannte „Blaue Erde“, wurde im Obereozän vor etwa 35 Millionen Jahren abgelagert.
Daneben führen im Deckgebirge die nur etwa 20 Millionen Jahre alten miozänen Schichten der sogenannten „Braunkohlenformation“ Bernstein, der auch zeitweise genutzt wurde (siehe Abschnitt Gewinnung). So junger miozäner Bernstein ist auch aus Nordfriesland und der Lausitz bekannt. In Mitteldeutschland sind inzwischen zahlreiche Fundstellen bekannt, denn der Braunkohletagebau Goitzsche ist nicht der einzige Fundort von Bernstein in den tertiären Schichten.
Der älteste Bernstein (Succinit) wurde unter dem obereozänen Braunkohleflöz Bruckdorf westlich von Bitterfeld gefunden; er ist damit etwa gleich alt wie der Bernstein der „Blauen Erde“ des Samlandes. Weitere Einzelfunde stammen aus dem Flözniveau des Unteroligozäns bei Breitenfeld nördlich von Leipzig sowie bei Böhlen. Im gesamten Raum Leipzig-Bitterfeld wurden auf einer Fläche von 500 Quadratkilometern mehr als 20 Bernsteinvorkommen oberoligozänen Alters gefunden. An größeren Vorkommen sind neben der bekannten Bernsteinlagerstätte Bitterfeld im Tagebaufeld Breitenfeld 1.500 t und im Tagebaufeld Gröbern bei Gräfenhainichen beachtliche 500 t Bernstein prognostiziert worden.
Nur einige Forscher halten nach wie vor an der Meinung fest, dass der mitteldeutsche Bernstein aus der „Blauen Erde“ des Baltikums umgelagert oder dass zumindest die Herkunft noch unsicher sei. Alle diese Vorkommen sind eingeschlossen in eine im paläogeographischen Umfeld sehr gut bekannte Schichtenfolge, deren mineralische Bestandteile unzweifelhaft durch Flüsse aus südlicher Richtung in das Meeresbecken eingetragen wurden. Eine Umlagerung aus nordöstlicher Richtung über mehr als 600 Kilometer ist schon deshalb nicht möglich, weil dann auch die den Bernstein einschließenden mehr als 15 Milliarden Kubikmeter Sand hätten mit von dort verlagert werden müssen.
Die ältesten Bernsteinfunde Mitteleuropas stammen aus Braunkohletagebauen bei Helmstedt, des Geiseltales südlich von Halle sowie bei Aschersleben und Profen bei Zeitz. Bei diesen Funden aus mitteleozänen Schichten handelt es sich nicht um Succinit, sondern um die Bernsteinarten Krantzit und Oxikrantzit, die möglicherweise von ausgestorbenen Vertretern der Storaxbaumgewächse stammen.
Allgemein bekannt sind die zahlreichen Funde von Bernstein an den Küsten der Nord- und Ostsee sowie in quartären Sedimenten im gesamten nordmitteleuropäischen Raum. Diese rein allochthonen Vorkommen stehen in keiner Beziehung zu den im Tertiär parautochthon entstandenen Bernsteinvorkommen. Sie können auch keinen Beitrag zur Erforschung der Bernsteinentstehung leisten. Nicht nur die baltischen, sondern auch die nordfriesischen und mitteldeutschen Bernsteinvorkommen unterlagen während der quartären Vereisungen einer starken Abtragung. Die Bernstein führenden Schichten wurden durch die Inlandgletscher ausgeschürft, ganze Schollen der Bernstein führenden Schichten, aber auch durch Schmelzwässer aus dem Verband gelöster Bernstein wurden weit über das gesamte nördliche Mitteleuropa verstreut. An der niederländischen, deutschen und dänischen Nordseeküste, im dänischen Jütland (jütländischer Bernstein), auf den dänischen Inseln sowie an der schwedischen Küste kann nach Stürmen aus quartären Sedimenten ausgespülter Bernstein von Strandgängern gefunden werden. In Deutschland gibt es auch größere binnenländische Vorkommen in märkischen Gebieten – z. B. im Naturpark Barnim zwischen Berlin und Eberswalde (Brandenburg), man fand sie bei Regulierungen und Kanalbauten im nach Toruń ziehenden Urstromtal. Durch bis zu viermalige Umlagerung ist dieser rein allochthone Bernstein in allen quartären Schichten bis zum Holozän anzutreffen. Es handelt sich dabei überwiegend nur um Einzelfunde ohne größere Bedeutung.
Auch aus anderen Teilen Europas sind Bernsteinvorkommen bekannt geworden, einige mit wesentlich höherem Alter, im östlichen Mitteleuropa (Tschechien, Ungarn) und auch in Rumänien, Bulgarien und der Ukraine. Am bekanntesten sind der Mährische Bernstein (Walchowit), der etwa 100 Millionen Jahre alt ist, der Ukrainische Bernstein, der zum größten Teil aus Succinit besteht, sowie der Rumänische Bernstein (Rumänit), der in verschiedenen Lagerstätten auftritt und je nach Lagerstätte zwischen 30 und 100 Millionen Jahren alt sein soll. Bernsteinvorkommen sind auch aus der Schweiz, Österreich, Frankreich und Spanien bekannt. Bernstein aus den Schweizer Alpen ist etwa 55 bis 200 Millionen Jahre alt, solcher aus Golling etwa 225 bis 231 Millionen Jahre. Bernstein in jurassischen Schichten (Kantabrikum) bei Bilbao ist etwa 140 Millionen Jahre alt. Der bekannte Sizilianische Bernstein (Simetit) ist dagegen erst vor 10 bis 20 Millionen Jahren gebildet worden. Der älteste europäische Bernstein ist der Middletonit, er ist etwa 310 Millionen Jahre alt und stammt aus Steinkohlengruben von Middleton bei Leeds.
In Küstenländern Ost- und Westafrikas, vor allem aber auf Madagaskar, kommt Kopal vor. Der sogenannte Madagaskar-Bernstein ist etwa 100 Jahre bis 1 Million Jahre alt. Bernstein aus verschiedenen geologischen Zeitabschnitten ist in Nigeria, Südafrika und Äthiopien gefunden worden.
Amerikas bekanntester Bernstein ist der wegen seiner Klarheit und seines Reichtums an fossilen Einschlüssen begehrte Bernstein aus der Dominikanischen Republik (Dominikanischer Bernstein). Auch aus Kanada (u. a. Chemawinit vom Cedar Lake) und dem US-Bundesstaat New Jersey (Raritan) sind Bernsteinvorkommen bekannt.
In Asien findet man Bernstein vor allem im vorderen Orient (Libanon, Israel und Jordanien) und in Myanmar (früheres Birma/Burma). Der Libanon-Bernstein ist etwa 130 bis 135 Millionen Jahre und der auf sekundärer Lagerstätte liegende Burma-Bernstein (Birmit) vermutlich etwa 90–100 Millionen Jahre alt.
Im australisch-ozeanischen Raum wird Bernstein in Neuseeland und im malayischen Abschnitt der Insel Borneo (Sarawak-Bernstein) gefunden. Während der Bernstein auf Borneo 15 bis 17 Millionen Jahre alt ist, kann Neuseeland-Bernstein ein Alter von bis zu 100 Millionen Jahren haben.
Das größte bisher bekannte Bernsteinstück wurde 1991 im Rahmen einer deutsch-malayischen Forschungsexpedition von Dieter Schlee in Zentral-Sarawak (Indonesien) entdeckt. Es wog im Ursprungszustand etwa 68 kg und bedeckte eine Fläche von 5 m². Es konnten jedoch nur mehrere Teilstücke geborgen werden, von denen sich die beiden größten mit einem Gesamtgewicht von etwa 23 kg im Staatlichen Museum für Naturkunde in Stuttgart befinden, das auch im Besitz einer Guinnessbuch-Urkunde (1995) für den größten Bernsteinfund ist. Weitere sehr große Bernsteinstücke sind aus Japan bekannt. Aus der Lagerstätte bei Kuji (Kuji-Bernstein) wurde 1927 ein Bernsteinstück mit einem Gewicht von 19,875 kg geborgen, ein weiteres 1941 mit 16 kg. Beide Stücke werden im Nationalmuseum der Naturwissenschaften von Tokio aufbewahrt.

## Bernstein (Succinit)

### Abgrenzung zu anderen Bernsteinarten
Der Bernstein im engeren Sinne, der Succinit, ist die kommerziell weitaus wichtigste und am besten erforschte Bernsteinart. Seine Bedeutung hängt mit der im Vergleich zu anderen fossilen Harzen großen Häufigkeit und Verbreitung zusammen, seiner schon vorgeschichtlichen Verwendung, seinem reichhaltigen Fossilinhalt und seinen günstigen Eigenschaften, die eine Verarbeitung zu allerlei Zwecken (Schmuck, Kultgegenstände usw.) ermöglicht.
Sein wissenschaftlicher Name Succinit wurde 1820 vom deutschen Mineralogen August Breithaupt unter Verwendung des römischen Namens eingeführt. Andere Bernsteinarten sind in den baltischen Vorkommen außerordentlich selten. Seit ihrer Beschreibung im 19. Jahrhundert sind in den letzten 130 Jahren bei einer gewonnenen Bernsteinmenge von etwa 40.000 t keine Neufunde gemeldet worden. Sie werden deshalb häufig vergessen, und vereinfachend wird die total überwiegende Bernsteinart Succinit als „Baltischer Bernstein“ bezeichnet. Wie bereits weiter oben begründet, sollte zur Vermeidung von Missverständnissen die Bezeichnung Baltischer Bernstein nur zur regionalen Kennzeichnung verwendet werden.
Die Abgrenzung des Succinit von anderen fossilen Harzen erfolgt, wie im Abschnitt Eigenschaften näher beschrieben, nach den physikalischen und chemischen Eigenschaften.

### Entstehung
Die Erzeugerpflanze des Bernsteins (Succinit) ist immer noch nicht bekannt. Vor 165 Jahren hatten Heinrich Robert Göppert und Georg Carl Berendt anhand von Harzeinschlüssen in Holz mit einer ähnlichen Struktur wie die von rezenten Kieferngewächsen (Familie Pinaceae) geschlussfolgert, dass der Erzeuger des Succinit, der „Bernsteinbaum“, ein ausgestorbener Vertreter der heutigen einheimischen Nadelbäume sei, und gaben ihm den Namen Pinites succinifer. Hugo Conwentz kam 45 Jahre später zum gleichen Ergebnis, er engte aber die Herkunft auf eine ausgestorbene „Bernsteinkiefer“ (Pinus succinifera) ein. Von Kurt Schubert wurde schließlich 1961 diese Annahme im Wesentlichen noch einmal bestätigt.
Neuere chemische Untersuchungen schließen einen solchen Ursprung aus, aber trotz einer Vielzahl einbezogener rezenter Vertreter der Araukariaceae, der Gattungen Pseudolarix (Goldlärche) und Cedrus (Zedern) sowie der Pflanzenfamilie der Sciadopityaceae (Schirmtannen) ist die Herkunft immer noch unklar. Ursache dafür ist die bereits im Abschnitt Eigenschaften beschriebene Schwierigkeit, anhand des hochpolymeren Bernsteins die ursprünglichen chemischen Grundbausteine des Ausgangsharzes zu rekonstruieren.
Da sich die Beschaffenheit des Harzes dieser vermuteten rezenten Verwandten sehr stark vom harten und splittrigen Succinit unterscheidet, lag es nahe, dass das so weiche Harz erst durch einen Millionen Jahre dauernden Versteinerungsprozess zum Bernstein wurde. Das gehäufte Vorkommen in marinen Sedimenten ließ außerdem die Vermutung aufkommen, dass dabei dieses besondere geochemische Milieu eine Rolle gespielt hat. Noch spekulativer wird es schließlich, wenn versucht wird, die abweichenden Eigenschaften der Bernsteinarten mit einem unterschiedlichen „Reifegrad“ ein und derselben Pflanze zu erklären. Das überwiegend stark getrübte Harz einheimischer Nadelbäume initiierte auch die Vorstellung, dass der klare Succinit durch Sonneneinstrahlung aus stark getrübtem Harz entstanden sei. Diese beiden so logisch erscheinenden Annahmen finden sich seit mehr als 100 Jahren in der gesamten einschlägigen Literatur.
Untersuchungen am Succinit aus Bitterfeld, der in seinen Eigenschaften und auch im Merkmal der „Baltischen Schulter“ des Infrarotspektrogramms nicht vom Succinit der „Blauen Erde“ unterschieden werden kann, haben diese Annahmen nicht bestätigt. Viele Stücke der Varietät Bunt werden von Spalten durchzogen, die durch jüngere Harzflüsse wieder verschlossen wurden. An einigen Belegstücken sind mehrere Generationen von Spalten zu beobachten.

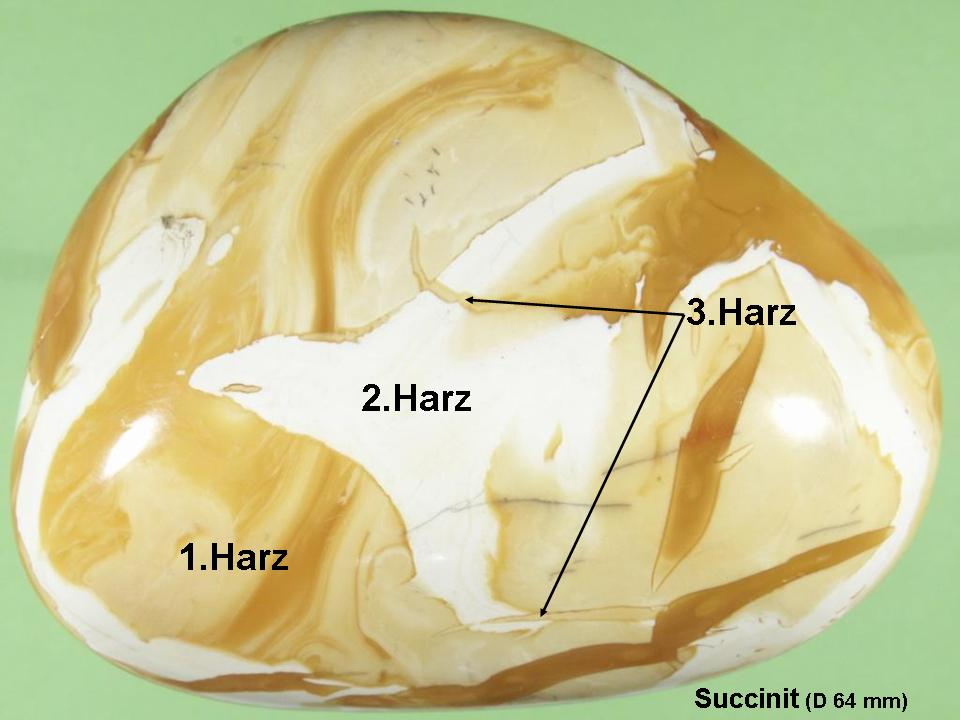
Succinit mit Spalten und zwei aufeinander folgenden jüngeren Harzflüssen

Unzweifelhaft können die jüngeren Harzflüsse nur vom lebenden Baum stammen. Dass die Aushärtung des Harzes bereits am Baum weitgehend abgeschlossen war, zeigt das Bild der durchtrennten Spinne. Nur wenn der Bernstein bereits eine splittrige Beschaffenheit hatte, konnte sie so messerscharf durchtrennt werden.

Von einer Spalte zerschnittene Spinne im Succinit

Die Härte des Succinit ist also eine primäre Eigenschaft des Harzes, und das weist auf eine nicht sehr enge Verwandtschaft mit rezenten Vertretern der Nadelbäume hin. Mit der praktisch vollständigen und so raschen Aushärtung des Harzes erklärt sich auch die unveränderte Körperform der zarten tierischen Inklusen, die niemals verbogen oder verzerrt sind (siehe auch Abschnitt Einschlüsse). Eine langsame, Millionen Jahre andauernde Aushärtung hätte bei den Belastungen während des anzunehmenden längeren Transportweges zumindest bei einem Teil der Inklusen unweigerlich zu Formveränderungen führen müssen.

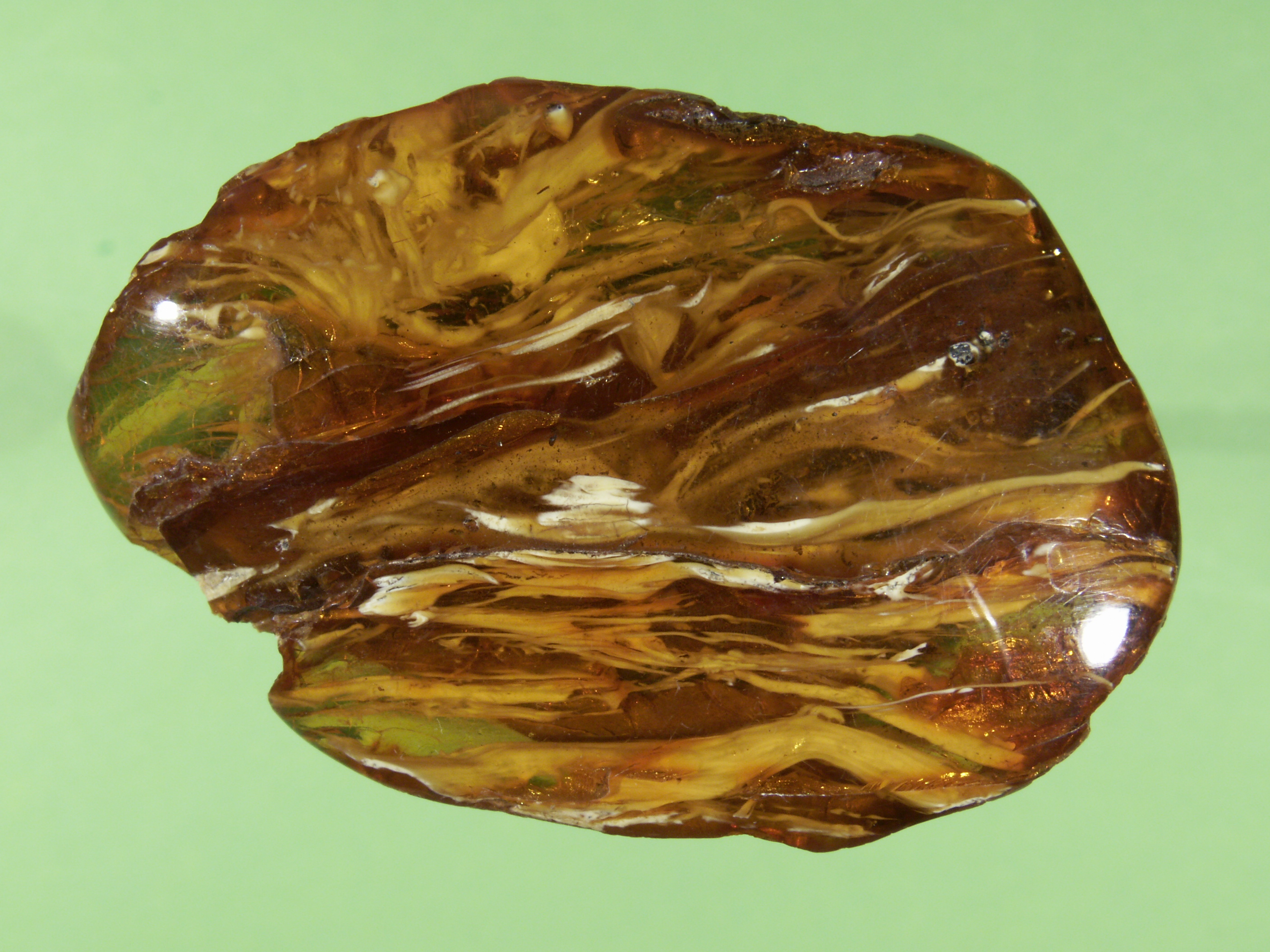
Succinit mit scharf begrenztem klaren und weißen Harz

Am abgebildeten Stück ist klares Harz mit stark getrübtem Harz der Varietät Knochen bei scharfer Begrenzung zusammengeflossen. Das ist nur so zu erklären, dass der „Bernsteinbaum“ zwei Harzarten erzeugt hat und der klare Succinit nicht durch Sonneneinstrahlung entstanden sein muss. Das stark getrübte Harz, die Trübung wurde primär sicher durch wässrige Gewebesafttröpfchen verursacht, war vollständig mit dem klaren Harz mischbar. Diese Eigenschaft passt nicht zum hydrophoben Harz der einheimischen Kieferngewächse. Die Stammpflanze des Succinit ist wahrscheinlich eher eine Verwandte der ausgestorbenen Koniferenart Cupressospermum saxonicum. Diese wurde als Erzeugerbaum des Gedanit, einer nah verwandten Bernsteinart des Succinit, identifiziert. Denkbar ist auch, dass der Succinit von mehreren Arten einer Pflanzengattung gebildet wurde und die geringen substanziellen Unterschiede des Harzes mit den derzeitigen analytischen Verfahren noch nicht erkannt werden können. Die Herkunft von mehreren Arten einer Succinit bildenden Pflanzengattung würde auch die Bedenken von Paläontologen entkräften, dass eine einzelne Art nicht über die nachgewiesene Bildungszeit des Succinit, fast 20 Millionen Jahre vom Obereozän (Priabonium) bis zum Mittelmiozän, existiert haben kann.

#### Bernsteinwald
Der Bernstein kann nur in einem Wald gebildet worden sein. Für die baltische Bernsteinlagerstätte kann der Standort dieses Bernsteinwaldes nicht mehr rekonstruiert werden, weil die Inlandgletscher der pleistozänen Vereisungen alle Spuren beseitigt haben. Die unbekannte und nicht rekonstruierbare Lage war und ist Anlass für allerlei Vermutungen, bei denen auch die beachtliche Größe der baltischen Bernsteinvorkommen eine Rolle spielt. Zusätzlich verkomplizierend wirkt die scheinbar lange Zeitspanne zwischen der Entstehung des Bernsteins im Bernsteinwald und der Einbettung in der „Blauen Erde“. Bis in die neuere Zeit wurde angenommen, dass die Bildung im Obereozän und die Einbettung erst etwa 10 Millionen Jahre später im Unteroligozän (Rupelium) erfolgte. Nach aktuellen Annahmen konzentrieren sich Entstehung und Einbettung zwar auf das Obereozän, aber nach geophysikalischen Altersbestimmungen soll der Zeitunterschied nun sogar bis zu 20 Millionen Jahre betragen. Der Succinit übersteht unbeschadet nur wenige Jahrtausende im belüfteten Boden, wie etwa der sehr stark verwitterte Bernsteinschmuck der mykenischen Königsgräber zeigt. Er müsste deshalb zwischenzeitlich in einer Lagerstätte luftdicht vor der Zerstörung bewahrt worden sein. Da es zu einem solchen „Zwischenlager“ nicht einmal Hinweise gibt, ist es viel wahrscheinlicher, dass der Succinit direkt aus dem Bernsteinwald in das marine Sediment der „Blauen Erde“ gelangte. Es gibt nur zwei Möglichkeiten, wie der Bernstein in die „Blaue Erde“ gelangte, entweder wurde er durch einen Fluss in das Meeresbecken eingetragen, oder der Bernsteinwald wurde durch das Meer überflutet. Die dazu vorliegenden Hypothesen können sich wiederum nicht auf konkrete Fakten stützen, bisher liegen nicht einmal sedimentologische Untersuchungen der „Blauen Erde“ vor. Durch denkbare Überflutungskatastrophen (Sturmfluten oder Tsunamis) könnte eine so mächtige und großflächig verbreitete Schicht nicht gebildet werden, und Transgressionen verlaufen viel zu langsam für die großflächige Anreicherung eines so verwitterungsanfälligen Materials. Wahrscheinlicher ist deshalb die schon länger vorliegende Hypothese, dass der Bernstein über einen Fluss aus nördlicher Richtung ins Meer gelangte. Für diesen Fluss wurde in Anlehnung an die griechische Mythologie der Name Eridanos verwendet. Das Einzugsgebiet mit dem Bernsteinwald könnte das gesamte östliche heutige Skandinavien umfasst haben.
Wenn in einem so riesigen Gebiet der Fluss den bernsteinhaltigen Waldboden durch Mäandrierung umpflügt, dürfte selbst für die große Bernsteinmenge der baltischen Lagerstätte eine krankhafte Harzung, die sogenannte Succinose, durch besondere Ereignisse (Klimakatastrophen, Parasitenbefall u. a.) nicht erforderlich sein.
Für die zahlreichen mitteldeutschen Bernsteinvorkommen des Oberoligozäns (siehe Abschnitt Weltweites Vorkommen von Bernstein) ist die Rekonstruktion ihrer Herkunft durch konkrete Befunde gesichert. Der Bernstein und die ihn einschließenden Sedimente wurden durch ein Flusssystem aus südlicher Richtung in ein gezeitenfreies Meeresbecken, eine „Paläo-Ostsee“ eingetragen. Im Flusstal dieses „Sächsischen Bernsteinflusses“ wurde der Bernstein gebildet. Nach anderen Vorstellungen wird der Bernsteinwald im Delta dieses Flusses vermutet.
Die zahlreichen Einzelfunde in quartären Sedimenten, ebenso wie in quartäre Schichtfolgen eingeschlossene Schollen Bernstein führender tertiärer Sedimente, haben mit der Entstehung des Bernsteins selbst nichts zu tun, sie sind nur eine Folge der Zerstörung primärer (parautochthoner) Vorkommen während der pleistozänen Vereisungen.

## Geschichtliche Bedeutung
Der Bernstein hat den Menschen schon immer fasziniert. Er galt in allen bedeutenden Dynastien und zu allen Zeiten als Zeichen von Luxus und Macht. Daher wurde er schon früh als Schmuck verarbeitet.

### Steinzeit

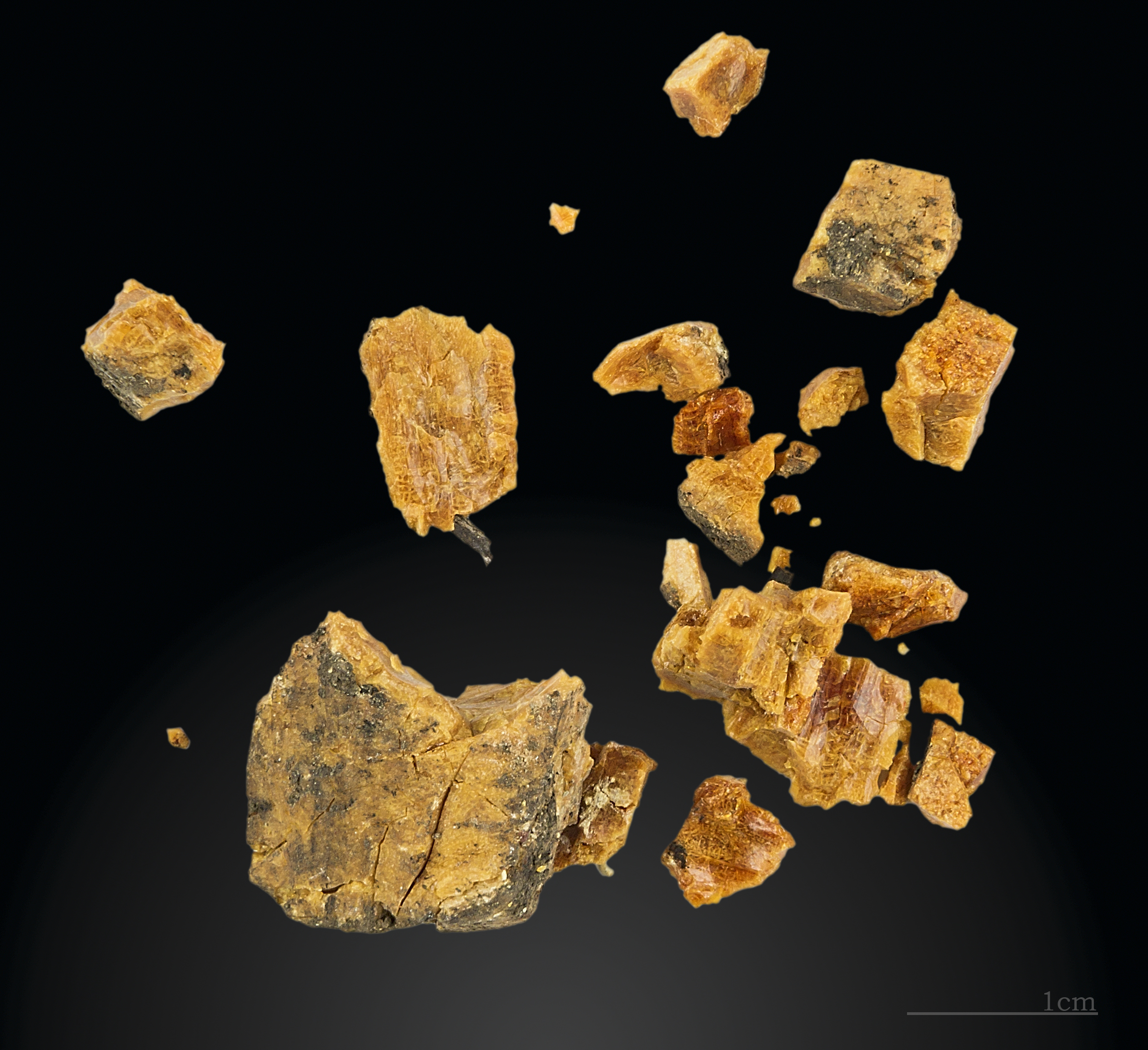
Bernstein aus der Höhle von Altamira (Solutréen); es handelt sich sehr wahrscheinlich um Bernstein aus einer Lagerstätte im Norden Spaniens. Museum von Toulouse

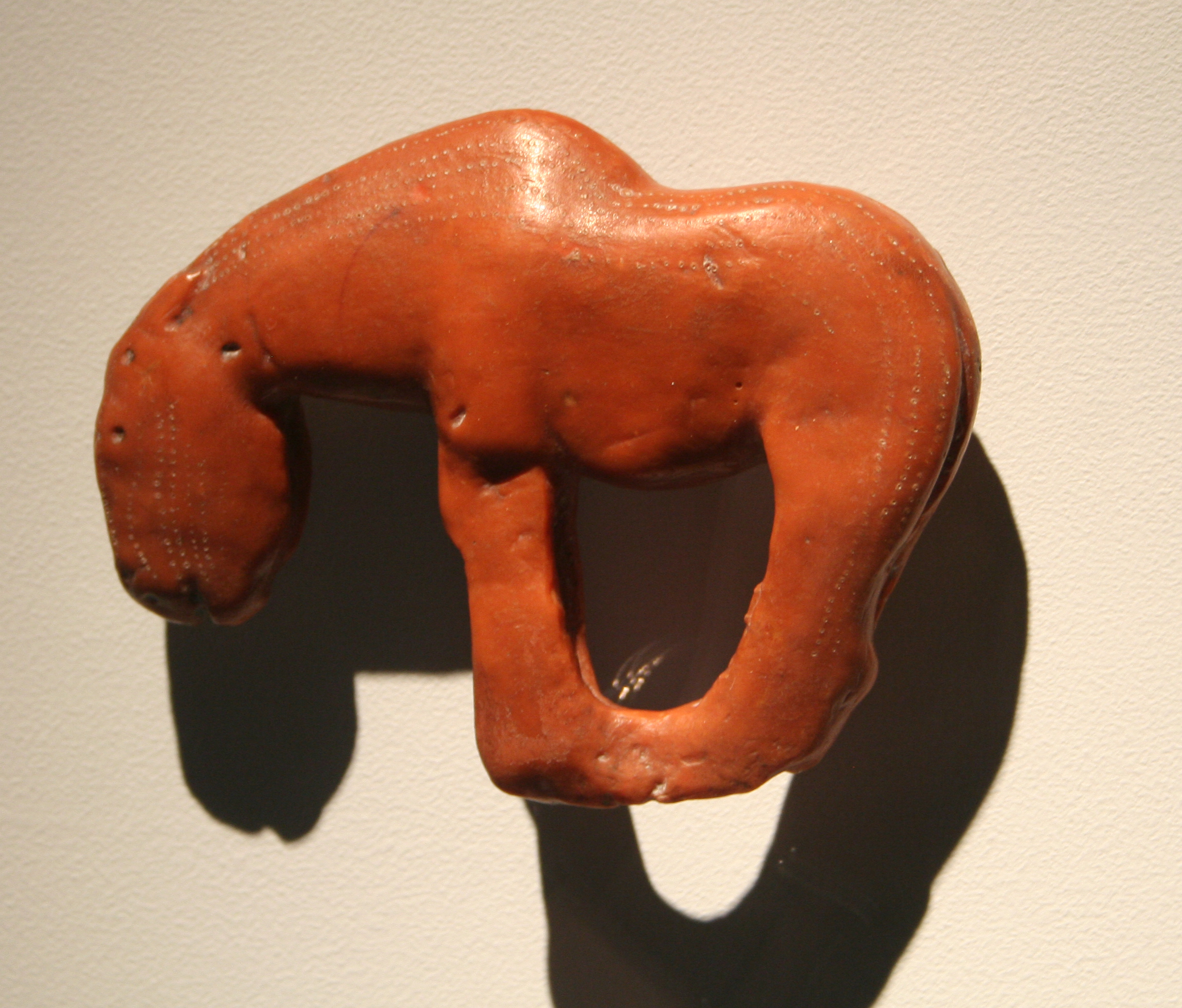
Pferdefigur von Woldenberg (Dobiegniew, Polen). Bernsteinskulptur (Nachbildung). Ca. 18.000-12.000 v. Chr.; Magdalénien. Museum für Vor- und Frühgeschichte, Berlin.

Bernstein konnte bereits, wenn auch nur selten, in der Altsteinzeit nachgewiesen werden. Er wurde allerdings noch nicht bearbeitet und sein damaliger Zweck ist unbekannt. Aus Nordfriesland sind Anhänger und Perlen aus Baltischem Bernstein bekannt, deren Alter auf rund 12.000 Jahre datiert wurde und eine Nutzung im Jungpaläolithikum belegen. Rechnet man auch die Lagerstätten in der Ukraine zum Baltischen Bernstein, ist dieser bereits vor rund 20.000 Jahren verarbeitet worden (Ausgrabungen bei Kaniv am Ros).
Bernstein ähnlichen Alters wurde auch in der Höhle von Altamira gefunden, der wahrscheinlich aus Nordspanien stammt, mithin kein Baltischer Bernstein ist. Für die Mittelsteinzeit (ab ca. 9600 v. Chr.) lässt sich an der Nord- und Ostseeküste vermehrt die Verarbeitung von Bernstein feststellen. In der Jungsteinzeit wurde das fossile Harz eine begehrte Handelsware und verbreitete sich von der Ostsee bis nach Ägypten. Zu dieser Zeit gab es viele Bernsteinfunde, was mit der Bildung des Litorinameeres (ein nacheiszeitlicher Anstieg des Meeresspiegels, führte zu einer Versalzung des damals mit Süßwasser gefüllten Ostseebeckens) zusammenhängt. Damals war es möglich den Bernstein am Strand aufzusammeln. In Dänemark und dem südlichen Ostseegebiet wurde ab 8000 v. Chr. Bernstein zur Herstellung von Tieramuletten und Schnitzereien mit Tiermotiven genutzt. Schamanen nutzen ihn als Weihrauch, so dass ihm rituelle Bedeutung zukam. Als um 4300 v. Chr. jungsteinzeitliche Bauern an die nördlichen Küsten gelangten, war Bernstein nach wie vor ein begehrter Rohstoff. Sie begannen im großen Maße, Bernstein zu sammeln, der zu Ketten und Anhängern verarbeitet und getragen oder zu rituellen Zwecken (Opfergaben, Grabbeigaben) verwendet wurde. Die Erbauer der Großsteingräber fertigten die für die Zeit und diesen Kulturkreis typischen kleinen Axtnachbildungen aus Bernstein an. Bernstein-Depotfunde, besonders in Jütland, belegen die Bedeutung des Bernsteins als Handelsgut. Manfred Rech führt in Dänemark 37 Depots auf. Zur Bearbeitung des Bernsteins existierten hochentwickelte Werkzeuge aus Geweihen, Feuerstein, Sandstein und Tierfellen, mit denen der Bernstein bearbeitet und poliert werden konnte.

### Bronzezeit

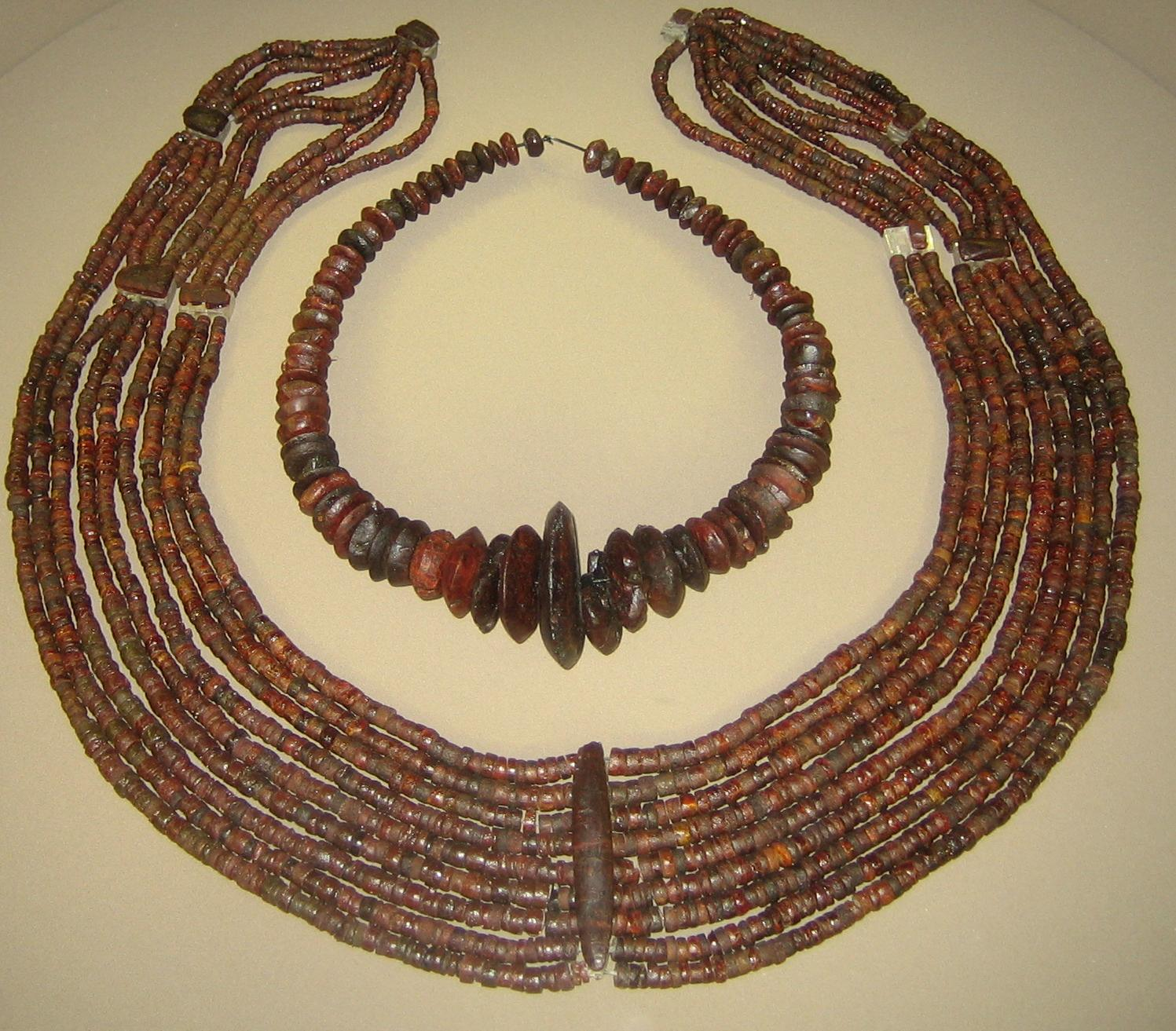
Das Ingolstädter Bernsteincollier

In der Bronzezeit nahm das Interesse am Bernstein zunächst ab, obwohl das Material eine beliebte Grabbeigabe blieb. Aufgrund der gängigen Praxis der Einäscherung der Toten blieben allerdings nur wenige Stücke erhalten. Ein Collierfund in einem mehr als 3000 Jahre alten Depotfund bei Ingolstadt zeigte eine Halskette aus etwa 3000 Bernsteinperlen, die von unschätzbarem Wert gewesen sein muss. Warum das Collier in einem Tonkrug vergraben wurde, ist ungeklärt.
Bernstein wurde schon in der Bronzezeit auf einer sogenannten Bernsteinstraße von der Ostsee in den Mittelmeerraum transportiert. In Qatna fand man einen Löwenkopf aus Bernstein in einer spätestens 1340 v. Chr. entstandenen Königsgruft.
Bernstein war neben Salz und Rohmetall (Bronze und Zinn) eines der begehrtesten Güter. In Depotfunden und bei Grabfunden taucht er regelmäßig auf. Durch ihn sind weitreichende Beziehungen nachgewiesen worden. Zwei breite Goldringe, in die je eine Bernsteinscheibe eingelassen war, fanden sich in Südengland (Zinnvorkommen), und ein beinahe identisches Exemplar ist aus dem griechischen Bronzezeit-Zentrum Mykene bekannt (Blütezeit vom 15. bis 13. Jahrhundert v. Chr.). Auch in einem frühbronzezeitlichen (um 1700 v. Chr.) Hortfund von Dieskau (Saalekreis) befand sich eine Kette aus Bernsteinperlen. Auf dem im späten 14. Jahrhundert v. Chr. vor der kleinasiatischen Südwestküste untergegangenen Schiff von Uluburun befanden sich unter anderem auch Bernsteinperlen aus dem Ostseeraum.

### Antike

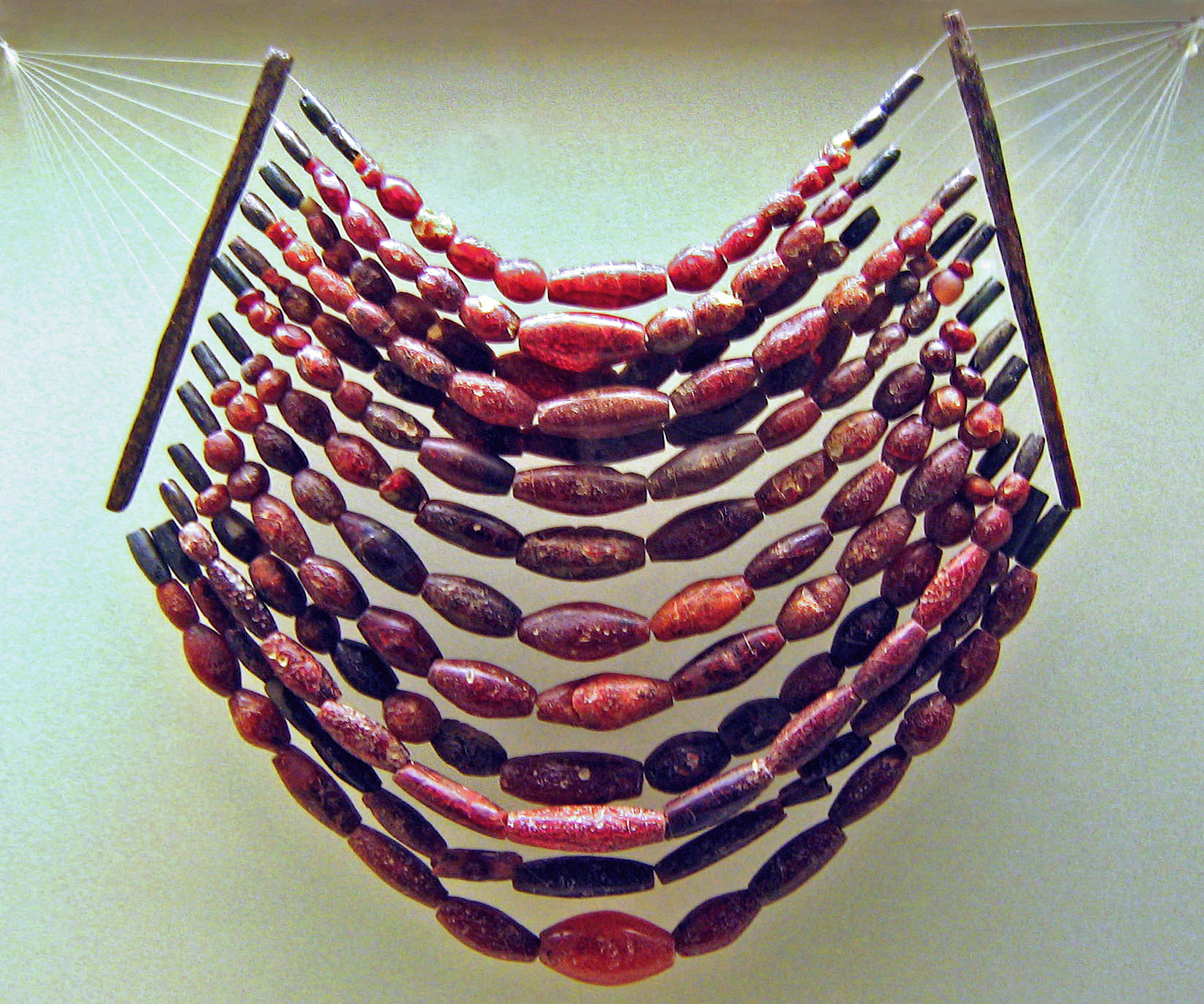
Bernstein-Collier (Hallstattzeit) vom Magdalenenberg, Franziskanermuseum (Villingen-Schwenningen)

In der Eisenzeit gewann Bernstein durch die Wertschätzung der Phönizier, Griechen, Skythen, Ägypter, Balten und Slawen als „Tränen der Sonne“ beziehungsweise „Tränen oder Harn der Götter“ wieder an Bedeutung. Später hielt man ihn für „Harn des Luchses“, „versteinerten Honig“ oder „erstarrtes Erdöl“. Auch wurde er als „Gold des Nordens“ oder auch als „Tränen der Sonnentöchter“ (Ovid, Metamorphosen II, 340–366) bezeichnet. Er hatte große Bedeutung in Sonnenkulten, da er aufgrund von Unebenheiten und Rissen von innen zu leuchten scheint.

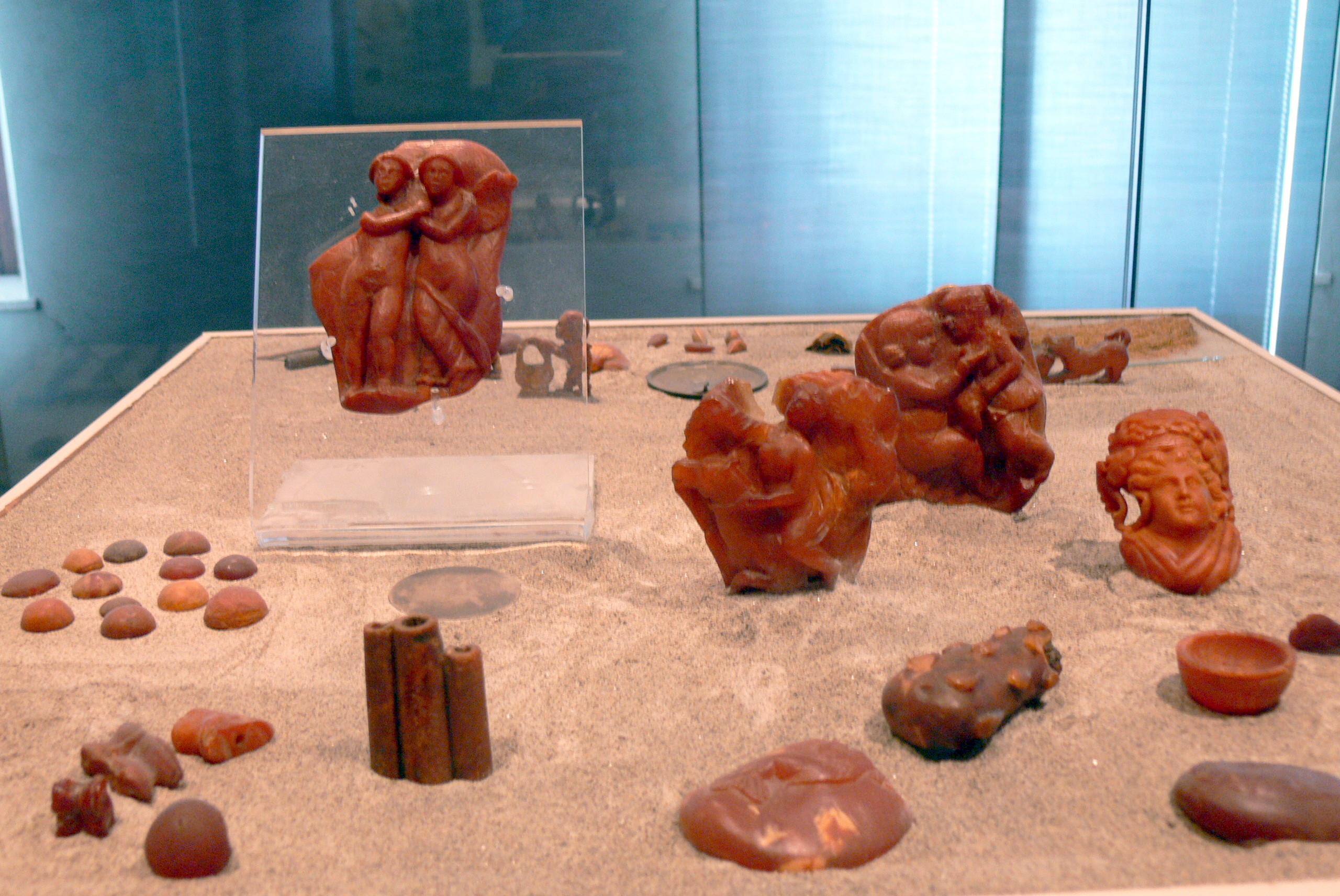
Sammlung römischer Bernsteinobjekte. Archäologisches Museum, Aquileia.

Die Griechen schätzten den Bernstein als Edelstein, den sie als Tauschmittel für Luxusgüter aller Art nutzten, wie bei Homer erwähnt und beschrieben. Die Römer nutzten ihn als Tauschmittel und für Gravuren. In der griechisch-römischen Antike wurde erkannt, dass Bernstein sich elektrostatisch aufladen kann. Der griechische Philosoph Aristoteles deutete die Herkunft des Bernsteins als Pflanzensaft und erwähnte das Vorkommen von Zooinklusen. Pytheas von Massila hatte auf einer seiner Reisen um 334 v. Chr. die sogenannten Bernsteininseln erreicht (gemeint sind wohl die West-, Ost- und Nordfriesischen Inseln in der Nordsee). Man nennt diese Inseln auch die Elektriden. Die Römer Tacitus und Plinius der Ältere schrieben über den Bernstein sowie seine Herkunft und seinen Handel. Kaiser Nero soll Bernstein in großen Mengen zu Repräsentationszwecken genutzt haben. Im Rom der Kaiserzeit trieb nicht nur der Kaiser, sondern auch das Volk mit dem Bernstein einen verschwenderischen Luxus. Man trank aus Bernsteingefäßen, er zierte alles, was von Wert war, und wohlhabende Frauen färbten ihr Haar bernsteinfarben. Plinius der Ältere tadelt, dass ein kleines Figürchen aus Bernstein teurer als ein Sklave sei. In der römischen Antike wurde zudem der Handel mit samländischem Bernstein erschlossen.

#### Antike Handelswege
Bereits zur Bronzezeit war der Baltische Bernstein ein wertvolles Tauschobjekt und Handelsgut, das südwärts gelangte. In mykenischer Zeit (etwa 1600 bis 1050 v. Chr.) wurde in Griechenland Schmuck aus importiertem Bernstein getragen, wie eine Reihe von Funden aus dieser Zeit zeigen. Die Handelswege des Bernsteins werden als Bernsteinstraßen bezeichnet. Sie verlaufen bündelförmig nach Süden zum Mittelmeer:
- nach Aquileia: Plinius der Ältere (23/24–79 n. Chr.) berichtet, dass Bernstein von der Ostseeküste nach Aquileia gebracht worden sei. Die bereits in der Urgeschichte bedeutsame Bernsteinhandelsroute folgt in Niederösterreich der March, überquert bei Carnuntum östlich Wiens die Donau und führt ab hier als römische Bernsteinstraße über Ungarn, Slowenien nach Aquileia in Italien. Als wichtige Verkehrsroute wurde sie zu Beginn des 1. Jahrhunderts n. Chr. unter Augustus und Tiberius ausgebaut und an das römische Straßennetz (s. a. Römerstraßen) angebunden;
- ins westliche Mittelmeer: auf verschiedenen Routen von Hamburg nach Marseille.

### Mittelalter

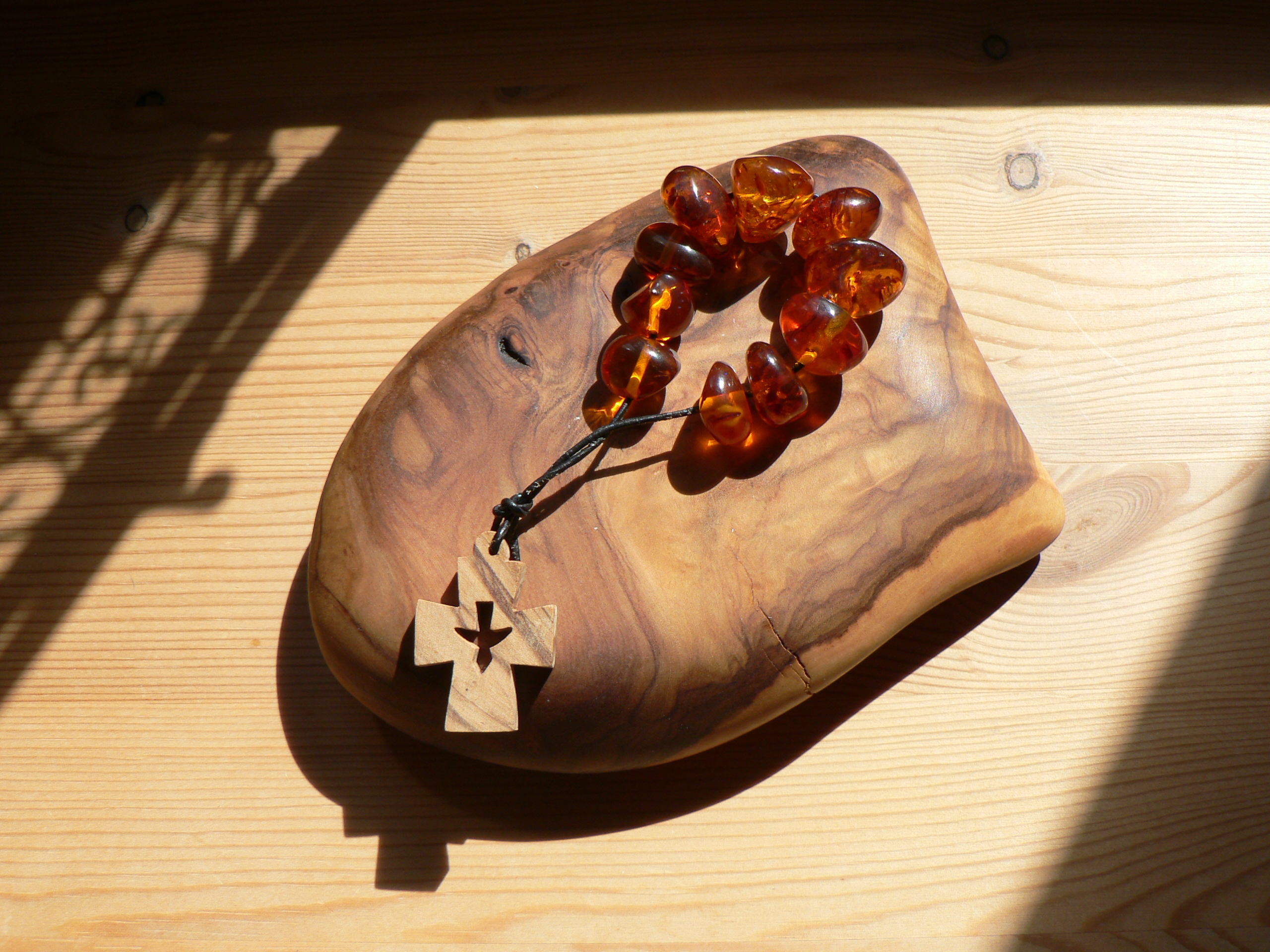
Bernsteinrosenkranz

Aus der Zeit des 5. und 6. Jahrhunderts sind im Bernsteinmuseum von Klaipėda ausgestellte Halsketten überliefert, die in der Region des heutigen Baltikums als gesetzliches Zahlungsmittel gültig waren.
Im Mittelalter und für katholische Gebiete auch danach wurde der Bernstein hauptsächlich zur Herstellung von Rosenkranz-Gebetsketten genutzt. Wegen seines hohen Wertes stellten Feudalherren die Gewinnung und Veräußerung allen Bernsteins Ost- und Westpreußens bald unter Hoheitsrecht (Bernsteinregal). Das Sammeln und der Verkauf von Bernstein auf eigene Rechnung wurde geahndet, zeitweilig wurde in besonders schweren Fällen die Todesstrafe verhängt. Die Küstenbewohner hatten die Pflicht, unter der Bewachung seitens Strandreiter und Kammerknechte Bernstein zu sammeln und abzuliefern. Bernstein wurde im Mittelalter in Europa oder China auch erhitzt, um es als wasserabweisende Firnis als Holzschutz einzusetzen. Im 10. Jahrhundert war Bernstein auch bei Wikingern ein begehrtes Material, das als Räucherwerk benutzt oder kunstvoll verarbeitet wurde. Aus dieser Zeit sind Funde von Perlen für gemischte Ketten, Spinnwirtel, Spielbrettfiguren und Würfel aus Bernstein bekannt.
Auch weiter im Landesinneren vorkommende Bernsteinlagerstätten wurden bereits im Mittelalter genutzt. In der Kaschubei lassen sich bei Bursztynowa Góra (Bernsteinberg) Trichter von bis zu 40 m Durchmesser und 15 m Tiefe in der Landschaft ausmachen. Der Abbau ist dort erstmals aus dem 10. Jahrhundert bezeugt.

### Neuzeit

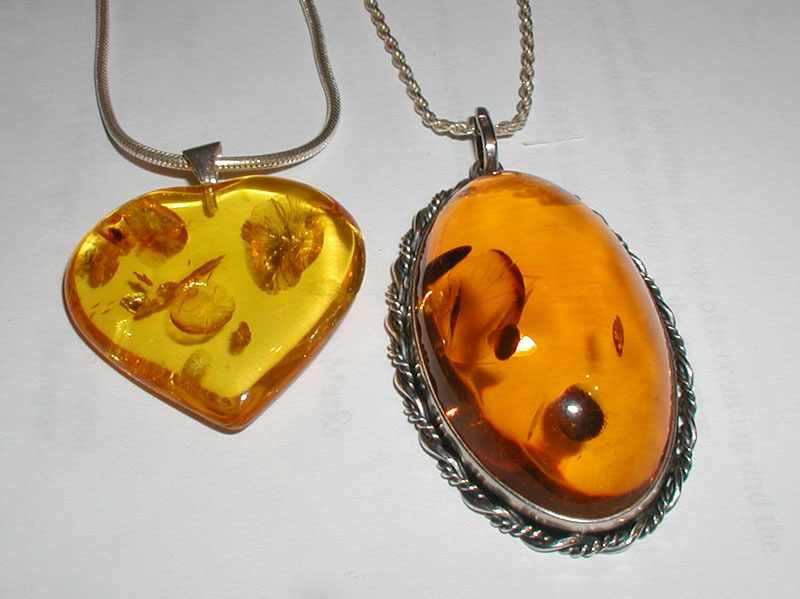
Anhänger aus Bernstein (Größe links 32 mm und 52 mm rechts)

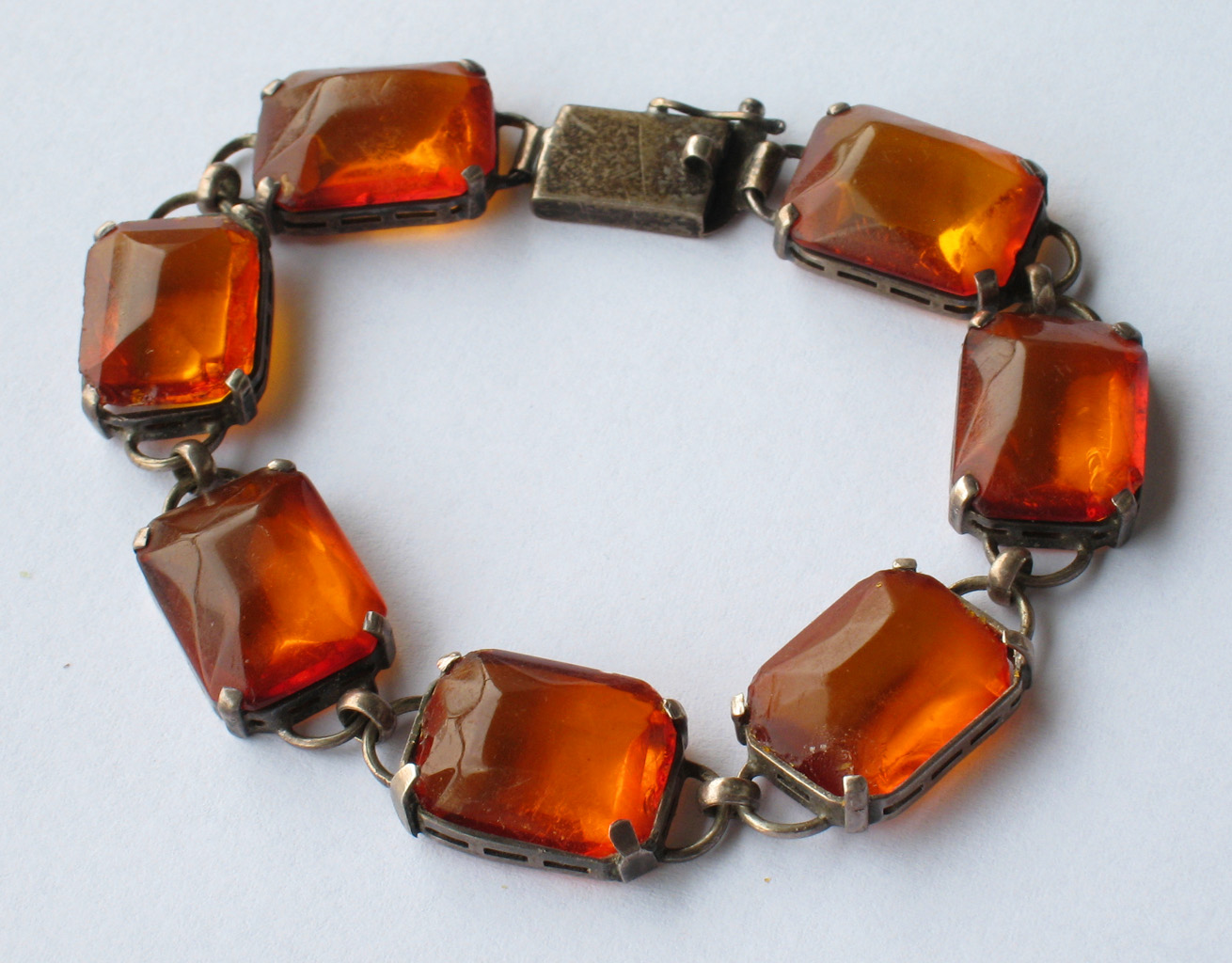
Altes silbernes Armband mit Bernstein-Gliedern

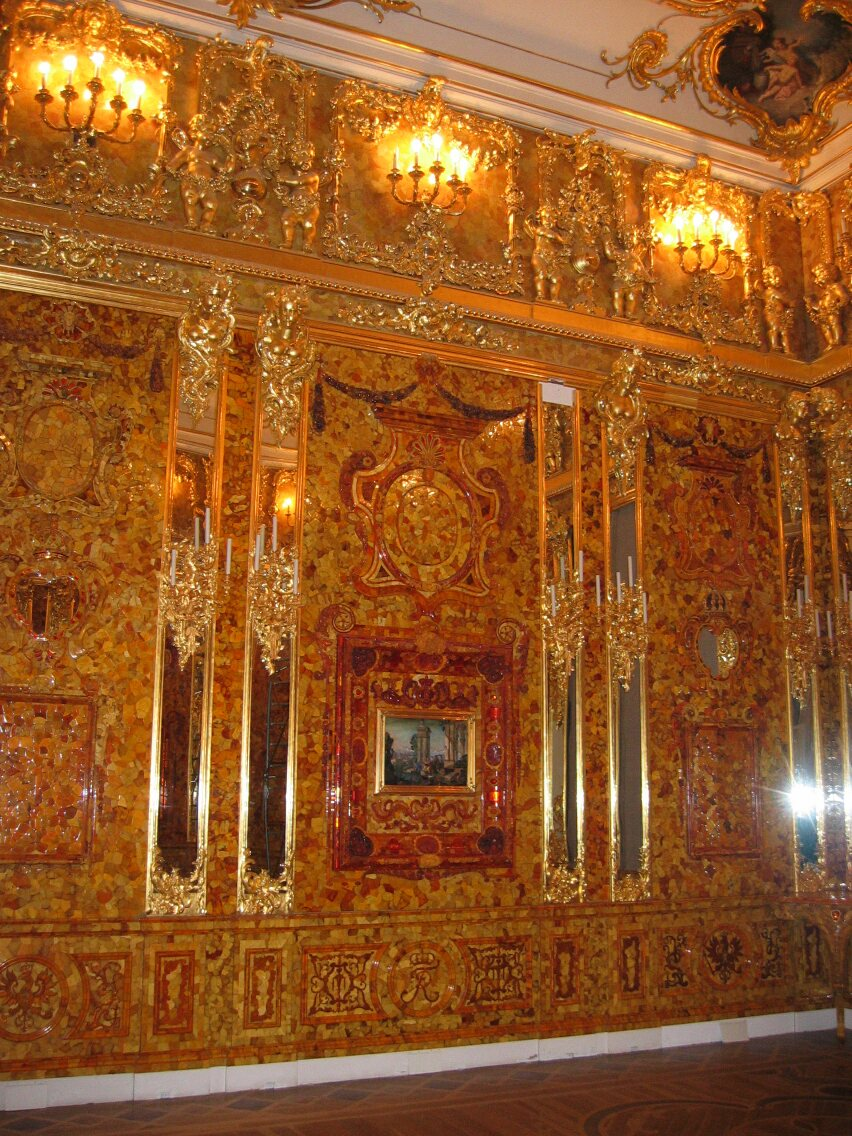
Rekonstruiertes Bernsteinzimmer

In der Neuzeit wurde Bernstein nach alter Tradition zu Schmuck verarbeitet und auch für Schatullen, Spielsteine und -bretter, Intarsien, Pfeifenmundstücke und andere repräsentative Sachen verwendet.
Im 16. und 17. Jahrhundert sank der Bedarf an Bernsteinrosenkränzen, weshalb nun auch andere Gegenstände aus Bernstein gefertigt wurden. Zu Beginn kamen diese Objekte weiterhin aus dem religiösen Bereich. Dies änderte sich jedoch mit dem Beginn der Reformation. Die preußischen Herrscher nutzten den Bernstein für Repräsentationszwecke und ließen verschiedene Zier- und Gebrauchsgegenstände daraus fertigen. Der preußische Hof gab hunderte von Bernsteinkunstgegenständen in Auftrag, vor allem Pokale, Dosen, Konfektschalen und Degengriffe, die als Hochzeits- und Diplomatengeschenke in viele Kunstsammlungen europäischer Fürsten- und Herrscherhäuser gelangten. Die Bernsteine wurden dabei oft in Kombination mit Schildpatt, Elfenbein und Edelsteinen kombiniert. Zu Beginn des 16. Jahrhunderts waren die gefertigten Gegenstände aufgrund der geringen Größe des Bernsteins und dem fehlenden Wissen die Teile zu verschweißen noch relativ klein. Gegen Ende des 16. Jahrhunderts wurde es dann aber auch möglich größere und aufwendigere Kunstwerke herzustellen. Hierzu gehörten vor allem Schmuckschatullen, die aus kleinen reliefierten Bernsteinplättchen bestehen, die zusammengeklebt oder über einen silbernen Rahmen zusammengehalten werden. Aus dieser Zeit stammen auch die ersten größeren Bernsteinmöbel.
Zum Beginn des 17. Jahrhunderts wurde mit der Konstruktion von Bernsteinobjekten auf Holzrahmen begonnen. Die Bernsteinplättchen wurden hierbei oft mit Blattgold hinterlegt um die eingeschnitzten Reliefs zu betonen. Farben und Kontraste der Bernsteine wurden so ausgewählt, dass schöne mosaikhafte Effekte entstanden oder zum Beispiel um Felder auf Spielbrettern unterscheiden zu können. Typische Bernsteinwerke des 17. Jahrhunderts sind beispielsweise Griffe von Essbesteck, Kerzenständer, Spielbretter oder auch Gegenstände für den religiösen Gebrauch wie Hausaltare.
Im 18. Jahrhundert kam das Sammeln von Bernsteinobjekten in Kuriositätenkammern in Mode, was nochmal zur Steigerung dessen Prestige führte. Das Bernsteinhandwerk gehörte zu den führenden und meistangesehenen Berufen. Es entstanden große Werke, wie das Bernsteinzimmer, welches der preußische König Friedrich I. für sein Charlottenburger Schloss in Berlin fertigen ließ, das 1712 fertiggestellt wurde. 1716 verschenkte sein Sohn das Zimmer an den russischen Zaren Peter I. Später wurde es in den Katharinenpalast bei St. Petersburg eingebaut, im Zweiten Weltkrieg von den Deutschen geraubt und nach Königsberg gebracht. Seit 1945 ist es verschollen. Ob es verbrannte oder erhalten blieb, ist ungeklärt. Es gibt allerdings Gerüchte, wonach das Bernsteinzimmer noch immer in unterirdischen Stollen eingelagert sein soll. Hauptsächlich wurden aber kleine Gegenstände wie verzierter Schmuck oder Spiele für gesellschaftliche Anlässe gefertigt.
Durch den Fortschritt der Naturwissenschaften wurde erkannt, dass der Bernstein als fossiles Harz nicht mystischen, sondern natürlichen Ursprungs ist. Deswegen ging das höfische Interesse am Bernstein nach 1750 zurück.
Im 19. Jahrhundert nahm die Bernsteingewinnung und -verarbeitung industrielle Ausmaße an. Rohbernstein wurde in großen Mengen in die ganze Welt geliefert. Hergestellt wurden beispielsweise Pfeifenmundstücke und andere Raucherutensilien, sowie kleine Schachteln, Kettenanhänger, Halsketten und Broschen.
Bis ins 19. Jahrhundert wurde Bernstein hauptsächlich durch Strandlese gewonnen. 1862 konnten beispielsweise mit dieser Methode 4000 kg gesammelt werden. Im Jahre 1837 überließ der preußische König Friedrich Wilhelm III. die gesamte Bernsteinnutzung von Danzig bis Memel gegen die Summe von 30.000 Mark den Gemeinden des ostpreußischen Samlandes. Ab der Mitte des 19. Jahrhunderts wurde der Abbau zunehmend maschinisiert. Pioniere auf diesem Gebiet waren die beiden Unternehmer Friedrich Wilhelm Stantien und Moritz Becker, die 1858 ihre Firma Stantien & Becker in Memel gegründet hatten. Sie begannen zunächst, das Kurische Haff bei Schwarzort systematisch auszubaggern (Fundstätte ab 1900 bereits erschöpft). 1875 dann errichteten sie bei Palmnicken das wohl weltweit erste Bernsteinbergwerk. Im Jahr 1890 konnten auf diese Weise bereits über 200.000 kg gefördert werden. Bernsteinschmuck wurde nun mehr und mehr zu einem Produkt auch der wohlhabenden Bürgerschicht. Der noch heute existierende Bernsteinladen am Münchner Marienplatz geht auf das Jahr 1884 zurück. Stantien & Becker hatten weltweit Verkaufsniederlassungen (u. a. in Indien, Mexiko und Tokio).
Seit 1881 gab es Pressbernstein, so dass Schmuck für alle Bevölkerungsschichten erschwinglich wurde. In manchen Regionen Europas gehörten facettierte Bernsteinketten zur Hochzeitstracht der Bauern. 1899 ging die profitable Produktion wieder in staatlichen Besitz über. Allein 1912 wurden 600 t Bernstein gefördert. Insgesamt wurden im Samland von 1876 bis 1935 über 16.000 t Baltischen Bernsteins bergbaulich gefördert. 1926 entstand in Ostpreußen die weltgrößte Manufaktur, die Staatliche Bernstein-Manufaktur Königsberg (SBM), in der bis 1945 künstlerische Produkte und Gebrauchsgegenstände aus Bernstein gefertigt wurden. Daher wurde Bernstein auch schnell „Preußisches Gold“ genannt.
Aus der jüngeren Vergangenheit ist insbesondere der polnische Künstler Lucjan Myrta zu erwähnen. Zahlreiche seiner Werke, bei denen es sich oft um Arbeiten im Stil des Barock handelt und deren künstlerischer Rang in der Fachwelt nicht unumstritten ist, sind im Historischen Museum der Stadt Danzig zu sehen. Sehr viele der oft ungewöhnlich großen Kunstwerke hat der in Sopot lebende Künstler in seinem persönlichen Besitz behalten. Vermutlich unterhält der Künstler die weltgrößte, allerdings nicht öffentlich zugängliche Sammlung von Bernsteinartefakten. In einem der in seinem Privatbesitz verbliebenen großvolumigen Werke ist mehr Rohbernstein verarbeitet als im gesamten Bernsteinzimmer.

## Bernsteingewinnung

### Vorbergbauliche Zeit

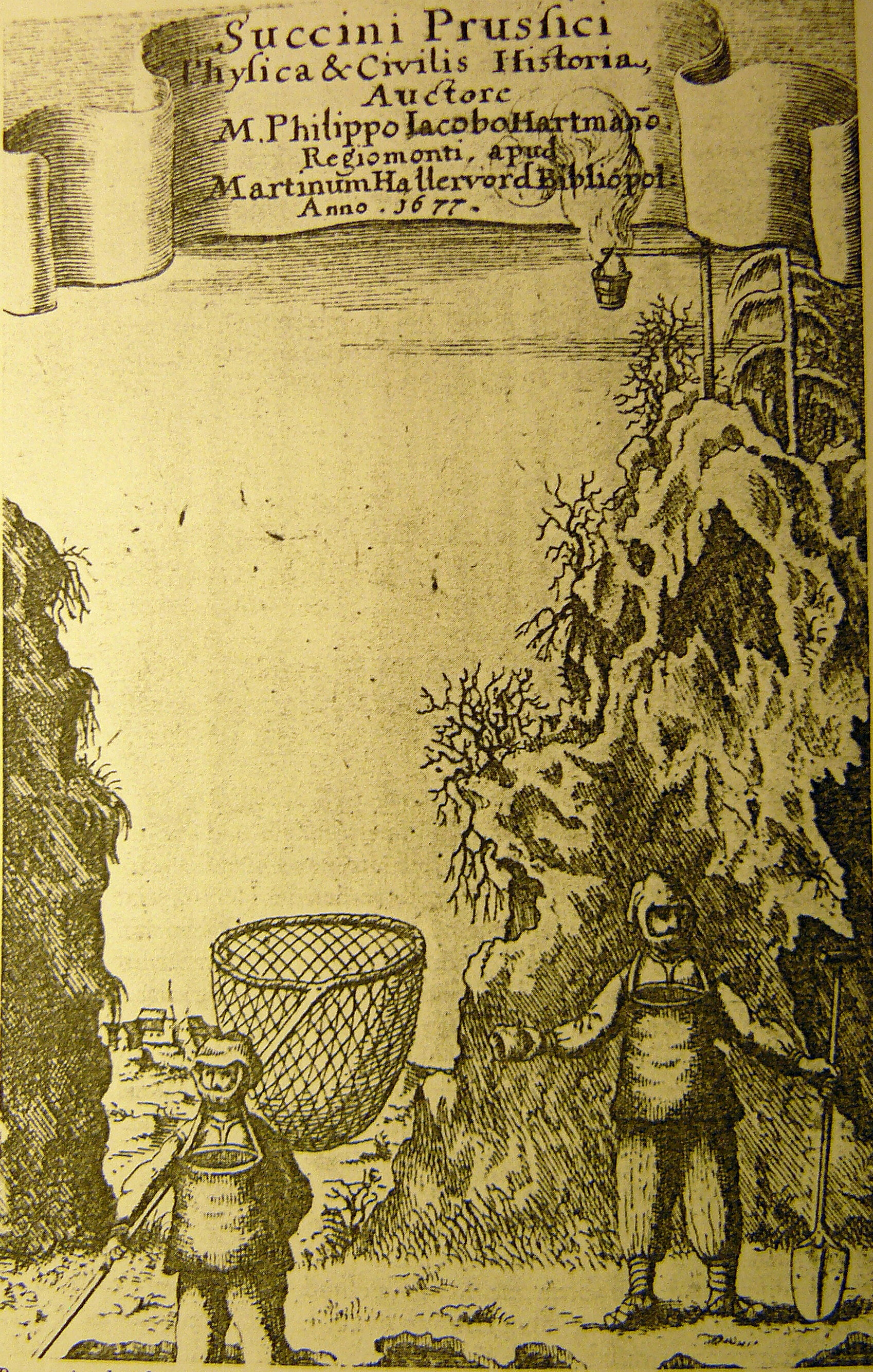
Titelseite eines Buches aus dem Jahre 1677. Ein Bernsteinfischer und ein Bernsteingräber an der samländischen Küste.

Zur Gewinnung des Bernsteins im Samland in der Zeit vor Beginn des Bernsteinbergbaus liegen zahlreiche Schriften vor, eine umfangreiche neuere Darstellung stammt von Rainer Slotta.
Vor 1860 wurde Bernstein im Samland überwiegend nur durch Aufsammeln des an der Küste angespülten Bernsteins gewonnen. Die fortschreitende Erosion der Steilküste durch das Meer sorgte für den ständigen Nachschub aus den Bernstein führenden Schichten. Eine geringere Rolle spielte eine bergmännische Gewinnung, die sich aus technischen Gründen aber auf die grundwasserfreien Deckschichten der „Blauen Erde“ beschränken musste. Der Abbau in dieser Weise erfolgte nach einem zeitgenössischen Bericht aus dem Jahre 1783 offenbar bereits über Jahrhunderte an verschiedenen Orten der samländischen Küste, wenn auch in Abhängigkeit von der Ergiebigkeit oftmals nur für überschaubare Zeit, in kleinräumigen Gräbereien, die insbesondere nesterartige Anreicherungen der Bernstein führenden miozänen sogenannten „Braunkohlenformation“ nutzten. Kleinere aktive Tiefbaue aus dieser Zeit sind urkundlich von 1781 bis 1806 belegt. In einem Kontrakt zur Verpachtung des Bernsteinregals an ein Konsortium, dem unter anderem hohe Staatsbeamte und einige Kaufleute angehörten, wurde den Pächtern für die Dauer der Pacht (1811 bis 1823) neben der Förderung von Bernstein aus dem Meer ausdrücklich die Bernsteingewinnung in offenen Gruben in den sogenannten „Seebergen“ in einem Gebiet gestattet, das sich von Polsk (Narmeln) auf der Frischen Nehrung bis nach Nimmersatt (heute Nemirseta in Litauen) erstreckte. Die Förderung von Bernstein aus diesen Gruben soll besonders gewinnträchtig gewesen sein.
Über die durch Sammeln gewonnenen Bernsteinmengen an der sogenannten Bernsteinküste wird in einigen Chroniken berichtet. So soll die jährliche Menge durch Aufsammeln an den Stränden 20 bis 30 Tonnen betragen haben. Nach heftigen Stürmen konnte die Menge des im Verlaufe eines Tages angespülten Bernsteins auch 1000 Kilogramm und mehr erreichen. Das einfache Sammeln von Bernstein am Spülsaum der Küste war die am weitesten verbreitete und wohl ergiebigste Methode zur Bernsteingewinnung. Aber auch andere Methoden führten zum Erfolg:
- Bernsteinfischen oder Bernsteinschöpfen. Dabei stellte sich der Bernsteinfischer mit einem an einer langen Stange befestigten Netz in die Brandung. Das Netz wurde in die auflaufende Welle gehalten. Dabei füllte es sich mit Seetang und Sprockholz, zwischen denen sich der aufgewirbelte Bernstein verfangen hatte. Das Material wurde an den Strand geworfen und dort durchsucht. Diese Methode wird noch heute an Ostseeküstenabschnitten in Russland, Litauen, Polen, Deutschland und Dänemark angewandt. Der auf diese Weise gewonnene Bernstein wird in älterer Literatur gelegentlich als „Zugbernstein“ oder „Schöpfstein“ bezeichnet.
- Bernsteinstechen. Insbesondere größere Bernsteinstücke blieben oft zwischen größeren Steinen im küstennahen Bereich liegen. Die Steine wurden von speziellen, besonders breit ausgelegten Ruderbooten aus mit langen Stangen gelockert und gelegentlich selbst als Baumaterial geborgen. Danach wurde der Meeresgrund nach Bernstein durchsucht. Dazu dienten an langen Stangen befestigte Käscher, mit denen der Bernstein aufgewirbelt und mit dem Netz ins Boot befördert wurde.
- Bernsteintauchen. Schon im frühen 18. Jahrhundert wurden Versuche unternommen, nach Bernstein zu tauchen. Das geschah ohne Hilfsmittel und blieb weitgehend erfolglos. Erst in der zweiten Hälfte des 19. Jahrhunderts wurde mit Hilfsmitteln (Tauchanzüge) das Bernsteintauchen durch die später auch den Bernsteinbergbau bei Palmnicken betreibende Firma Stantien & Becker zum Erfolg geführt. Die höchste durch Bernsteintauchen gesammelte jährliche Menge betrug 14 Tonnen im Jahre 1881.

Das Aufsammeln von Bernstein im Küstenbereich wurde im Samland mit der Aufnahme der bergbaulichen Gewinnung durch die Firma Stantien & Becker im Jahre 1871 wirtschaftlich zunehmend bedeutungslos. Das Bernsteintauchen zum Beispiel wurde 1883 eingestellt.
Für den Übergang zur bergbaulichen Gewinnung spielte die Bernsteinbaggerei durch die Firma Stantien & Becker von 1862 bis 1890 an der Kurischen Nehrung bei Schwarzort (jetzt Juodkrantė) eine bedeutende Rolle. Jährlich wurden bis zu 75 t Bernstein gewonnen. Im Zuge dieser Bernsteinbaggerei wurde 434 Stücke jungsteinzeitlichen Bernsteinschmucks gefunden.
An der deutschen Nordseeküste wurde insbesondere im Gebiet Eiderstedt bis zur Mitte des 19. Jahrhunderts viel Bernstein gefunden. Im Watt und auf einigen besonders fündigen Sandbänken wurde Bernstein durch sogenannte Hitzläufer und Bernsteinreiter gesammelt. Geschickte Reiter verstanden es, mit einem kleinen, an einer Stange befestigten Netz den Bernstein aus dem Flachwasser zu fischen, ohne vom Pferd abzusteigen.

### Fundorte mit bergbaulicher Gewinnung
Mindestens 75 % der Weltproduktion von Bernstein (Succinit) entstammt derzeit dem regulären Bergbau auf der Halbinsel des Samlandes (Oblast Kaliningrad, Russland; ehemals Ostpreußen). In Polen wird seit langem insbesondere aus der Weichselniederung bei Danzig in Quartärsedimenten enthaltener umgelagerter Bernstein in zahllosen vorwiegend illegalen Kleingräbereien gewonnen. Die gewonnene Gesamtmenge wird für den Zeitraum 1945 bis 1995 mit 930 t angegeben, die durchschnittliche jährliche Fördermenge beträgt etwa 20 t.
Der Abbau aus kleineren Lagerstätten in der Nordukraine, zum Beispiel bei Klessiw, gewinnt derzeit offensichtlich zunehmend an Bedeutung.
Die Bernsteingewinnung im Braunkohlentagebau Goitzsche bei Bitterfeld hatte in den Jahren 1975 bis 1990 mit insgesamt 408 t zeitweise bis 10 % des Weltaufkommens betragen, die noch vorhandenen Restvorräte von 600 t bilden eine sichere Basis für eine erneute bergbauliche Aktivität.

#### Samland

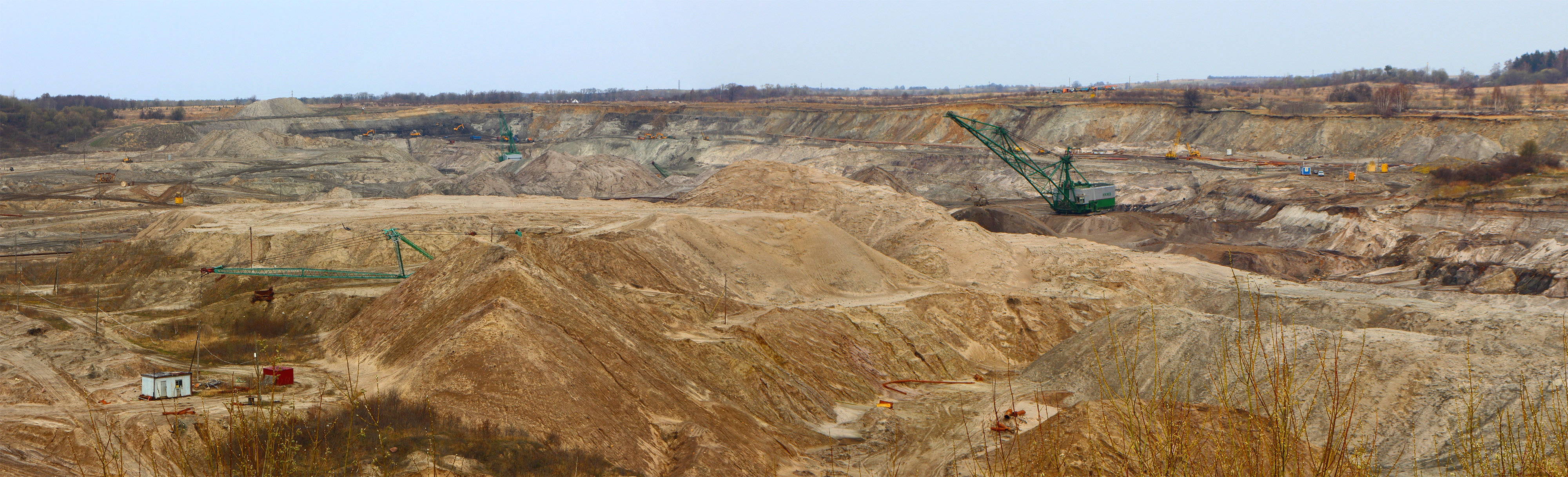
Tagebau „Primorskoje“ in Jantarny

Die Hauptförderung von Bernstein erfolgt seit 1871 bei der Ortschaft Jantarny (ehemals Palmnicken) im Samland, 40 km westlich von Kaliningrad (ehemals Königsberg). Große, von der Steilküste bis weit ins Inland reichende Bernsteinvorkommen bilden die Grundlage. Die Hauptfundschicht, die „Blaue Erde“, liegt meist unter dem Niveau des Meeresspiegels, im Bereich des Strandes bis 10 m, im Inland aber bis 55 m unter der Geländeoberfläche. Das Flöz der „Blauen Erde“ ist ein mehrere Meter mächtiger sandiger Ton, dessen grünlichgraue Farbe vom enthaltenen Glaukonit verursacht wird. Der Bernsteingehalt schwankt sehr stark zwischen 23 und 0,5 kg pro Kubikmeter, in den besten Jahren waren es durchschnittlich zwei bis drei Kilogramm.
Im Jahre 1870 begann die bergbauliche Erschließung der „Blauen Erde“ durch die Firma Stantien & Becker. In den ersten Jahren erfolgte der Abbau ausschließlich von Hand in einem 10 m tiefen Tagebau am Strand, dieser wurde auch in die Steilküste hineingetrieben. Ab 1875 musste aus wirtschaftlichen Gründen zum Tiefbau übergegangen werden, die Strecken wurden zunächst vom Tagebau aus aufgefahren. Mit ab 1883 angelegten Schachtanlagen wurde Bernstein bis zum Jahre 1923 im Tiefbau gewonnen. Im Jahre 1916 wurde dann im neu angelegten Tagebau Palmnicken die Bernsteingewinnung aufgenommen. Der Abbau erfolgte mit großen Eimerkettenbaggern, wie sie auch in den mitteldeutschen Braunkohletagebauen üblich waren. Empfindliche Absatzkrisen beim Rohstoff für Schmuckwaren wurden durch den Ersten Weltkrieg verursacht, und in den 1930er-Jahren verschlechterte sich die Wirtschaftlichkeit, weil das überwiegende Feinkorn nicht mehr für die Herstellung von Lackrohstoffen benötigt wurde.
Nach 1945 wurde das sowjetisch gewordene Palmnicken nach dem russischen Wort für Bernstein, jantar, in Jantarnyi umbenannt und die zum Erliegen gekommene Bernsteingewinnung wieder aufgenommen. Im Jahre 1976 erfolgte die endgültige Stilllegung des seit 1916 genutzten Tagebaus, und der heute noch genutzte Tagebau Primorskoie wurde in Betrieb genommen. Die Jahresproduktion erreichte in einigen Jahren 780 t, von 1951 bis 1988 wurden insgesamt rund 18.250 t gefördert. In den 1970er-Jahren, beim Übergang auf den neuen Tagebau, sank die Förderung infolge technischer und organisatorischer Probleme. Auch der politische Umbruch in den 1990er-Jahren hatte starke Auswirkungen, die zu einer zeitweiligen Einstellung des Abbaus führten. Die Abbautechnologie wurde verändert, zeitweilig kamen ausschließlich Hydromonitoren zum Einsatz. Derzeit wird nach Abtrag des mächtigen Abraums der Rohstoff mittels Schürfkübelbagger gelöst, das abgesetzte Haufwerk mit Hydromonitoren aufgeschlämmt und der Schlamm von großen Pumpen über eine kilometerlange Rohrleitung in die Aufbereitungsanlage befördert. Dort wird der Bernstein ausgesiebt. Der Schlammrückstand wird über ein Rohrsystem am Ostseestrand verspült.

#### Bitterfeld und Mitteldeutschland
Bernstein in tertiären, Braunkohle führenden Schichten ist bereits seit 1669 von Patzschwig bei Bad Schmiedeberg bekannt. Als „Sächsischer Bernstein“ beschrieben ist er auch zeitweise gewonnen worden. Aus dem 19. Jahrhundert und der ersten Hälfte des 20. Jahrhunderts liegen Fundmeldungen über einzelne Bernsteine in Braunkohlengruben bei Bitterfeld vor.
Im Jahre 1955 wurden im Braunkohlentagebau Goitzsche östlich von Bitterfeld die Bernstein führenden Schichten für kurze Zeit angeschnitten, aber die zu Tage tretenden, zum Teil großen Brocken nicht als Bernstein (Succinit) erkannt, sondern als Retinit bezeichnet. Erst im Jahre 1974 wurde bei einem erneuten Anschnitt die Bedeutung des Bernsteinvorkommens erkannt. Die im gleichen Jahr begonnene geologische Erkundung führte zum Nachweis einer nutzbaren Lagerstätte. Als geologischer Vorrat wurden 1979 2.800 t Bernstein berechnet. Der Abbau begann bereits 1975. Grund für die so schnell aufgenommene Förderung war der starke Rückgang der Bernsteinimporte aus der Sowjetunion, die in den 1970er-Jahren ihre jährlichen Bernsteinlieferungen von zehn Tonnen auf eine senkte und damit die Schmuckproduktion im „VEB Ostseeschmuck“ in Ribnitz-Damgarten gefährdete. Von 1975 bis 1993 wurden im Tagebau Goitzsche jährlich bis zu 50 t gewonnen, insgesamt 408 t. Der Bernsteinabbau wurde 1990 wegen der starken Umweltbelastung zunächst storniert und 1993 aus ökonomischen Gründen endgültig eingestellt. Zu diesem Zeitpunkt standen noch 1.080 t gewinnbarer Vorrat in den Büchern. Nach Sanierung der Böschungen wurde das Restloch des Tagebaues Goitzsche ab 1998 geflutet. Durch die Sanierung der Böschungen wurden zwar Teile der Vorratsfläche blockiert, aber nach einer Studie ist noch der Zugriff auf 600 t Bernstein möglich. Die Wasserbedeckung von 20 bis 25 m ist technisch kein Hindernis, und nach einem limnologischen Gutachten wäre die Gewinnung auch umweltverträglich.
Zur Gewinnung des Bernsteins im Braunkohlentagebau Goitzsche liegen ausführliche Beschreibungen vor. Der gewonnene Rohbernstein wurde an der Aufbereitungsanlage im Tagebau gereinigt, getrocknet und der nicht zur Herstellung von Schmuck verwendbare Anteil von Hand ausgelesen. Der verwendbare Rohbernstein wurde durch Siebung nach der Größe in vier Sorten getrennt und an den „VEB Ostseeschmuck“ geliefert. Der zur Schmuckherstellung nicht verwendbare Anteil wurde als Abfall (Brack) verworfen. Dieser enthielt neben ungeeigneten Varietäten des Succinit, z. B. Knochen, Schaum, Schwarzfirnis (siehe Abschnitt Bernsteinvarietäten), auch die sehr seltenen akzessorischen Bernsteinarten, die bereits Gegenstand zahlreicher wissenschaftlicher Untersuchungen waren (siehe Abschnitt Bernsteinarten). Wegen der Verwitterungskruste sind Inklusen beim Bitterfelder Succinit erst bei der Verarbeitung im „VEB Ostseeschmuck“ sichtbar geworden. Sie wurden zur wissenschaftlichen Untersuchung dem Museum für Naturkunde (Berlin) übergeben. Bereits 1989 umfasste diese Sammlung mehr als 10.000 Stück. Übereinstimmungen mit einigen auch im baltischen Succinit gefundenen Tiergruppen spielen eine große Rolle bei der Diskussion zur Herkunft des Bitterfelder Bernsteins, siehe dazu Abschnitt Geschichte der Inklusenforschung.

#### Polen
Polen ist ein wichtiger Exporteur von Bernsteinprodukten. Der polnische Bernstein stammt hauptsächlich aus Możdżanowo bei Ustka an der pommerschen Ostseeküste, wo er bereits Ende des 18. Jahrhunderts abgebaut wurde. Er wird dort in vielen unterschiedlichen Farbtönen gefunden. 60 % der Fundstücke sind durchsichtig. Auch an der Verbindungsstelle zur Halbinsel Hel findet sich Bernstein in 130 m Tiefe. Ferner wurde ein Bernsteinvorkommen auf der Lubliner Hochebene entdeckt. Die Vorräte polnischer Bernsteinlagerstätten werden auf 12.000 t geschätzt. Der größte Teil des in Polen verarbeiteten Bernsteins stammt allerdings nicht aus eigener Produktion, sondern wird aus dem Kaliningrader Gebiet und aus der Ukraine importiert.

#### Nordukraine

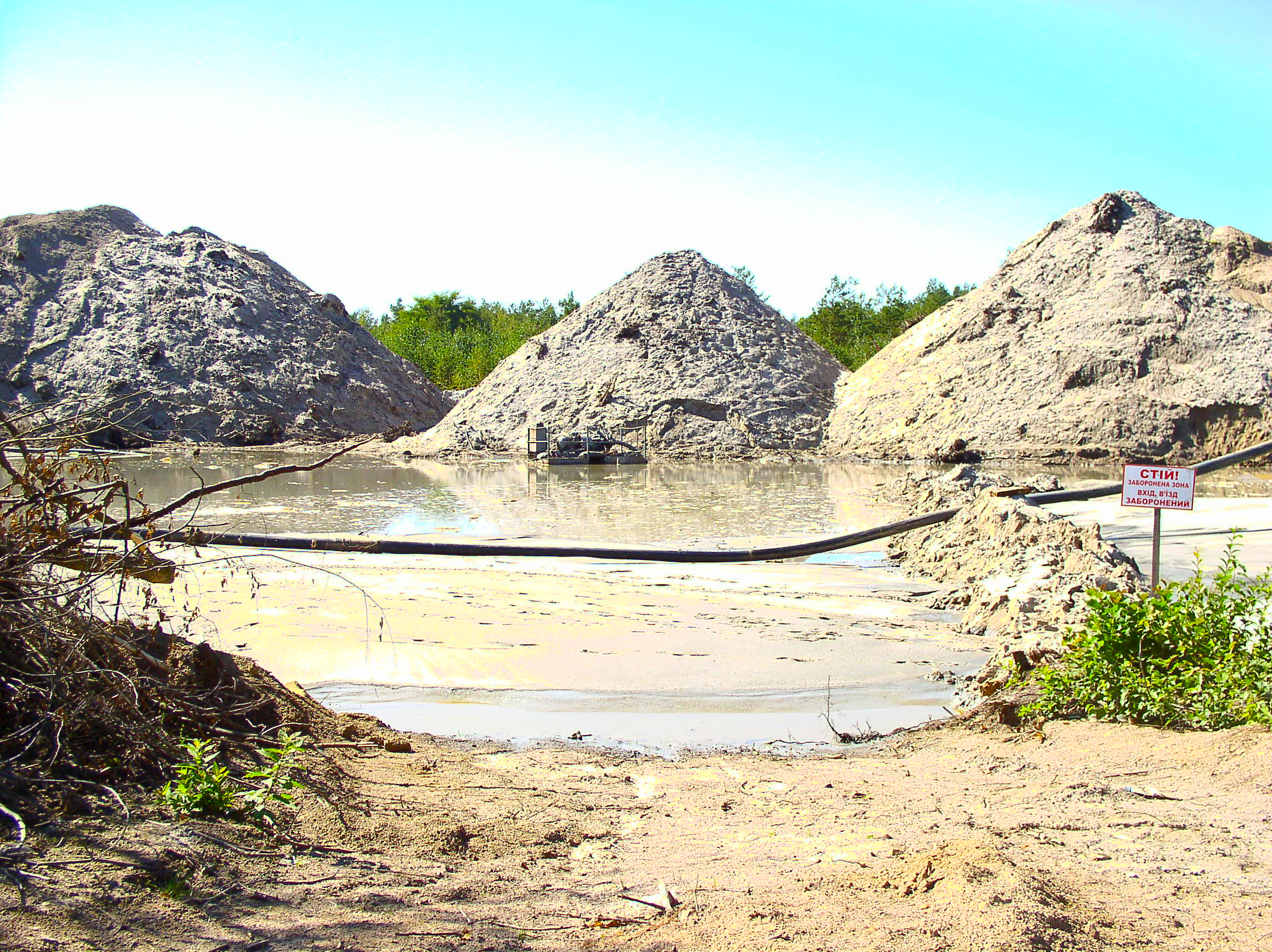
Tagebau in Klessiw, Ukraine

Seit 1979 sind die Bernsteinvorkommen im Norden der Ukraine, in der Nähe von Dubrowyzja an der belarussischen Grenze bekannt. Nach Erlangung der Unabhängigkeit beschloss die ukrainische Führung 1993, diese Vorkommen unter staatlichem Monopol auszubeuten. Da die Vorkommen an der Oberfläche in sandigen Schichten anstehen, sind sie sehr leicht zu fördern, und so hat sich seither eine beträchtliche nicht-staatliche (und damit illegale) Förderung entwickelt (etwa 90 % der ukrainischen Produktion), die ihre Produkte zur Weiterverarbeitung über die Grenze nach Polen und Russland schmuggeln lässt. Die ukrainischen Vorkommen enthalten außergewöhnlich große Einzelstücke. Der in der Ukraine gefundene Bernstein ist vermutlich gleicher Genese wie der Succinit aus der „Blauen Erde“ des Samlandes.

### Marktsituation
Die Preise für ein Kilogramm russischen Rohbernsteins aus Jantarny lagen im März 2011 in Polen bei 260 € für Stücke zwischen 2,5 und 5 Gramm und rund 550 € für Stücke zwischen 50 und 100 Gramm.
Verminderte Fördermengen, die Einführung von Exportrestriktionen durch die russische Regionalregierung sowie eine deutlich gesteigerte Nachfrage aus China nach Rohbernstein bestimmter Qualitäten haben in den folgenden Jahren zu einer Vervielfachung des Preises geführt (Stand Mitte 2014: Stücke von 50 bis 100 Gramm ca. 3000 EUR für ein Kilogramm).

### Einzelstücke Baltischen Bernsteins
Krumbiegel führt in einem Beitrag aus dem Jahre 2003 Stücke aus quartären Sedimenten nordeuropäischer Vereisungsgebiete mit einem Gewicht von mehr als 2 Kilogramm auf. Aus dieser Liste von 28 Stücken nachfolgend eine Auswahl:
- 1922 und 1970 in Schweden: je etwa 1,8 kg;
- 1969 von einem schwedischen Hummerfischer in Bohuslän an der Westküste Schwedens: 10,478 kg (zum Zeitpunkt des Fundes eine Masse; heute noch 8,886 kg, da etwas abgeschlagen wurde); es befindet sich im Ravhuset in Kopenhagen;
- 1860 bei Cammin in Pommern (nach 1945 Rarwino/Kamień Pomorski): Ein 48 × 22 × 20 cm großer und 9,75 kg schwerer Block, der im Berliner Museum für Naturkunde der Humboldt-Universität aufbewahrt wird und im Mineraliensaal ausgestellt ist;[4]
- Sonnenstein (Saulės akmuo): etwa 3,5 kg, 21 × 19 × 15 cm; ausgestellt im Bernsteinmuseum in Palanga, Litauen.[98]

Außerdem zu erwähnen:
- Ein Einzelstück mit einem Gewicht von 4280 Gramm im Kaliningrader Bernsteinmuseum.[99]
- Ein 2016 im Tagebau Primorski (Jantarny) gefördertes Stück mit einem Gewicht von ca. 2,7 Kilogramm,[100]

## Einschlüsse (Inklusen)

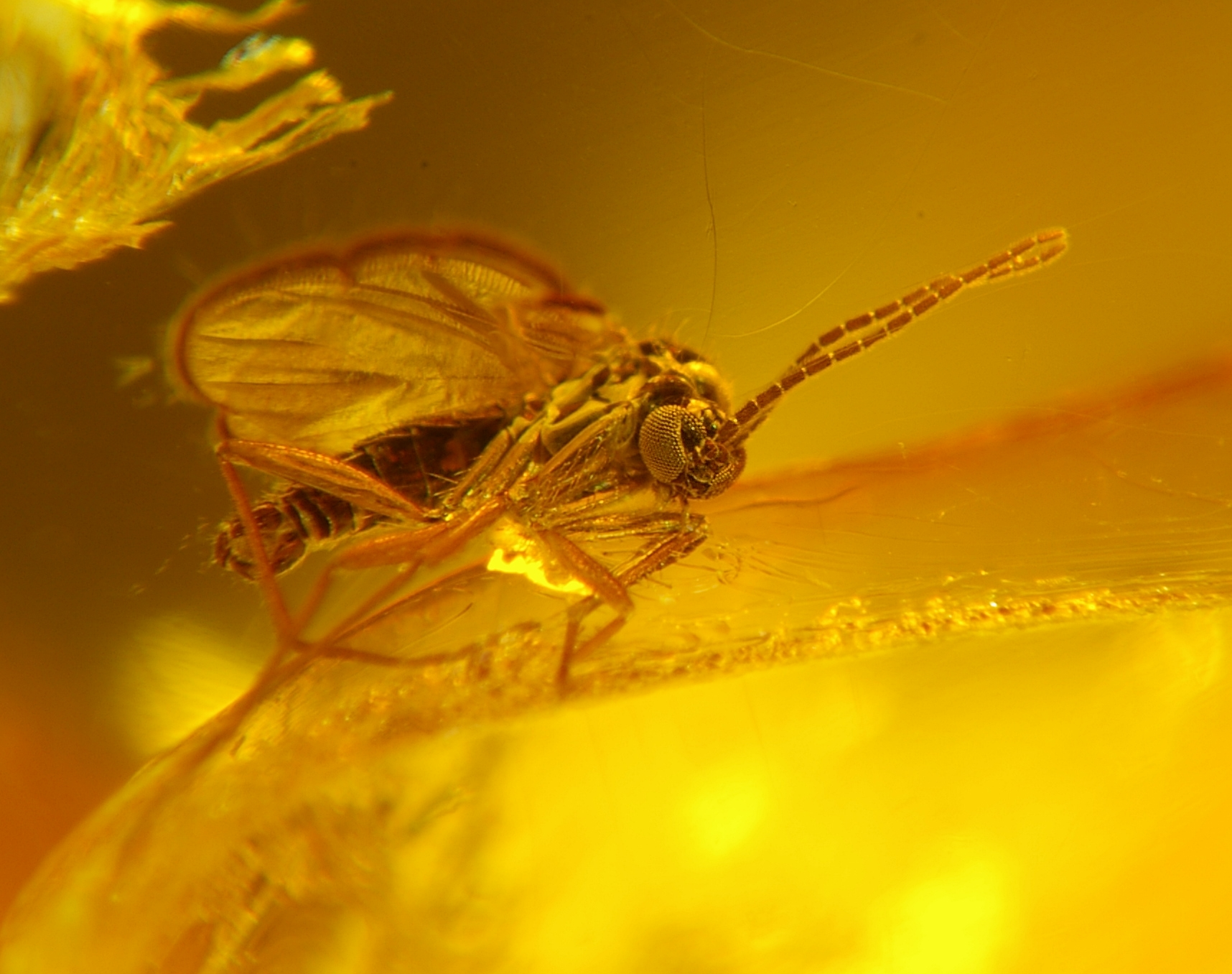
Eine im Bernstein eingeschlossene Trauermücke

### Entstehung

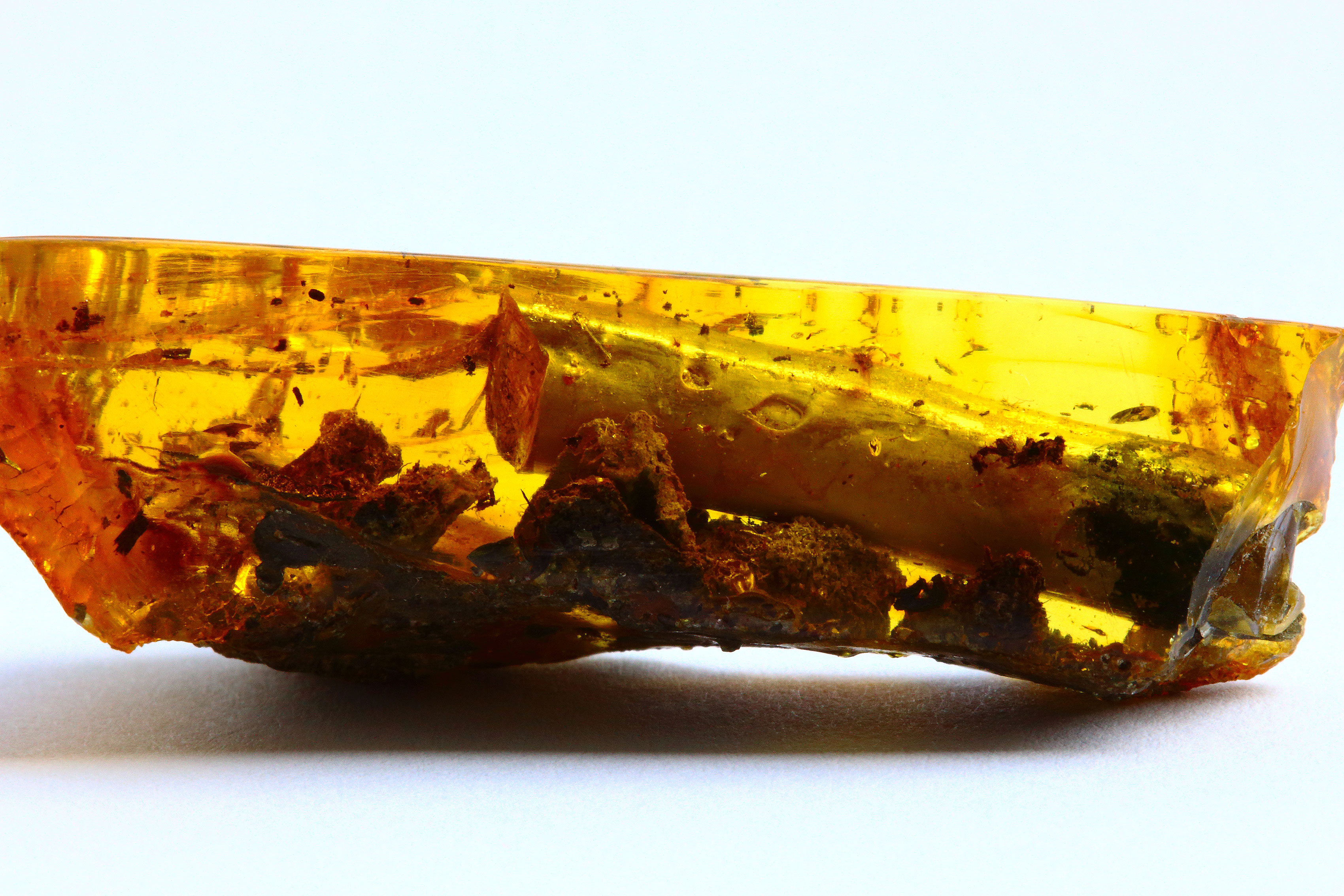
Pflanzliche Einschlüsse im Baltischen Bernstein

Bewunderung lösen immer wieder die vorzüglich erhaltenen Einschlüsse im Bernstein aus. Insbesondere die Inklusen zart geflügelter Insekten bestechen durch ihre feinsten Details. Sie sind weder zusammengedrückt noch anderweitig verformt, wie viele Fossilien in Sedimentgesteinen. Selbst Spuren des Todeskampfes sind unverändert erhalten. Bei einigen Tieren ist eine Trübewolke (Verlumung) um massigere Körperteile zu beobachten, eine Folge austretender Gase und Flüssigkeiten bei der Verwesung des Tierkörpers. Deren beschränkte Ausbreitung ist wie der detailgetreue Abdruck nur bei einer sehr raschen Aushärtung vorstellbar, wie sie sonst nur bei schnell härtenden Kunststoffen auftritt. Die Inklusen sind nur der Abdruck des ehemaligen Lebewesens, im entstandenen Hohlraum sind in der Regel keine Bestandteile seines Körpers erhalten.
Wie bereits im Abschnitt Entstehung beschrieben, können die bisherigen Vorstellungen über eine langsame Aushärtung durch die Untersuchungsergebnisse an Succinitstücken von Bitterfeld nicht aufrechterhalten werden. Der Succinit härtete bereits am Baum praktisch vollständig aus, dazu passt auch die formgetreue Erhaltung der Inklusen.

### Häufigkeit
Organische Einschlüsse sind von den meisten Bernsteinarten bekannt, wenn auch in unterschiedlicher Häufigkeit. Bei der geologischen Erforschung der Bitterfelder Bernsteinlagerstätte wurde auch die Häufigkeit der Inklusen untersucht: Eine Tonne des Bitterfelder Succinit enthält schätzungsweise 4500 tierische Inklusen.
Beim Succinit sind die sogenannten „Schlaubensteine“ besonders ergiebig. Die aus Harzflüssen außen am Baumstamm entstandenen Schlauben sind schichtartig aufgebaut (jede Schicht entspricht einem Harzfluss), wobei sich die Einschlüsse zumeist an den Trennflächen der Harzflüsse befinden. Oft handelt es sich bei den Funden allerdings nur um Fragmente der eingeschlossenen Organismen. Zooinklusen sind häufig beschädigt, vermutlich durch Vogelfraß, als das Tier noch nicht vollständig vom Harz eingeschlossen war. Nicht selten sind auch einzelne Beine langbeiniger Gliederfüßer (zum Beispiel Weberknechte) zu finden, die in der Lage waren, in Notsituationen ihre Beine abzuwerfen. Organische Reste aus zerfallenem Pflanzenmaterial und Holzmulm mit meist nicht identifizierbarer botanischer Herkunft treten häufig auf. Stücke mit vollständig erhaltenen Zeugnissen des damaligen Lebens sind aus wissenschaftlicher Sicht besonders wertvoll.
Inklusen sind im Allgemeinen nur in transparenten oder zumindest halbtransparenten Stücken zu finden. Mit Hilfe der Synchrotronstrahlung ist es jedoch gelungen, auch in opaken Stücken organische Einschlüsse zu entdecken. Im Falle kreidezeitlichen Bernsteins aus Frankreich konnten durch eine Forschungsgruppe um den Paläontologen Paul Tafforeau unter Zuhilfenahme dieser Methode 3D-Modelle von Inklusen in opaken Bernsteinstücken aufgenommen werden.

### Tiere und Pflanzen im Bernstein

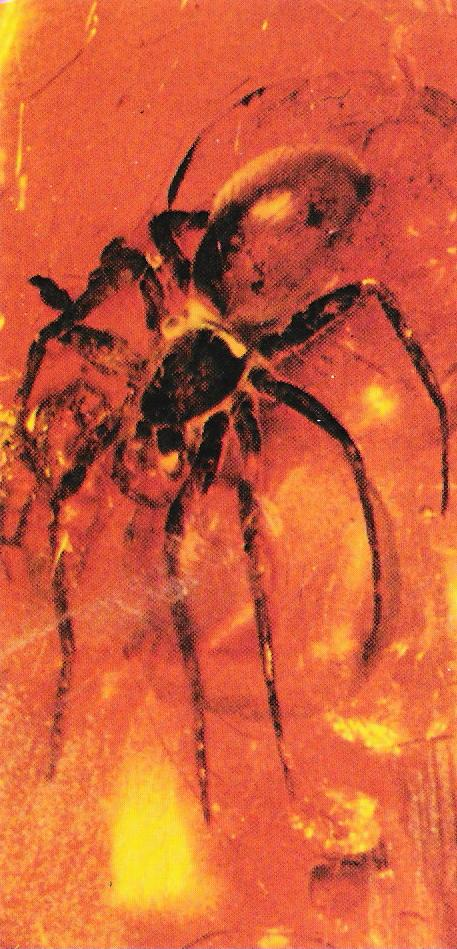
Spinne in Bernstein

Die in Bernstein konservierten Lebensformen sind überwiegend Waldbewohner gewesen. Häufige Formen tierischer Einschlüsse (Zooinklusen) sind verschiedene Gliederfüßer (Arthropoden), vor allem Insekten wie Fliegen, Mücken, Libellen, Ohrwürmer, Termiten, Heuschrecken, Zikaden und Flöhe, aber auch Asseln, Krebstiere, Spinnen und Würmer sowie vereinzelt Schnecken, Vogelfedern und Haare von Säugetieren. Im oberkreidezeitlichen kanadischen Bernstein wurden einige sehr gut erhaltene Federn gefunden, die aufgrund ihrer strukturellen Merkmale von Dinosauriern stammen könnten. Mehrere Stücke mit Teilen von (lacertiden) Eidechsen, darunter ein weitgehend vollständiges Exemplar, wurden ebenfalls gefunden, (vgl. dazu auch den Abschnitt Fälschungen und Manipulationen). Besonders vollständige und detailreiche Inklusen von Echsen sind aus Myanmar bekannt geworden. Falsch ist die Behauptung, es gebe Einschlüsse von Meereslebewesen im Bernstein. Bei den eingeschlossenen Lebewesen handelt es sich ausschließlich um Landbewohner (70 % aller Inklusen) und Süßwasserlebewesen (30 %) der Bernsteinwaldgebiete. Die einzigen Ausnahmen sind Einschlüsse von Asseln der Gattung Ligia, die in der Spritzwasserzone mariner Felsstrände leben, sowie eine in einem kleinen kreidezeitlichen Bernsteinstück aus Südwestfrankreich gefundene Fauna aus marinen Mikroorganismen (u. a. Kieselalgen und Foraminiferen).

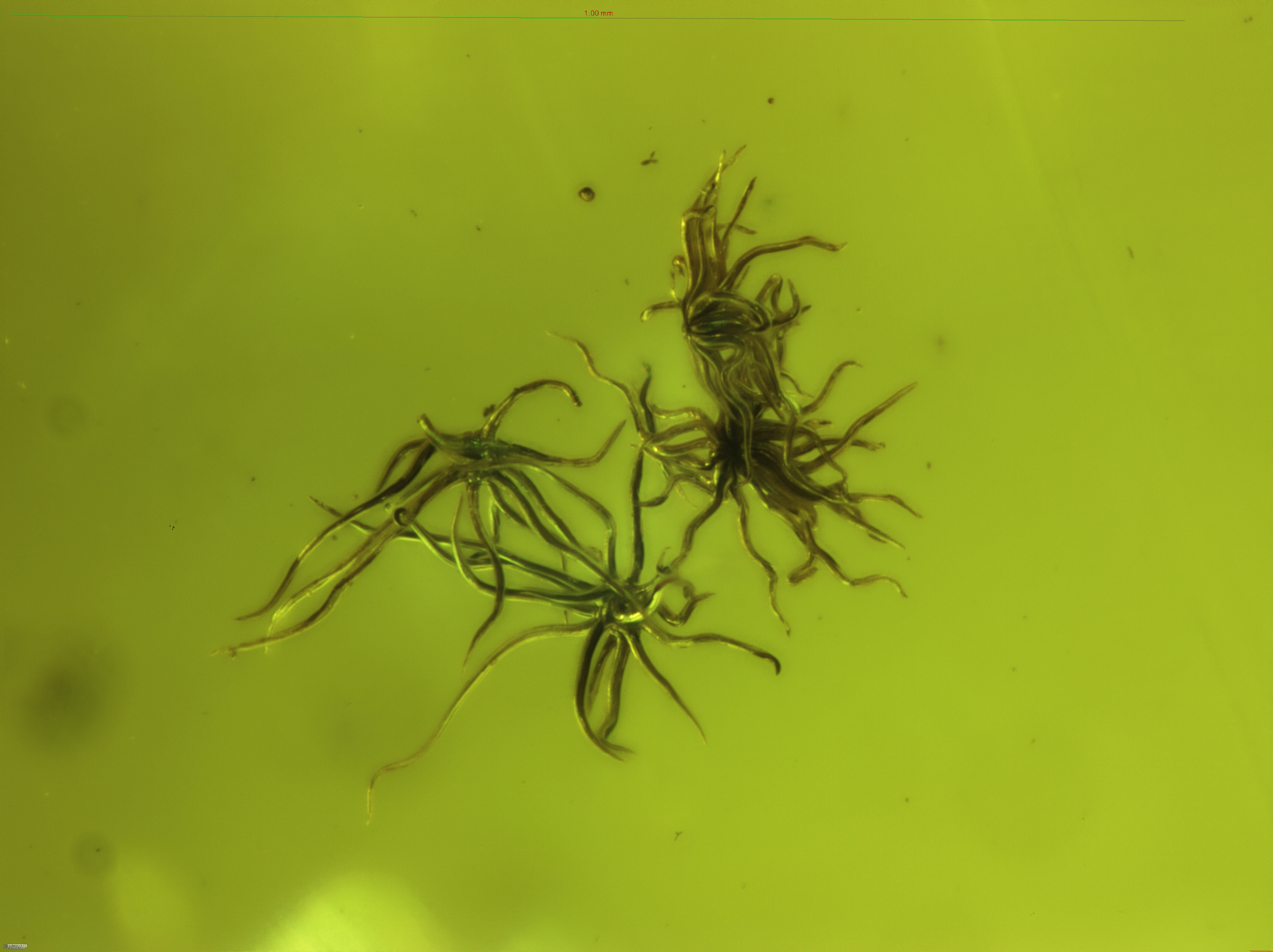
Sternhaar in Baltischem Bernstein, Bildbreite ca. 1 mm

Auch gibt es eine Vielzahl von pflanzlichen Inklusen (Phytoinklusen): Pilze, Moose und Flechten, aber auch Pflanzenteile, die von Lärchen, Fichten, Tannen, Palmen, Zypressen, Eiben und Eichen stammen. Der weitaus häufigste organische Einschluss im Succinit ist das sogenannte „Sternhaar“, das sich in fast allen Schlauben findet. Es sind winzige, mit bloßem Auge kaum sichtbare, strahlenförmig verästelte Pflanzenhaare (Trichome), die mit großer Wahrscheinlichkeit von Eichen stammen. Diese Einschlüsse werden als charakteristisches Merkmal des Succinit aus Lagerstätten des Baltischen Bernsteins angesehen.
Manchmal werden Inklusen mit Wassertropfen oder Lufteinschlüssen gefunden. Für Bernsteinstücke mit verschiedenen organischen Einschlüssen hat der polnische Paläoentomologe Jan Koteja den Begriff Syninklusen geprägt. Solche Bernsteinstücke sind einzigartige Beweisstücke über das zeitgleiche Vorkommen verschiedener Lebewesen in einem Habitat.

### Fossilisation
Unter Luftabschluss in Bernstein konservierte Inklusen sind zwar Fossilien, aber im Gegensatz zu den meisten Fossilien wurde ihre Substanz während der Fossilisation nicht oder nicht vollständig mineralisiert.
Dass aus DNA einer inkludierten Mücke, die Dinosaurierblut aufgenommen hat, mit Hilfe der Gentechnik ein lebendiger Dinosaurier erzeugt werden kann, wie dies im später als Jurassic Park verfilmten Buch DinoPark von Michael Crichton dargestellt wird, ist Gegenstand der Fiktion.
Tatsächlich wurde wiederholt publiziert, dass aus Bernstein nicht nur sequenzierbare aDNA (alte DNA) isoliert werden kann, auch aus Chloroplasten-DNA, sondern auch Proteine und sogar lebensfähige Organismen.
Die Frage des aDNA-Nachweises wird jedoch kontrovers geführt. Wissenschaftler äußerten in der Vergangenheit ernste Zweifel an der Erhaltung von aDNA über Jahrmillionen und vermuteten Kontaminationen mit rezenter DNA. Eine Erhaltungsmöglichkeit von aDNA, z. B. innerhalb fossilierter Knochen, wird prinzipiell nahezu ausgeschlossen, da die DNA nach dem Tod eines Lebewesens rasch zerfällt und nach spätestens 6,8 Mio. Jahren ohne Luftabschluss nicht mehr nachweisbar ist. Dieser Ansicht widersprechen andere Wissenschaftler und belegen, dass es durchaus Erhaltungsmöglichkeiten für sehr alte aDNA gebe. aDNA-Extraktionen und deren Analysen seien auch an sehr alten Fossilien möglich. Allerdings wurde festgestellt, dass bei sehr alter aDNA, etwa aus dem Miozän, gehäuft mit Veränderungen zu rechnen sei, da die ursprüngliche Base Cytosin dann als Uracil vorliegen könne, was die Interpretation erschwere.

### Geschichte der Inklusenforschung
Schon in der Antike bestand Gewissheit über den organischen Charakter zahlreicher Einschlüsse in Bernstein. Allerdings stehen zu der Zeit noch biologisch zutreffende Wahrnehmungen neben Dichtung und Mythos, wie sich beispielhaft an den Titeln zweier Epigramme des Martial zeigen lässt: Über eine Biene in Bernstein und Über eine Viper in Bernstein. Sein Epigramm über eine Ameise in Bernstein ist im Kapitel Bernstein in Mythologie und Dichtung vollständig wiedergegeben.
Die naturwissenschaftliche Erforschung der Einschlüsse setzte allerdings erst im 18. Jahrhundert ein, was nicht zuletzt mit der Verfügbarkeit deutlich verbesserter technischer Hilfsmittel (insbesondere Mikroskope) sowie dem enormen Fortschritt in der biologischen Forschung zusammenhängt. Im 19. Jahrhundert erschienen die ersten Monografien über Tier- und Pflanzengruppen (zu nennen sind hier insbesondere folgende Autoren von bis heute wichtig gebliebenen Arbeiten über Einschlüsse in Baltischem Bernstein: Heinrich Göppert, Georg Carl Berendt, Hugo Conwentz, Robert Caspary, Richard Klebs, Anton Menge und Fernand Meunier).
Eine bedeutungsvolle Rolle in der Bernsteinforschung spielen die reichhaltigen Inklusen des Bitterfelder Succinits. Die bei der Untersuchung bei einigen Tiergruppen, insbesondere Spinnen, festgestellten Übereinstimmungen mit denen aus den Sammlungen baltischen Succinits führte zur Annahme, dass der Bernstein der Bitterfelder Lagerstätte nur umgelagerter Baltischer Bernstein sei. Die umfassende Kenntnis zu den Bernsteinvorkommen in Mitteldeutschland schließt aber eine solche Möglichkeit aus (siehe Abschnitt Weltweites Vorkommen von Bernstein). Bereits seit langem wird es für möglich gehalten, dass in die Sammlungen des Baltischen Bernsteins auch Inklusen aus den miozänen Schichten des Samlands, die in der Anfangsphase der Gewinnung abgebaut wurden (siehe Abschnitt Bernsteingewinnung in der vorbergbaulichen Zeit), geraten sind, also eine vermischte Fauna vorliegt. Eine endgültige Klärung kann nur durch neue Aufsammlungen aus der aktuellen Bernsteingewinnung in Jantarny erfolgen, denn diese erfolgt allein aus der obereozänen „Blauen Erde“.
An Darstellungen der Tier- und Pflanzenwelt im Baltischen Bernstein jüngeren Datums sind beispielsweise zu nennen die wissenschaftlichen, aber weithin noch allgemeinverständlichen Arbeiten von Wolfgang Weitschat und Wilfried Wichard (Atlas der Pflanzen und Tiere im Baltischen Bernstein), George O. Poinar jr. (Life in amber) sowie die streng wissenschaftliche Arbeit von Sven Gisle Larsson (Baltic Amber – a Palaeobiological Study).

### Die größten Inklusensammlungen aus Baltischem Bernstein
Die wohl größte jemals existierende Sammlung organischer Einschlüsse in Baltischem Bernstein dürfte mit etwa 120.000 Stücken die der Albertus-Universität Königsberg gewesen sein. Der größte Teil dieser Sammlung ist in den Wirren des Zweiten Weltkrieges untergegangen, der erhaltene Teil befindet sich heute im Institut und Museum für Geologie und Paläontologie (IMGP) der Universität Göttingen. Von erheblicher Bedeutung war vor dem Zweiten Weltkrieg auch die Sammlung des Westpreußischen Provinzial-Museums Danzig, deren Bestand deutlich mehr als 13.000 Exemplare umfasst haben muss.
Zu den größten Sammlungen unserer Tage zählen die der folgenden Institutionen:
- Natural History Museum, London (ca. 25.000 Ex.)
- Das Deutsche Bernsteinmuseum in Ribnitz-Damgarten
- Museum der Erde, Warschau (ca. 25.000 Ex.)
- Zoologisches Institut St. Petersburg (ca. 25.000 Ex.)
- Paläontologisches Museum der Humboldt-Universität zu Berlin (ca. 20.000 Ex.)
- Museum für vergleichende Zoologie der Harvard University, Cambridge (16.000 Ex.)
- Bernsteinmuseum Palanga, Litauen (mehr als 14.400 Ex.; nach Baker et al.[129] ca. 25.000)
- Museum für Bernsteininklusen an der Universität Danzig, Polen (mehr als 13.500 Ex.)[130][131]
- Institut für Geologie und Paläontologie, Göttingen (mehr als 11.000 Ex.)
- Zoologisches Museum Kopenhagen (ca. 7600 Ex.)
- Senckenberg-Museum Frankfurt (Main) (mehr als 7000 Ex., Schwerpunkt Spinnen).[132]

## Gebrauchsgegenstände und technische Geräte

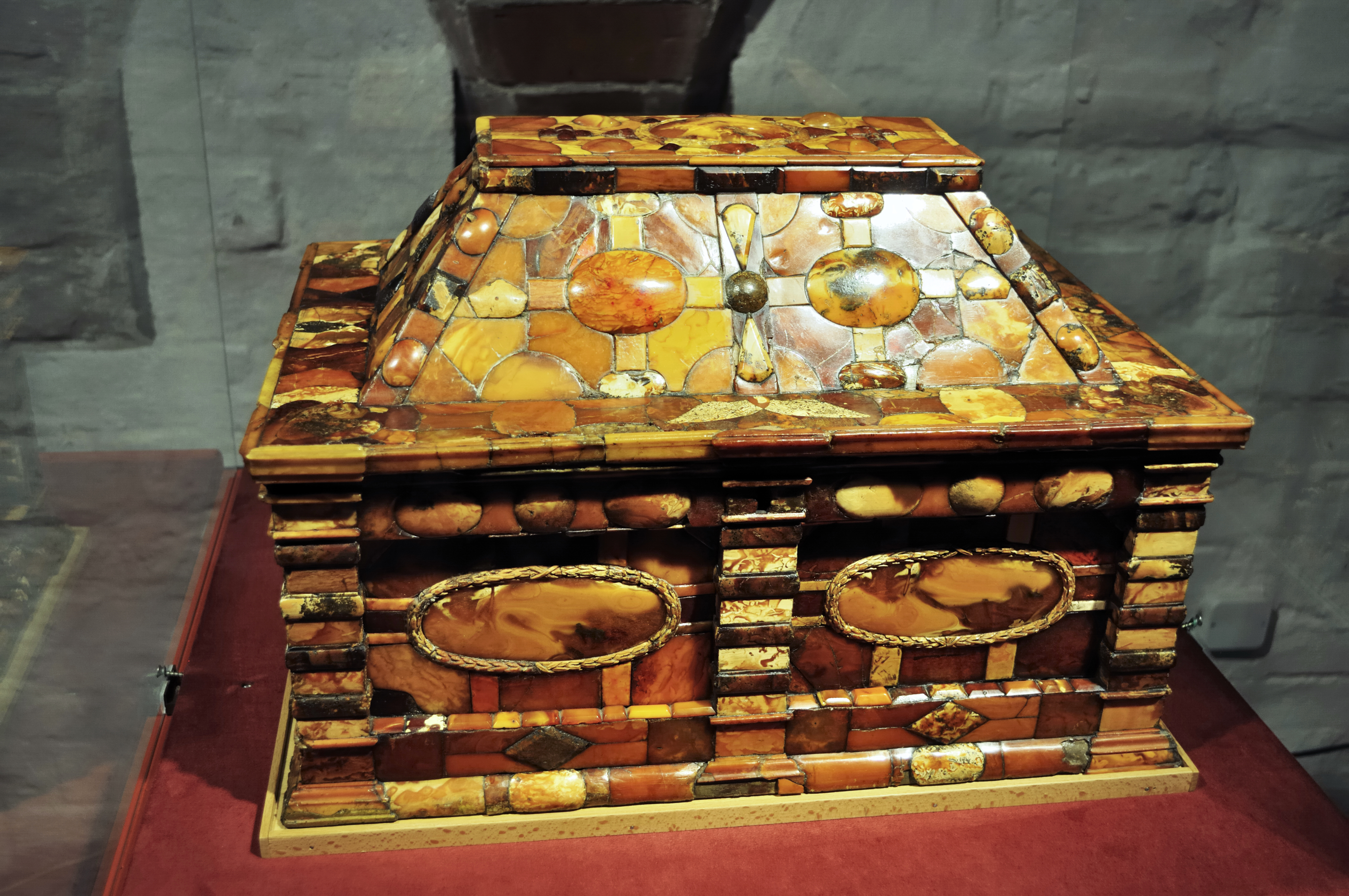
Sarkophagähnliche Schatulle aus verschiedenen Sorten Bernstein. Danzig, frühes 17. Jahrhundert.

In der chemischen Industrie wurde zunächst nicht für die Schmuckindustrie geeigneter Bernstein für die Herstellung von Bernsteinlack, Bernsteinöl und Bernsteinsäure verwendet. Lacke setzten sich zumeist aus Kolophonium (verbleibende feste Masse geschmolzenen Bernsteins nach Destillation von Bernsteinöl und Bernsteinsäure), Terpentinöl und Leinölfirnis, mitunter ergänzt um Bleiglätte, in unterschiedlichen Rezepturen je nach Verwendung des Endproduktes (zum Beispiel als Schiffslack oder Fußbodenlack) zusammen. Zeitweilig wurden die Pferdehaare des Geigenbogens mit reinem Kolophonium bestrichen („Geigenharz“). Reines Bernsteinöl diente als Holzschutzmittel, das sich als sehr wirksam erwiesen hat, Bernsteinsäure fand Verwendung bei der Herstellung bestimmter Farben. Heute werden diese Produkte nahezu ausschließlich synthetisch erzeugt.
Ende des 17. Jahrhunderts entstanden Techniken, Bernstein zu entfärben. Das klare Endprodukt wurde als Rohmaterial für optische Linsen verwendet. Optische Geräte, in denen Bernsteinlinsen verwendet wurden, blieben bis zur Mitte des 19. Jahrhunderts in Gebrauch. Bis zum Zweiten Weltkrieg (zum Teil noch – etwa in Hamburg – bis 1950) wurden bei Bluttransfusionen aus Bernstein gefertigte Gefäße verwendet, da auf diese Weise der Blutgerinnung entgegengewirkt werden konnte. Ein weiteres sehr seltenes Einsatzgebiet waren elektrische Isolatoren, da der spezifische Widerstand von Bernstein mit ungefähr 1014 bis 1018 Ω·m größer als der von Porzellan ist.

## Pressbernstein
Der in den 1870er Jahren in Königsberg entwickelte Pressbernstein wurde in industriellem Maßstab seit 1881 in Wien und später auch in der Staatlichen Bernstein-Manufaktur Königsberg zur Herstellung von Gebrauchsgegenständen wie Zigarettenspitzen, Mundstücken von Tabakpfeifen oder der türkischen Tschibuk, Nippes (Kunsthandwerk) und billigem Schmuck verwendet. Nach Afrika exportierter Pressbernstein wurde auch abschätzig als Negergeld bezeichnet.
Pressbernstein wird aus verdichtetem Bernsteinstaub hergestellt. Charakteristisch ist seine homogene Konsistenz und relative Lichtundurchlässigkeit, er besitzt als echter Bernstein  bezeichnet im Unterschied zu Naturbernstein keine natürlichen Risse und/oder Inklusen.
Der preisgünstige Pressbernstein wurde nach einiger Zeit von dem billigeren Kunststoff ersetzt. Es begann mit Bakelit, durch den Pressbernstein fast vollständig verdrängt wurde.

## Mythologie und Dichtung
Abgesehen von den zahlreichen prosaischen Textstellen antiker Schriften (unter anderem Herodot, Plato, Xenophon, Aristoteles, Hippokrates, Tacitus, Plinius der Ältere, Pytheas; Waldmann führt 31 erhaltene antike Textstellen auf und verweist auf Plinius, der in seinem Traktat über Bernstein weitere 30 Textstellen erwähnt, die uns nicht erhalten sind), in denen es zumeist darum geht, Bernstein zu beschreiben und seine Herkunft zu erklären, hat das fossile Harz auch in Mythologie und Dichtung seinen festen Platz. Dazu gehörten ohne Zweifel einige Schriften der zahlreichen von Plinius dem Älteren erwähnten Autoren, die sich mit Baumharz auf irgendeine Art beschäftigt haben, deren Werke aber nicht überliefert sind.
Die frühesten uns überlieferten dichterischen Erwähnungen von Bernstein sind Mythen und Sagen, in denen Wesen mit übernatürlichen Kräften (Götter, Halbgötter und Gestalten der Unterwelt) durch ihr Handeln zur Entstehung des Bernsteins beigetragen haben. Ein Beispiel dafür sind Tränen der Heliaden, die in den auf Euripides’ Trauerspiel Der bekränzte Hippolytos zurückgehenden Metamorphosen Ovids flossen, als Phaeton, der Bruder der Heliaden, in seinem Sonnenwagen der Erde zu nah kam, da ihm die Pferde durchgingen und er von einem Blitzstrahl des Zeus getroffen wurde, nachdem die Erde sich bei ihm über Phaetons Verhalten beklagt hatte. Die goldenen Tränen der zu Pappeln verwandelten trauernden Schwestern erstarrten zu electron (Bernstein). Dieser Mythos findet sich auch in Homers Odyssee wieder, als das Schiff der Argonauten in den Fluss Eridanos getrieben wurde, aus dem noch die Rauchschwaden des an dieser Stelle in das Wasser gestürzten Sonnenwagens des Phaeton emporstiegen. Dieser Fluss kehrt in antiken Schriften immer wieder als der Ort zurück, von dem aller Bernstein stammen soll. So heißt es zum Beispiel bei Pausanias in seiner Beschreibung Griechenlands:

„… Dies Elektron aber, woraus die Statue des Augustus gemacht ist, kommt natürlich vor im Sande des Eridanus. Es ist sehr selten und wertvoll. Das andere Elektron aber ist eine Mischung von Gold und Silber….“

Ähnlich dramatisch wie im Mythos der Tränen der Heliaden verlaufen die Ereignisse in der aus dem Gebiet des heutigen Litauen stammenden Legende von Jūratė und Kastytis, an deren Ende die Zerstörung eines auf dem Meeresgrund befindlichen Schlosses aus Bernstein steht, womit die sich stetig erneuernden Strandfunde an der Ostsee mit dichterischen Mitteln erklärt sind. Auch über in Bernstein eingeschlossene Insekten sind bereits aus römischer Kaiserzeit dichterische Darstellungen bekannt. Beispielsweise verfasste der römische Dichter Martial zur Regierungszeit des Kaisers Titus folgenden Vers, in dem wiederum der vom Blitz getroffene Phaeton erscheint, um den die Heliaden ihre zu Bernstein erstarrten Tränen vergossen hatten:

„Während ein Ameislein in Phaetons Schatten umherschweift,
Hüllte das zarte Wild harziger Tropfen ein.
Seht es, wie gewesen bisher verachtet im Leben,
Jetzt erst durch seinen Tod ward es ein köstlicher Schatz.“

Ein frühes Beispiel dichterischer Bearbeitung in der deutschen Literatur gibt der im ostpreußischen Neidenburg geborene Dichter Daniel Hermann mit seinen in Latein verfassten Versen auf einen Bernsteinfrosch und eine Bernsteineidechse aus der Sammlung des Danziger Kaufmanns Severin Goebel, der offenbar Fälschungen aufgesessen war. In zahlreichen späteren Werken ostpreußischer Heimatdichtung bis in das 20. Jahrhundert steht immer wieder das „Gold des Nordens“ im Mittelpunkt von Versen. Maria Schade (Ostpreußenland), Rudolf Schade (Samlandlied), Johanna Ambrosius (Ostpreußenlied), Hans Parlow (Pillauer Lied) und Felix Dahns (Die Bernsteinhexe) sowie eine der bekanntesten Dichterinnen ostpreußischer Herkunft, Agnes Miegel (Das war ein Frühling und Das Lied der jungen Frau), sollen hier nur stellvertretend für viele andere erwähnt werden.
Neben der reichhaltigen Fachliteratur und den vielen, meist in deutscher, polnischer oder englischer Sprache erschienenen populärwissenschaftlichen Veröffentlichungen sind in jüngerer Zeit auch immer wieder Dokumentationen und erzählerische Werke rund um das Thema Bernstein erschienen, die einem größeren Publikum bekannt wurden. An dieser Stelle seien – ohne jegliche Wertung – einige dieser Titel erwähnt: Die Bernsteinzimmer-Saga von Günter Wermusch, Die Bernsteinsammlerin von Lena Johannson, Die Mücke im Bernstein von Else G. Stahl, Das Bernstein-Amulett von Peter Prange.

### Legendäre Heilkräfte und Schutzzauber
Thales setzte die elektrostatischen Eigenschaften des Bernsteins mit magnetischen Kräften gleich, die nicht nur Staub und Gewebefasern anziehen, sondern auch andere winzige Gebilde, die schädlich auf die menschliche Gesundheit einwirken können (heute würden wir dazu Krankheitserreger sagen). Nicht zuletzt deswegen wird Bernstein seit alters her als Heilmittel eingesetzt. So schreibt Plinius der Ältere in seiner Naturalis historia, dass auf der Haut getragene Bernsteinamulette vor Fieber schützen. Der griechische Arzt Pedanios Dioskurides beschrieb im 1. Jahrhundert n. Chr. in seinem Werk Materia medica die Heilwirkung von Bernstein bei Podagraschmerzen, Dysenterie und Bauchfluss. Die Menschen der Urgeschichte und des Altertums fanden für die außergewöhnlichen Eigenschaften des Bernsteins keine einleuchtende Erklärung. Dies führte dazu, dass dem fossilen Harz vielerorts eine dämonenabwehrende Wirkung als Apotropaion zugeschrieben wurde. Der Bernstein wurde am Körper getragen, oft mit einem Band um den Hals befestigt. Später kamen Formgebung und Verzierung hinzu, die zunächst figurative Darstellungen waren, durch die Heilkräfte und Schutzzauber des Bernsteins verstärkt und kanalisiert werden sollten; später verselbständigten sich diese dekorativen Bearbeitungen zu Schmuck, beispielsweise in Gestalt von Anhängern.
Nach mittelalterlichen Manuskripten (12. Jahrhundert), die Hildegard von Bingen zugeschrieben werden, galt Bernstein als eines der wirksamsten Medikamente gegen eine ganze Reihe von Erkrankungen und Beschwerden (zum Beispiel Magenbeschwerden, Blasendysfunktion). Aus der gleichen Zeit stammt das Verbot, mit weißem Bernstein zu handeln, ausgesprochen vom Deutschen Orden, der die Bernsteingewinnung und -nutzung kontrollierte, da ihm besondere heilende Kräfte zugeschrieben wurden und er vom Orden selbst für medizinische Zwecke verwendet wurde. Georgius Agricola empfahl in seiner Schrift „De peste“ (1554) verschiedene Bernsteinmixturen als vorbeugendes Mittel gegen die Pest.
Einige Autoren veröffentlichten genaue Rezepturen: Nicholas Culpeper (1654) empfahl ca. 0,7 Gramm Bernstein zur Einnahme als Mittel bei erschwertem Urinieren; William Salmon (1696) hielt eine Mischung aus 2,3 Gramm Bernsteinpulver mit 0,14 Liter Weißwein für heilsam gegen Epilepsie, und Jan Freyer (1833) mischte Bernsteinöl mit sechs Teilen destilliertem Wasser und verschrieb dieses Mittel in unterschiedlicher Dosis und Zubereitungsform als Arznei zur äußerlichen und innerlichen Anwendung bei einer Vielzahl von Erkrankungen und Beschwerden (Krämpfe, Bandwürmer, Rheuma und vieles andere mehr).
Der Mediziner und Mikrobiologe Robert Koch analysierte im Jahre 1886 Bernsteinsäure und kam zu dem Ergebnis, dass Bernsteinsäure einen positiven, unter anderem immunitätssteigernden Einfluss auf den menschlichen Organismus haben kann und, selbst in großen Mengen verabreicht, den Organismus nicht schädigt.
Medikamente mit dem Wirkstoff Bernsteinsäure sind noch heute – insbesondere in den USA und in Russland – im Handel. Auch in der Homöopathie werden Präparate verwendet, die Bernsteinextrakte enthalten. Da Bernsteinsäure in der Verwitterungskruste des Rohbernsteins angereichert ist, wird in der Naturheilkunde oftmals empfohlen, unbearbeiteten Bernstein direkt auf der Haut zu tragen.
Der Glaube an die „Kraft des Steins“ findet sich auch in magischen Vorstellungen der Neuzeit wieder – etwa, wenn empfohlen wird, Ehefrauen nachts Bernstein auf die Brust zu legen, um sie so zum Gestehen schlechter Taten zu bringen. Im Volksaberglauben gilt Bernstein als Schutz vor bösem Zauber und soll Dämonen, Hexen und Trolle vertreiben.
In der Esoterik gilt Bernstein als Heil- und Schutzstein, der Ängste nehme und Lebensfreude schenke. Um seine volle Wirkung zu entfalten, müsse er lange ohne Unterbrechung auf der Haut getragen werden. Wissenschaftliche Belege gibt es dafür nicht. Ferner wird Bernstein von Esoterikern als Zahnungshilfe eingesetzt: Eine Bernsteinkette, um den Hals des Babys gelegt, erleichtere dem Kind das Zahnen und nehme ihm die Schmerzen. Bernstein entfalte angeblich eine entzündungshemmende Wirkung. Wahrscheinlicher ist, dass Bernstein aufgrund seiner Beschaffenheit als Beißring taugt, wenn das Baby die Kette in den Mund nimmt. Ebenfalls wird eine Aura aus positiven Schwingungen in der Steinheilkunde erwähnt, die vom Bernstein ausgehe.
Allerdings gehen von Bernsteinketten auch Gefahren für die Kleinkinder aus. So kann es zur Strangulation durch die Kette selbst kommen, oder abgebrochene Teile des Bernsteins können eingeatmet werden und die Atemwege verletzen oder gar verstopfen.

### Hypothesen zur Herkunft
Der Königsberger Konsistorialrat Johann Gottfried Hasse, ein früher Verfechter der zu seiner Zeit nicht unbestrittenen Ansicht, dass Bernstein pflanzlicher Herkunft ist, beschäftigte sich auch mit Methoden der Mumifizierung und kam durch seine Kenntnis von Bernsteininklusen zu der Ansicht, dass in der Antike Bernstein als Konservierungsmittel eine Rolle spielte. In einer 1799 veröffentlichten Schrift bringt er sein Bedauern darüber zum Ausdruck, dass dieses Wissen offenbar verloren gegangen ist und, wäre es noch vorhanden, „[…] so hätte man Friedrichs des Zweyten irdische Reste für die Nachwelt verewigen sollen […]“.

## Verarbeitung und Pflege von Bernstein
Bernstein wurde schon in der Steinzeit bearbeitet. Durch seine geringe Härte (Mohshärte >2,5) ist das ohne maschinellen Aufwand möglich.

### Werkzeug
Zur Bearbeitung von Bernstein wird Nass-Schleifpapier mit Körnungen von 80 bis 1000 verwendet sowie Nadelfeilen mit Hieb 1 und 2, Schlämmkreide (Alternative: Zahnpasta), Brennspiritus, Wasser, Leinen- oder Baumwolllappen, Fensterleder (Ledertuch), eine kleine Bohrmaschine und Spiralbohrer (max. 1 mm), eine mittelstarke Laubsäge (zum Zerschneiden großer Bernsteinstücke) und eine Angelsehne (zum Auffädeln einer Kette).

### Verarbeitungsprozess

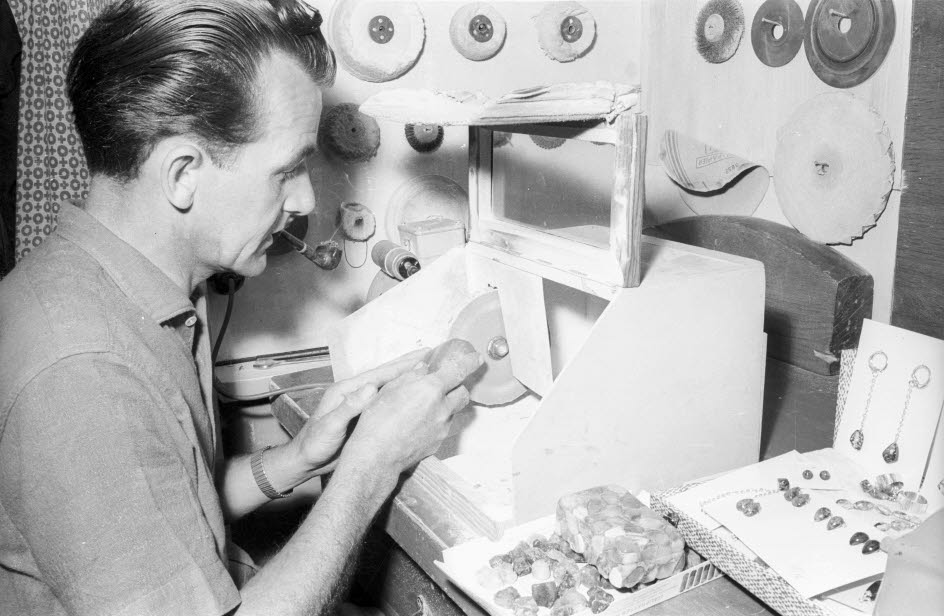
Arbeitsplatz eines Schmuckhandwerkers (1965)

Im ersten Schritt wird der Bernstein gefeilt und poliert. Dabei wird die unerwünschte Verwitterungskruste mit der Nadelfeile oder Nass-Schleifpapier der Körnung 80 bis 120 entfernt. Zum Aufbau des Schliffs werden mit dem Bernstein oder dem Schleifpapier kreisende Bewegungen ausgeführt. Dabei wird die Körnung stufenweise bis auf 1000 erhöht. Diese Bearbeitung erfordert etwas Geduld, da die gröberen Schleifspuren des vorherigen Schleifpapiers glatt geschliffen sein müssen, bevor die nächstfeinere Körnung benutzt werden kann. Zudem sollte der Bernstein vor jedem Wechsel des Schleifpapiers gründlich mit Wasser abgespült werden, um ihn nicht zu überhitzen (dadurch kann eine klebrige Oberfläche entstehen) und um Kratzer zu vermeiden.
Im zweiten Schritt wird der Bernstein der Politur, dem letzten Arbeitsgang beim Schleifen, unterzogen. Dazu wird ein Leinen- bzw. Baumwolltuch mit Spiritus angefeuchtet und mit Schlämmkreide bestrichen. Mit dem so präparierten Tuch wird der Bernstein in kreisenden Bewegungen poliert und anschließend unter Wasser ausgewaschen. Zum Schluss wird der Bernstein mit einem Fensterleder nachpoliert.
Im dritten Schritt wird in den Bernstein, falls gewünscht, ein Loch gebohrt. Der Bohrer wird in eine elektrische Handbohrmaschine eingespannt. Die verwendete Drehzahl sollte niedrig sein, und eine gewisse Übung in der Handhabung von Bohrern ist nicht nur aus Sicherheitsgründen von Vorteil. Der Bohrer darf nicht verkanten oder mit großem Druck durch den Bernstein getrieben werden, da Bernstein sehr druckempfindlich und damit die Bruchgefahr sehr groß ist. Sollte der Bernstein doch einmal brechen, hilft ein handelsüblicher Sekundenkleber.
Matte, wenig glänzende, stumpfe oder ältere Bernsteine bekommen mit etwas Möbelwachs einen schönen Glanz.
Eine weitere Form der Ver- oder Bearbeitung stellt die Arbeit des Bernsteindrechslers dar. In Deutschland wird diese Spezialisierungsrichtung des Drechslers nur noch in einem Betrieb in Ribnitz-Damgarten gelehrt – der Ribnitzer Bernstein-Drechslerei GmbH.

### Pflege und Konservierung
Unter Einfluss von Luftsauerstoff und Feuchtigkeit entwickelt Bernstein eine Verwitterungskruste (durch Oxidation). Dieser oftmals in der Lagerstätte des Bernsteins bereits einsetzende Prozess (sogenannter Erdbernstein trägt zumeist eine kräftige Verwitterungskruste) setzt sich fort, wenn Bernstein als Schmuck- oder Sammlungsstück aufbewahrt wird. Bis heute ist keine Methode bekannt, mit der dieser Prozess völlig unterbunden werden könnte, ohne nachteilige Auswirkungen anderer Art hervorzurufen (z. B. Einschränkung der Untersuchungsmöglichkeiten bei Eingießung in Kunstharz; Gefahr des Eindringens von Substanzen aus der Konservierungsmatrix in das fossile Harz usw.). Alle bisher bekannten Konservierungsmethoden können mithin lediglich den Verwitterungsprozess verlangsamen. Für den Hausgebrauch genügt es im Allgemeinen, Bernstein dunkel, kühl und trocken aufzubewahren. Schmuckstücke aus Bernstein sollten regelmäßig unter fließend warmem Wasser gespült und nicht in die Sonne gelegt werden, da Bernstein schnell brüchig wird. Außerdem sollten weder Seife bzw. Putzmittel noch chemische Substanzen verwendet werden, da durch den Kontakt mit diesen Stoffen irreparable Schäden entstehen können.
Stücke von besonderem (wissenschaftlichen) Wert sollten hingegen fachkundig konserviert werden. Dazu bedarf es in der Regel der Unterstützung durch einen Spezialisten (z. B. einen Konservator an einem naturkundlichen Museum). Einige gängige Konservierungsmittel und -methoden werden von K. Kwiatkowski (2002) beschrieben.

## Fälschungen, Manipulationen und Imitationen
Bernsteinnachbildungen (Imitationen) sind in sehr vielfältiger Form im Handel. Das trifft vor allem auf den Baltischen Bernstein zu. Meist handelt es sich um Nachbildungen auf der Grundlage verschiedenartiger Kunstharze, deren Eigenschaften zur Herstellung von Objekten, die das Erscheinungsbild von Bernstein haben, sich im Laufe mehrerer Jahrzehnte mehr und mehr verbessert haben. Um Fälschungen handelt es sich nach allgemeinem Sprachgebrauch stets dann, wenn Bernstein in der Absicht nachgebildet wird, ihn als Naturbernstein oder echten Bernstein auszugeben und er als solcher angeboten wird.
Nach dem Gesetz zum Schutz des Bernsteins durfte nur Naturbernstein als Bernstein bezeichnet werden, und die Kennzeichnung als Bernstein durfte nur durch den ersten Verkäufer bzw. den Hersteller von Bernsteinerzeugnissen erfolgen. Das Gesetz wurde 2006 aufgehoben, da der bezweckte Schutz ausreichend durch andere Rechtsvorschriften, insbesondere das Recht des unlauteren Wettbewerbs, gewährleistet sei.
Aufgrund der Wertschätzung, die seit alters her organischen Bernsteineinschlüssen entgegengebracht wird, sind Inklusen naturgemäß besonders häufig Gegenstand von Fälschungen. Schon aus dem 16. Jahrhundert sind gefälschte Bernsteineinschlüsse bekannt. Man versuchte damals, Tiere wie Frösche, Fische oder Eidechsen als Inklusen im Bernstein unterzubringen, eine Praxis, die auch heute noch üblich ist. Göbel berichtet 1558 über Nachbildungen (ein Frosch und eine Eidechse), die ein Danziger Händler einem italienischen Adeligen aus Mantua verkaufte. Im Jahre 1623 erhielt der polnische König Sigismund III. Wasa, ein Kunstsammler und -mäzen, anlässlich seines Besuchs der Stadt Danzig einen in Bernstein eingeschlossenen Frosch von den Bürgern der Stadt als Gastgeschenk. Auch in der umfangreichen Sammlung von August dem Starken befanden sich nach einer von Sendelius im Jahre 1742 veröffentlichten Bestandsaufnahme (in der diese noch als authentisch angesehen wurden) zahlreiche Fälschungen, zumeist Wirbeltiere oder riesige Insekten.
Dabei fällt es auch der Wissenschaft nicht immer leicht, zu einem sicheren Ergebnis zu kommen. Ein bekanntes Beispiel dafür ist die sogenannte „Bernstein-Eidechse von Königsberg“, die erstmals 1889 schriftlich erwähnt wird. Später tauchten wiederholt Zweifel an der Echtheit des Stückes auf – es wurde vermutet, die Eidechse sei von Menschenhand in Kopal eingebettet worden –, bis es am Ende des Zweiten Weltkrieges verschollen war. Nachdem das Stück Ende der 1990er Jahre im Geologisch-Paläontologischen Institut der Georg-August-Universität Göttingen wieder auftauchte und erneut gründlich untersucht wurde, ist jetzt seine Echtheit bestätigt. Dabei spielten im Bernsteinstück vorhandene Syninklusen (in diesem Fall Eichensternhaare) eine nicht unerhebliche Rolle.
Nicht selten wird auch der Bernstein selbst gefälscht, das trifft vor allem für Bernsteinvarietäten zu, die aufgrund ihrer Farbe, Transparenz oder Größe in der Natur nur selten vorkommen. Abgesehen von ihrem Brenngeruch und ihrer geringen Härte bzw. Dichte sind manche Bernsteinsorten nur schwer von entsprechend gefärbten Kunststoffen zu unterscheiden. Solche Nachbildungen bestehen meist aus Materialien, die den Kunststoffgruppen der Thermoplasten und Duroplasten angehören. Darunter fallen Stoffe wie Zelluloid, Plexiglas, Bakelit, Bernit (Bernat) und Casein. Gängige Handelsnamen dafür sind unter anderem Galalith, Alalith oder Lactoid. Auch der in der DDR produzierte künstliche Bernstein aus Polyester und Bernsteinstücken, der als Polybern verkauft wurde, gehört zu diesen Kunststoffnachbildungen. In jüngerer Zeit sind häufig Bernsteinnachbildungen aus Polyesterharzen im Handel zu finden, oft ist dem Polyesterharz zuvor eingeschmolzener Naturbernstein zugefügt. In solche Objekte werden nicht selten rezente Insekten oder Spinnen eingefügt, die als Bernsteininklusen ausgegeben werden. Solche Nachbildungen werden besonders in Ländern mit reichen Bernsteinvorkommen und entsprechend umfangreichem Warenangebot hergestellt und im Handel angeboten (Polen, Russland). Mischungen von Bernstein und Kunstharzen sind mitunter an den Trennlinien der verwendeten Materialien zu erkennen, wenn Fragmente von Naturbernstein in das Kunstharz eingefügt wurden, ohne ihn zuvor zu schmelzen.
Weniger leicht zu identifizieren sind Rekonstruktionen aus pulverisiertem Schleifabfall oder kleinen Bruchstücken des puren Bernsteins, die miteinander verschmolzen werden. Bernsteinrekonstruktionen dürfen als „Echt Bernstein“ verkauft werden, da die Grundlage tatsächlich echter Bernstein(staub) ist. Er ist auch als Pressbernstein bekannt.
Zum Prüfen, ob es sich bei einem Bernstein um ein Original oder ein Imitat handelt, kann eine glühende Nadel verwendet werden. Diese hält man an den Stein und zieht sie mit etwas Druck darüber. Bildet sich eine Rille und wird der Stein schmierig bzw. riecht er harzig, während die Nadel an einer Stelle bleibt, ist es Bernstein. Andernfalls ist es ein Imitat.
Alternativ kann man auch die Dichte des Bernsteins zum Test nutzen. Bernstein sinkt in Süßwasser (z. B. normalem Leitungswasser), schwimmt jedoch in konzentriertem Salzwasser. Man benutzt zwei Gefäße, eines mit Süßwasser, eines mit Salzwasser (etwa zwei Esslöffel Salz auf einen Viertelliter Wasser). Bernstein versinkt im ersten Glas, schwimmt jedoch im zweiten. Plastik schwimmt auch auf Süßwasser, Steine und Glas versinken auch im Salzwasser.
Zur Prüfung der Echtheit von Bernstein eignet sich auch die Fluoreszenz-Methode, da Bernstein unter UV-Licht weiß-blau strahlt, Plastik jedoch nicht.
Eine 100 % korrekte Prüfung, ob es sich tatsächlich um echten Bernstein handelt, ist nur durch die FTIR-Spektroskopie feststellbar, da die oben genannten herkömmlichen Methoden (z. B. durch schlechte Lagerung des Bernsteins) zu Ungenauigkeiten neigen.
Künstlich geklärte Bernsteine sind keine Seltenheit. Dabei werden trübe Naturbernsteine (95 % der Naturbernsteine) über mehrere Tage langsam in Raps- oder Leinöl erwärmt, um sie zu klären. Durch geschickte Temperaturregelung während des Klärungsprozesses können auch Sonnenflinten, Sonnensprünge und Blitzer, die in Naturbernsteinen äußerst selten vorkommen, gezielt hergestellt werden. Oft wird auch ein hohes Alter des Steins vorgetäuscht. Beim sogenannten Antikisieren wird das Material in einem elektrischen Ofen in gereinigtem Sand mehrere Stunden auf 100 °C erhitzt, um einen warmen Braunton zu erzeugen. Alle diese Manipulationen sind nur schwer nachzuweisen.
Bernstein wird oft mit durchscheinendem gelbem Feuerstein verwechselt, dessen Oberfläche auch glänzt. Aber im Gegensatz zum leichten und warmen Bernstein ist Feuerstein kalt und härter als Glas. Um selbst gefundene Bernsteine von Feuerstein zu unterscheiden (bei kleineren Splittern ist das Gewicht nicht ohne weiteres zu bestimmen), kann man mit dem Stein vorsichtig gegen einen Zahn klopfen. Ergibt sich ein weicher Ton, wie er zum Beispiel entsteht, wenn man mit dem Fingernagel gegen den Zahn klopft, so ist es kein Feuerstein.
Seit den letzten Jahren wird Bernstein oft durch den „Kolumbianischen Ambar“ ersetzt: Dieser Kopal ist zwar nur an die 200 Jahre alt, erfährt aber durch verschiedene Verarbeitungsstufen eine künstliche Alterung. Im Endprodukt ist für Laien und die meisten Fachleute keine Unterscheidung zwischen alt und jung mehr möglich. Nach Auskunft kolumbianischer Kopalhändler werden mehrere Tonnen pro Monat zur Bernsteinschmuckverarbeitung weltweit exportiert.

## Gefahr durch Ähnlichkeit mit weißem Phosphor

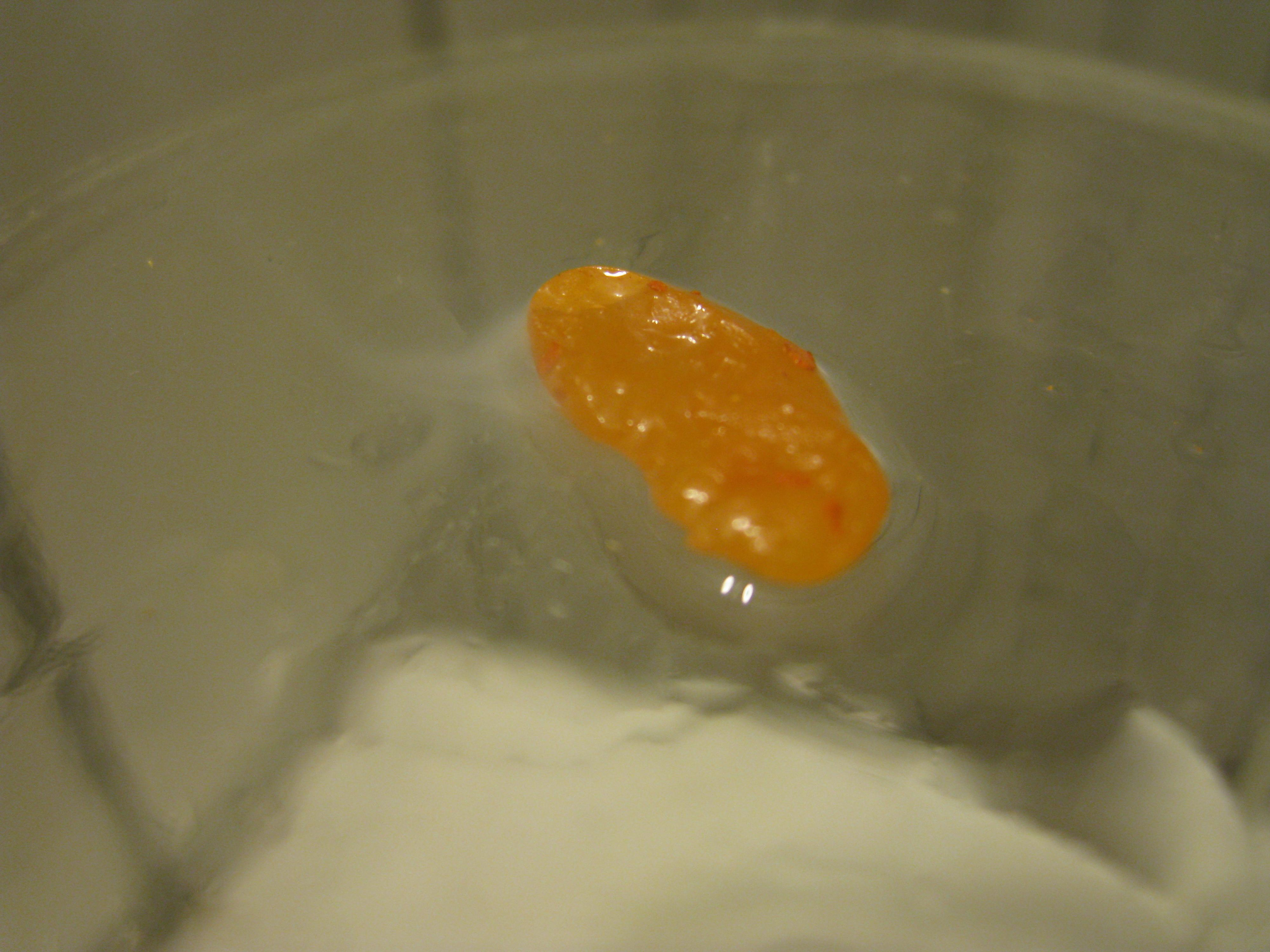
Weißer Phosphor kann mit Bernstein verwechselt werden

Auf Usedom und in einigen weiteren Gegenden der Ostsee kommt es in seltenen Fällen zur Anspülung von Klumpen weißen Phosphors aus alten Brandbomben aus dem Zweiten Weltkrieg. Diese Klumpen weisen eine gewisse Ähnlichkeit mit Bernstein auf. Wenn die feuchte Oberfläche des Phosphors trocknet, entzündet er sich bei Körpertemperatur von selbst, was bei Sammlern zu schweren Verbrennungen führen kann.  Zudem ist weißer Phosphor bereits in geringen Mengen hochgiftig. Auf Usedom sind daher Warnschilder aufgestellt. Unerfahrenen Sammlern wird geraten, ihre Funde nicht in der Hosentasche, sondern in einem feuerfesten, offenen Behältnis aufzubewahren.

## Ausstellungen (Auswahl)
- „Bernstein – Goldenes Fenster zur Vorzeit“ Eine Ausstellung des Staatlichen Naturhistorischen Museums Braunschweig im Ostpreußischen Landesmuseum, Lüneburg, 25. November 2016 – 7. Mai 2017

### Zum Weiterlesen
- Das Geheimnis des Bernstein-Colliers
- Bernstein in Südschweden
- Viele Bücher (e-text) über Bernstein (englisch) Theophrastus, Albertus Magnus, al-Bīrūnī und Baltischen Bernstein

### Fachwissen
- Faszination Bernstein – Bernstein Portal
- Bernstein und andere fossile Harze (englisch)
- Mineralogisches zu Bernstein im Mineralienatlas
- Wissenschaftliche Seite über den Bernstein
- Bernsteinkunsthandwerk – Die Datenbank der Bernsteinkunst
- Verein zur Förderung des Geologisch-Paläontologischen Museums der Universität Hamburg e. V. „Arbeitskreis Bernstein“
- Bernsteinseite der Emporia State University, Kansas, USA
- Carsten Gröhn: Ambertop auf ambertop.de, abgerufen am 9. April 2017.
- Bernstein auf materialarchiv.ch, abgerufen am 28. Dezember 2024.

### Museen
(Auswahl; naturgeschichtliche Ausstellungen und herausragende Kunstobjekte; einige in Verbindung mit kommerziellen Angeboten)
- in Deutschland
  - Deutsches Bernsteinmuseum Ribnitz-Damgarten
  - Geowissenschaftliches Museum der Universität Göttingen (hauptsächlich die ehemalige Königsberger Bernsteinsammlung.)
  - Museum für Archäologie und Ökologie Dithmarschen
  - Bernsteinkabinett im Museum am Löwentor in Stuttgart (einer der Schwerpunkte: Dominikanischer Bernstein)
  - Residenzmuseum München (kunsthandwerkliche Objekte aus Bernstein)
  - Bernsteinkabinett im Historischen Grünen Gewölbe in Dresden
- in Verbindung mit kommerziellen Einrichtungen:
  - Bernsteinmuseum Nürnberg
  - Bernsteinmuseum Bad Füssing[156]
  - Bernsteinmuseum St. Peter Ording[157]
  - Bernsteinmuseum Sellin auf Rügen[158]

- im europäischen Ausland
  - Bernsteinmuseum in Palanga (Litauen) (englisch)
  - Bernsteinmuseum im Dohnaturm Kaliningrad (englisch)
  - Bernsteinzimmer im Katharinenpalast; Teil des Staatlichen Museums Zarskoje Selo (Puschkin) (englisch und russisch)
  - Die Marienburger Bernsteinsammlung (Marbork, Polen) (englisch)
  - Museum der Erde in Warschau
  - Bernsteinmuseum im Stadttorkomplex von Danzig (Polen) (Memento vom 25. Mai 2013 im Internet Archive) (englisch)
  - Das Bernsteinmuseum in Stegna (Polen) (Memento vom 19. August 2012 im Internet Archive)
  - Muzeum Okręgowe (Bezirksmuseum) in Łomża (Woiwodschaft Podlachien, Polen), kunstgewerbliche Bernsteinprodukte aus der Kurpie Lageplan und Anschrift
  - Hinweis auf das Bernsteinmuseum in Riwne (Rovno) Ukraine (englisch)
  - Natural History Museum, London (Naturhistorisches Museum) (englisch)
  - Schloss Rosenborg, Kopenhagen (Dänemark) (kunsthandwerkliche Objekte aus Bernstein) (dänisch)
  - Inklusensammlung im Zoologischen Museum Kopenhagen (dänisch und englisch)
  - Bernsteinausstellung im Esbjergmuseum
  - Bernsteinausstellung im Museum Tirpitz in Blåvand (dänisch)
  - schwedisches Bernsteinmuseum Höllviken
  - Kunsthistorisches Museum Wien (kunsthandwerkliche Objekte aus Bernstein)
  - Museo degli Argenti, Florenz (kunsthandwerkliche Objekte aus Bernstein) (italienisch)
  - Musée d’Histoire Naturelle et de Géologie, Lille (große Inklusensammlung) (englisch und französisch), siehe auch Bilder auf Commons
- im außereuropäischen Ausland
  - Bernsteinmuseum (Dominikanischer Bernstein) Santo Domingo (Dominikanische Republik)
  - Museo del Ambar Dominicano in Puerto Plata, Dom. Rep. (Private Einrichtung, sehenswerte Ausstellung und Verkauf)
  - Museo del Ambar in San Cristóbal de Las Casas, Chiapas, México – Mexikanischer Bernstein (Chiapas) (spanisch und englisch)
  - Museum of Fine Arts, Boston (USA) (kunsthandwerkliche Objekte aus Bernstein) (englisch)
  - American Museum of Natural History (Birmit-Artefakte) (englisch)
  - Kuji-Bernsteinmuseum (Japan) (englisch)